# Changan Motors
Changan Motors (también conocido como China Changan Automobile Group o Chana Auto) es un fabricante de automóviles con sede en Chongqing, República Popular de China. Changan, desde 1957, fabrica turismos y furgonetas de Suzuki y Ford Motor Company, así como motores y otros componentes.
Changan diseña, desarrolla, fabrica y vende autos de pasajeros bajo la marca Changan y vehículos comerciales vendidos bajo la marca Chana. Opera empresas conjuntas con Ford (Changan Ford), Groupe PSA, con Peugeot, (Changan PSA), Mazda (Changan Mazda) y  Suzuki (Changan Suzuki) que producen, respectivamente, automóviles de pasajeros de marca Ford, DS Automobiles, Mazda y Suzuki para el mercado chino. También tiene una empresa conjunta con Jiangling Motor Corporation Group (JMCG), que produce SUV vendidos bajo la marca Landwind.
Changan está considerado como uno de los "cuatro grandes" fabricantes de automóviles chinos, y la fabricación de 3 millones de unidades en 2016 hizo que la compañía ocupara el cuarto lugar entre los fabricantes de automóviles en China por volumen de producción. Es la segunda marca de automóviles más popular en China, con 1,4 millones de autos Changan vendidos en 2016.

## Historia
Changan fue fundada el año 1862, por Hongzhang Li como una empresa dedicada a la manufactura de armas. Fue recién en el año 1957 que ingresa al rubro automotor construyendo su primer Jeep, llamado Yangtze River.
En 1984 comenzó, con la cooperación de Suzuki, a construir pequeños autos y motores para la marca Jiangling. Changan es ahora una marca que viene creciendo y tiene más de 28,000 trabajadores. 
En 1959, la entidad predecesora, Chongqing Chang'an Arsenal, bajo contrato con el gobierno, comenzó la fabricación de automóviles y construyó el vehículo Changjiang Tipo 46, que fue el primer vehículo de producción de China. Changan introduced minicar by licensing from Suzuki.
En 2009 Changan se asoció con la empresa Autopark para la fabricación de coches en México.
En 2009, Changan adquirió dos fabricantes de automóviles nacionales más pequeños, Hafei y Changhe. En 2013, Changhe fue transferida al gobierno provincial de Jiangxi para su reestructuración y luego se convirtió en una subsidiaria de propiedad mayoritaria de otro fabricante de automóviles chino BAIC Group.

A partir de 2010, China Weaponry Equipment es la empresa matriz de este fabricante de automóviles de propiedad estatal, y ese año Changan se convirtió en el cuarto fabricante de automóviles más productivo de la industria automovilística china al vender 2,38 millones de unidades.
La compañía también lanzó un nuevo logotipo para sus ofertas de consumo en 2010, mientras que la producción comercial conserva la antigua marca de arco rojo.
Aunque sólo permitió a la compañía alcanzar el cuarto lugar entre los fabricantes de automóviles nacionales en términos de producción, Changan fabricó más de 2 millones de vehículos completos en 2011.
En 2012, se informó que el 72% de la producción se dedicaba a vehículos de pasajeros, pero este recuento probablemente combine ofertas privadas y microvans, pequeños camiones y furgonetas comerciales que son populares en China.
En noviembre de 2012, Changan Ford Mazda Automobile se dividió en dos nuevas empresas conjuntas: Changan Ford y Changan Mazda.
Changan planea poner fin a la producción de vehículos propulsados únicamente por motores de combustión interna para 2025, ya que el fabricante de automóviles venderá solo vehículos híbridos y vehículos totalmente eléctricos a partir de 2025 como resultado del cambio climático, los problemas de contaminación del aire en China y las estrictas regulaciones de emisiones. La compañía declaró que esto se debe a que el Gobierno de China anunció que aprobó una legislación que prohibirá los nuevos vehículos con motor ICE a mediados de la década de 2030, debido a la alta contaminación del aire y debido al compromiso reiterado de China en el Acuerdo de París de las Naciones Unidas, ya que el fabricante de automóviles quiere seguir cumpliendo con los estándares de emisiones automotrices del gobierno. El fabricante de automóviles se une a Volvo Cars, Jaguar Land Rover, Hongqi, BYD Auto, Lotus Cars y varios otros fabricantes de automóviles en la planificación de cesar la producción de vehículos con motor ICE en los próximos años.
Changan dijo que planea lanzar 21 coches eléctricos en el período 2021-2025, aumentando sus ventas de ese tipo de vehículos a más de 1 millón de unidades.

## Marcas y productos
Changan produce y comercializa vehículos principalmente de 5 marcas:
- Changan Auto para SUV y turismos
  - Changan Qiyuan para la línea de entrada de vehículos eléctricos prémium bajo la marca Changan
- Deepal (Shenlan) para vehículos eléctricos
- Avatr para vehículos eléctricos prémium, con inversión conjunta de  Changan y CATL
- Oshan' (frecuentemente transliterado como Auchan, Ossan o Oushan ') para SUV y monovolúmenes de nivel medio
- Kaicene para vehículos comerciales, camionetas y monovolúmenes

### Changan Auto

#### Modelos actuales

##### Sedán
- Changan Lumin
- Changan BenBen
- Changan Eado EV
- Changan Eado DT
- Changan Eado Plus
- Changan Yida
- Changan Raeton Plus
- Changan UNI-V

##### SUV
- Changan CS1
- Changan CS35 Plus
- Changan CS55 Plus
- Changan CS75 Plus/CS75
- Changan CS8
- Changan CS9
- Changan UNI-K
- Changan UNI-T

##### Camioneta
- Changan Hunter

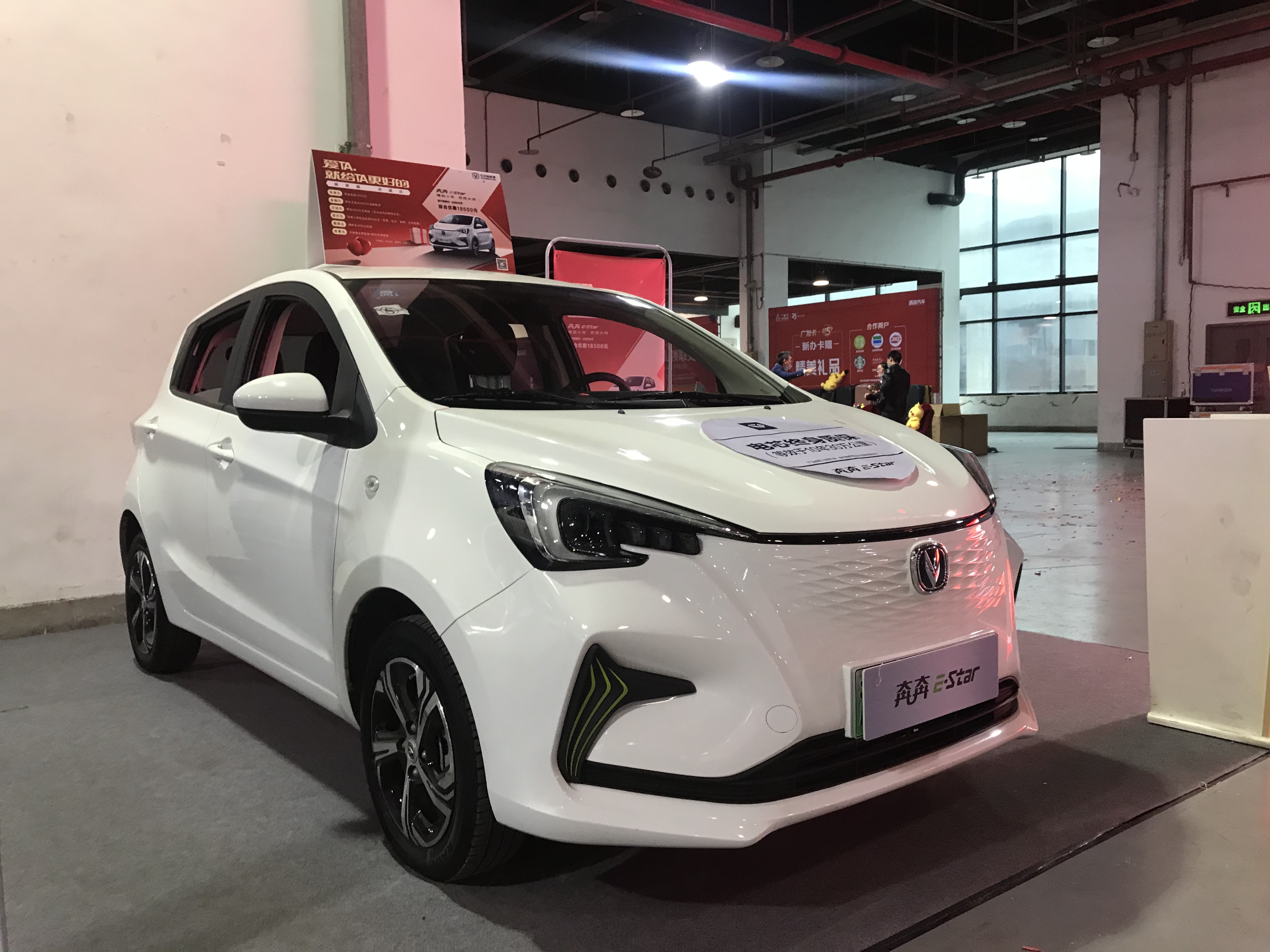
Changan BenBen E-Star
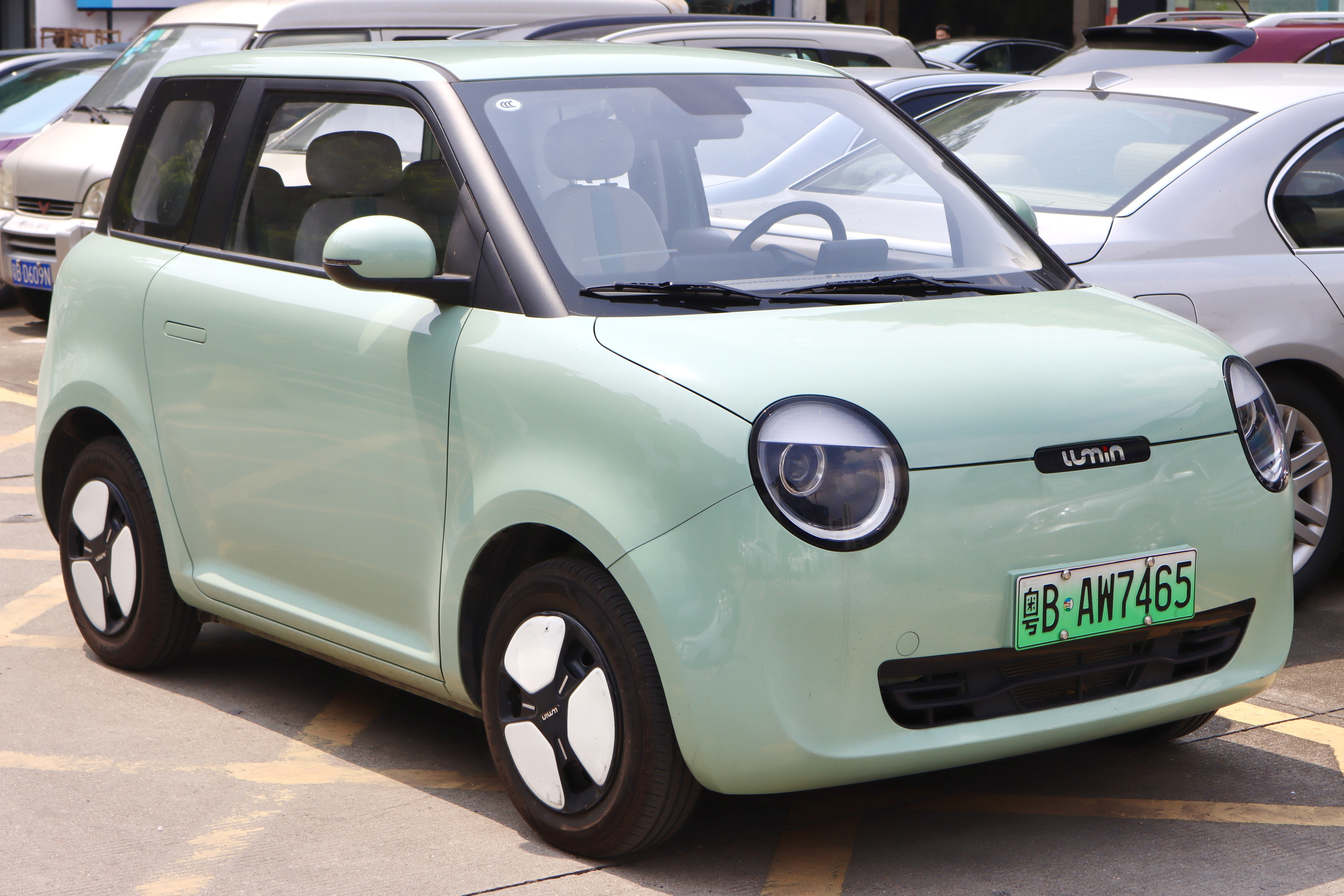
Changan Lumin
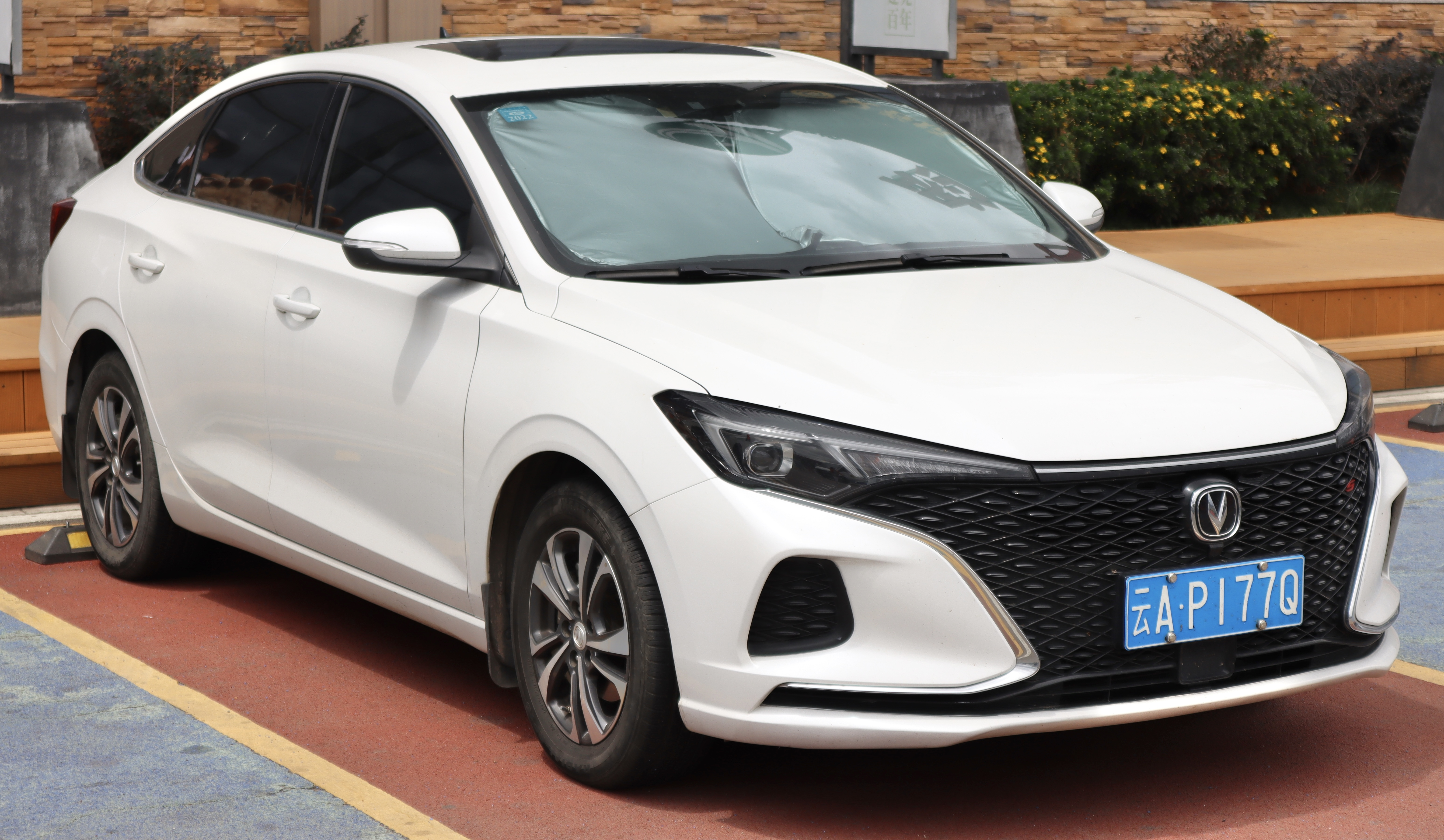
Changan Eado Plus
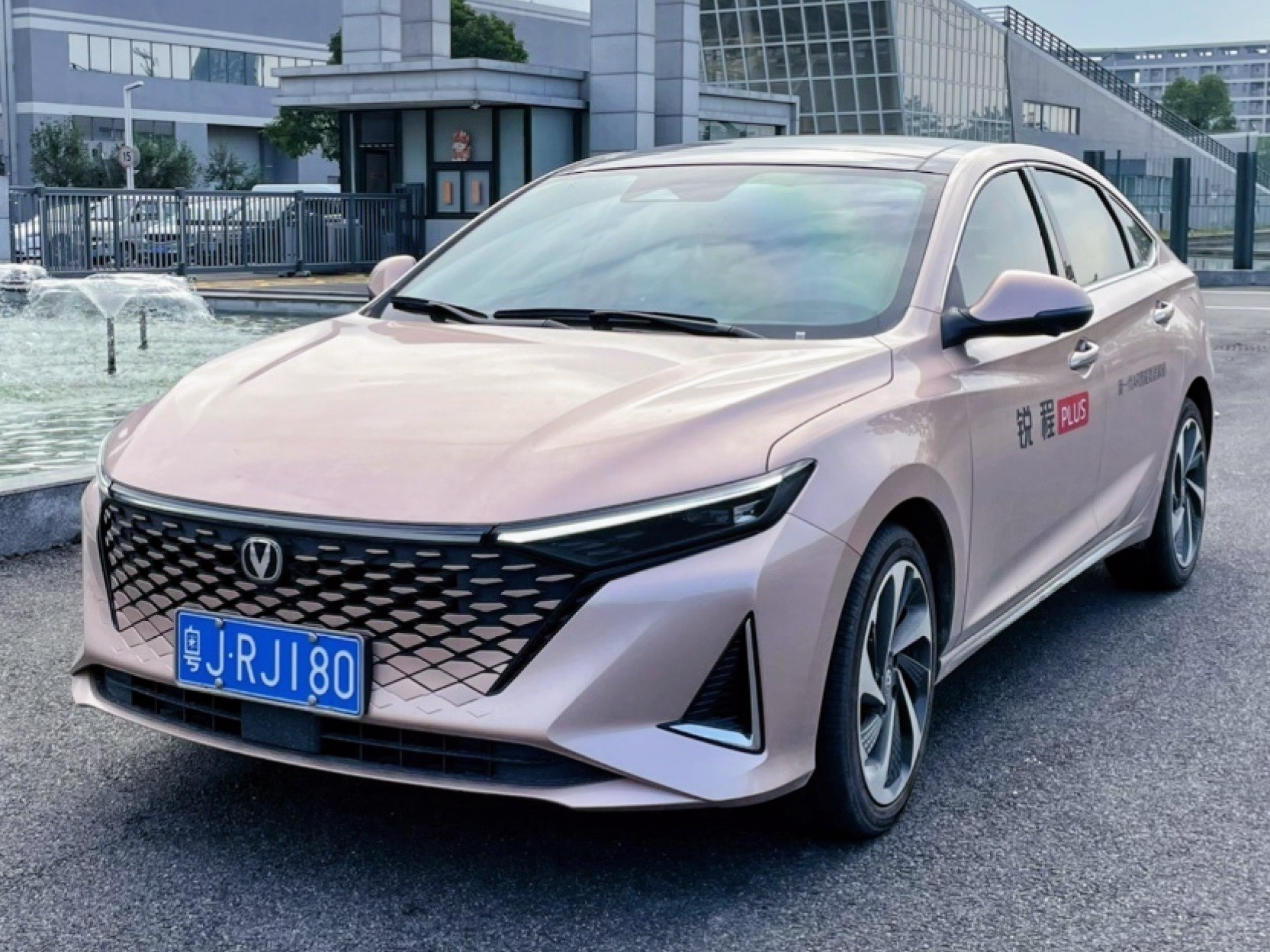
Changan Raeton Plus
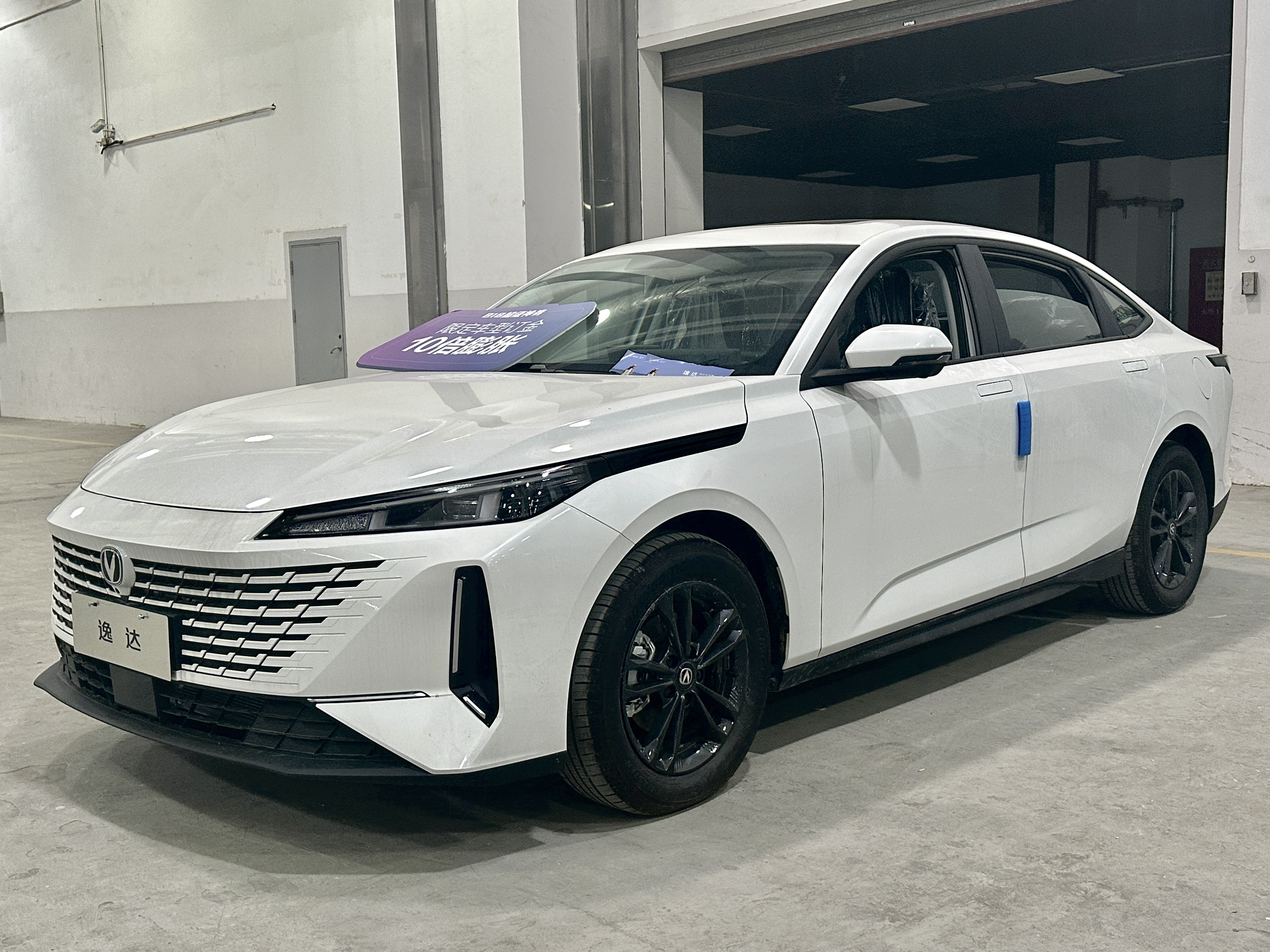
Changan Yida
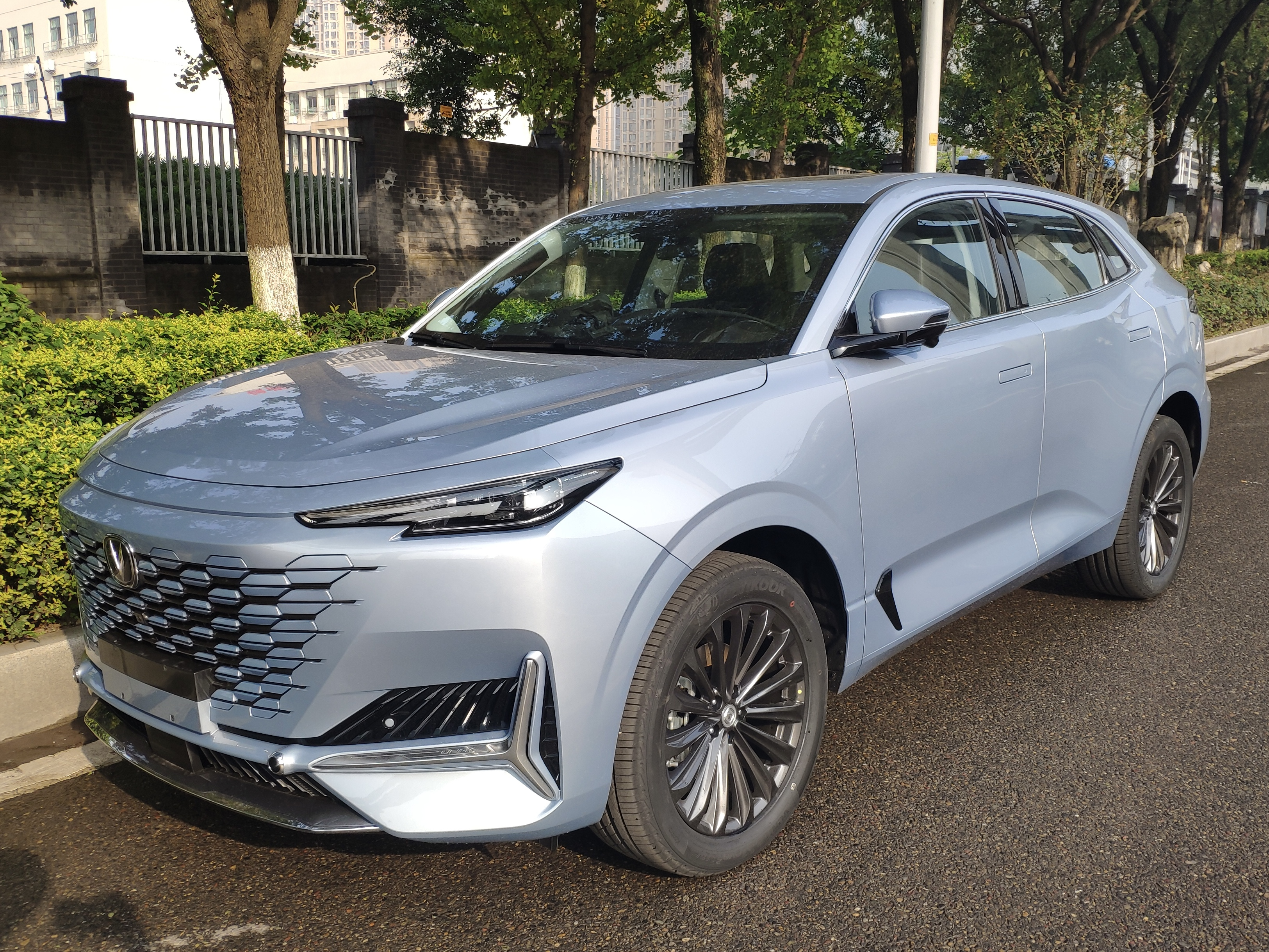
Changan UNI-K
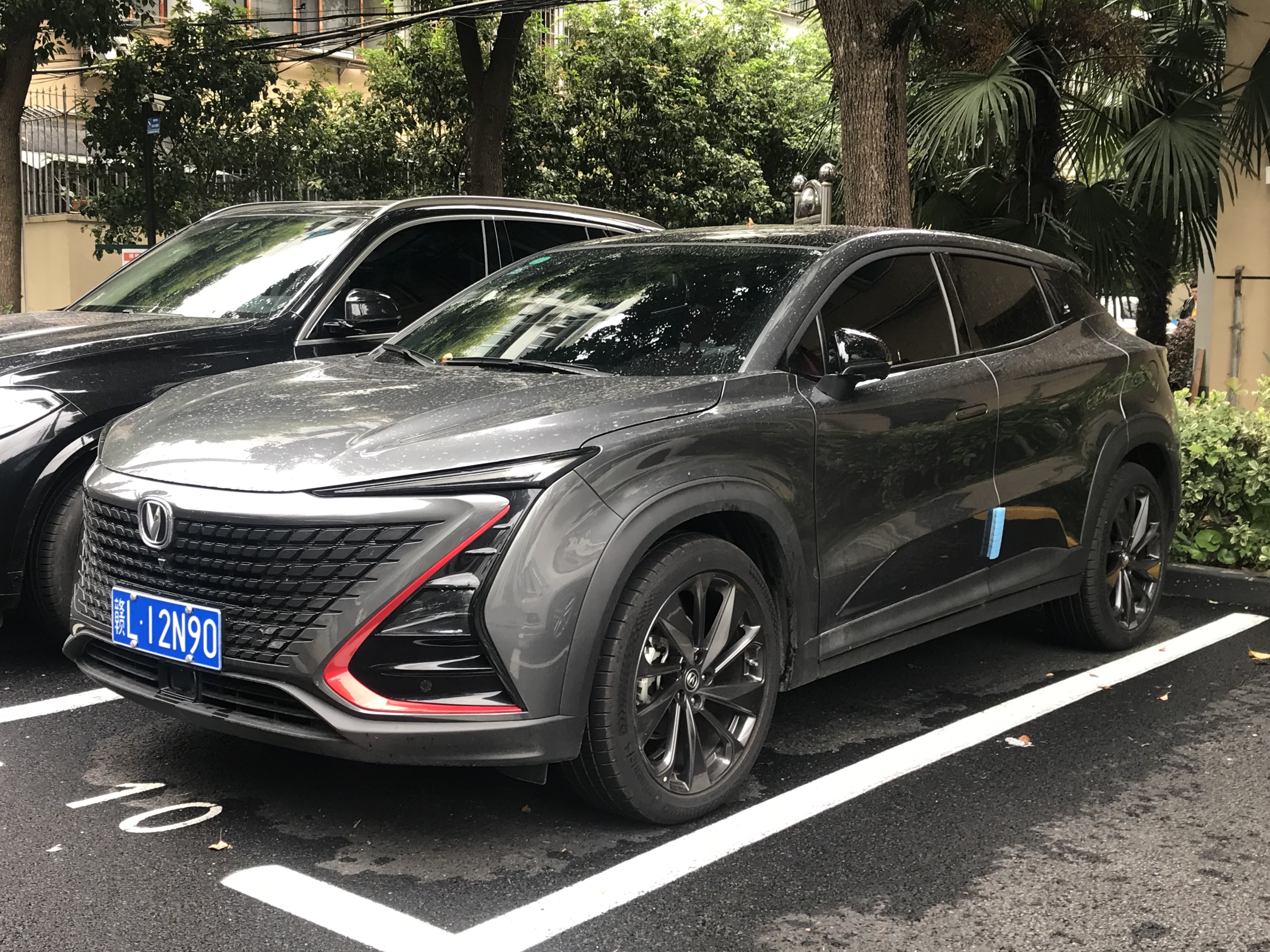
Changan UNI-T
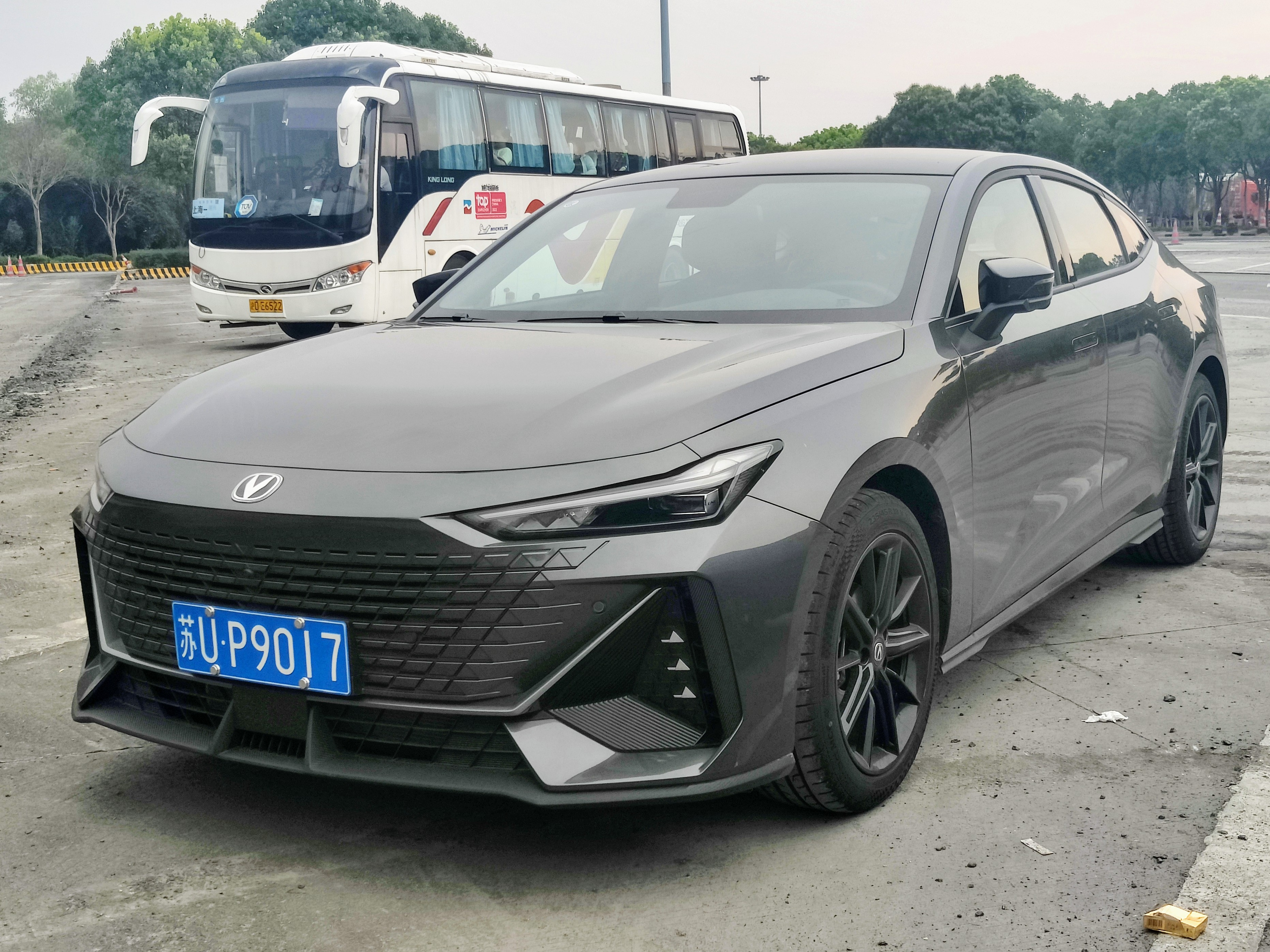
Changan UNI-V
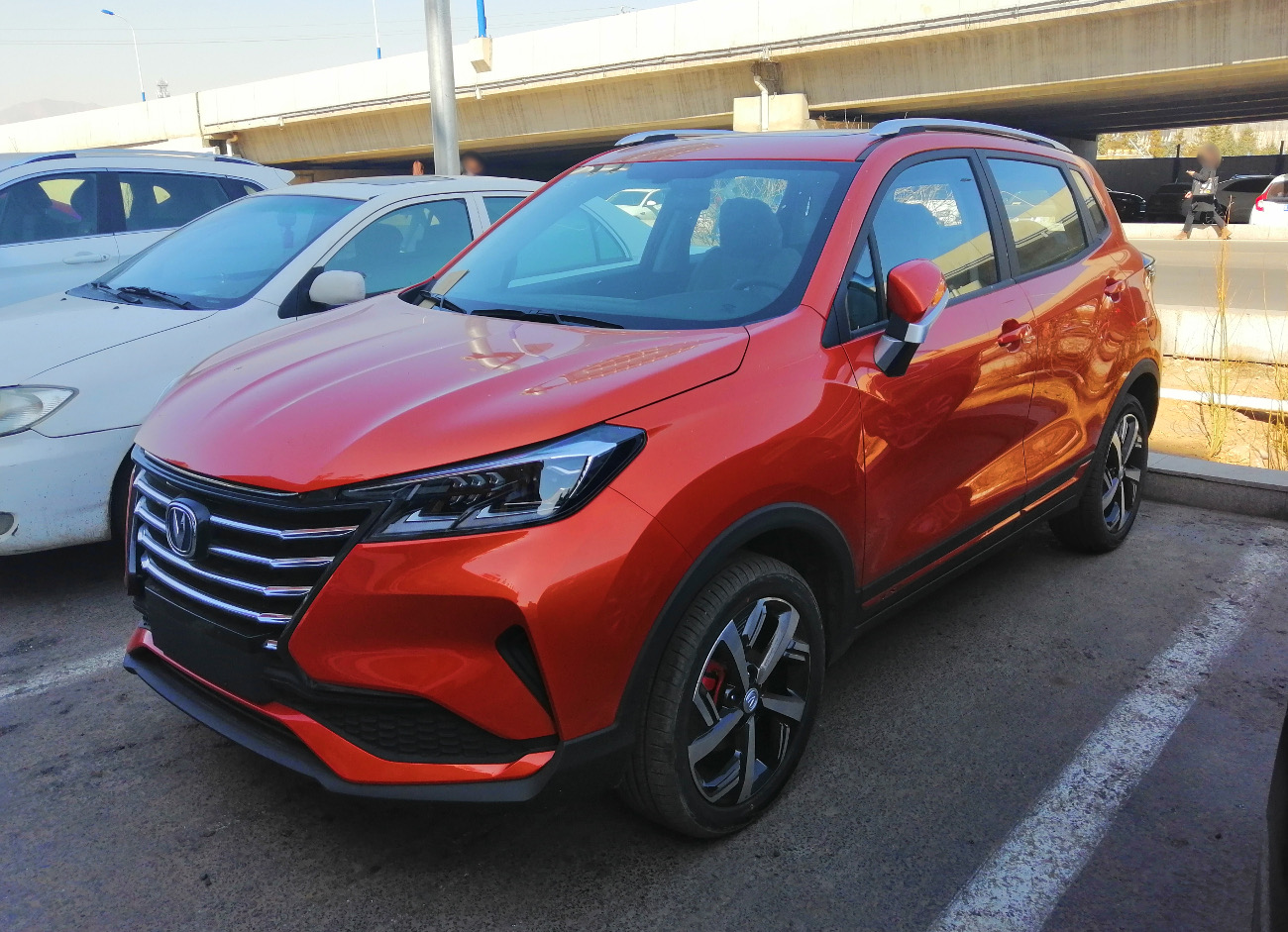
Changan CS15
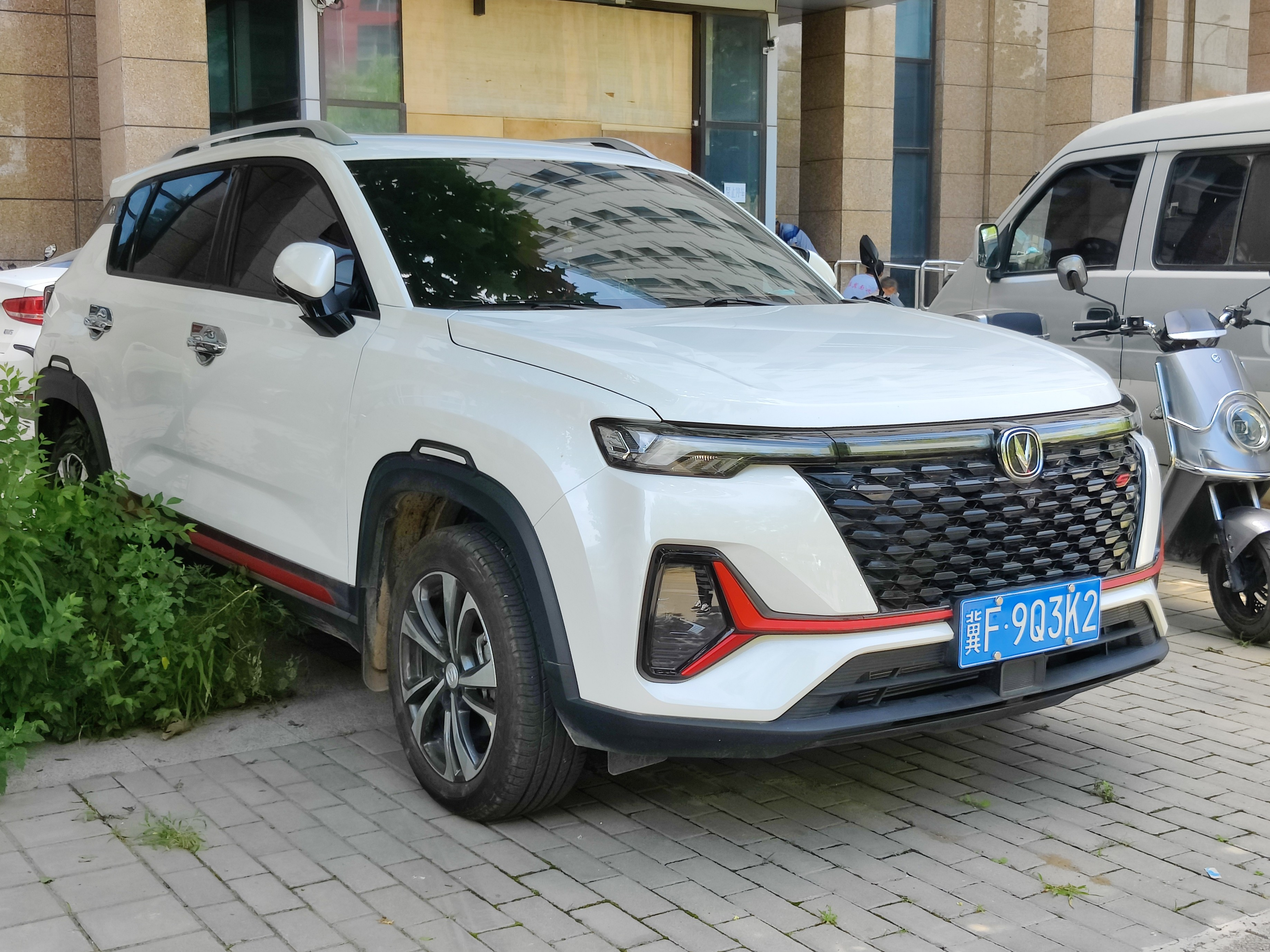
Changan CS35 Plus
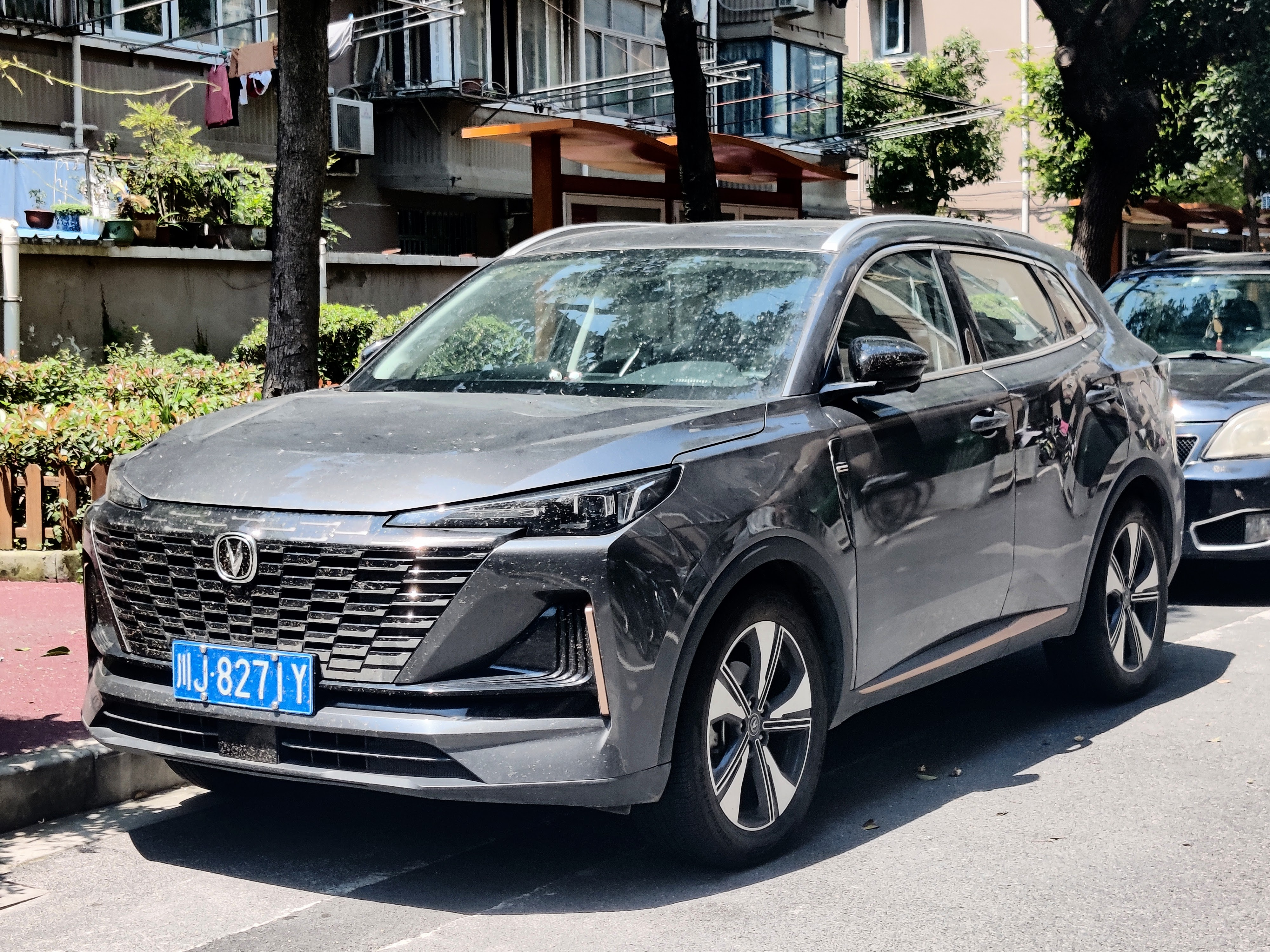
Changan CS55 Plus
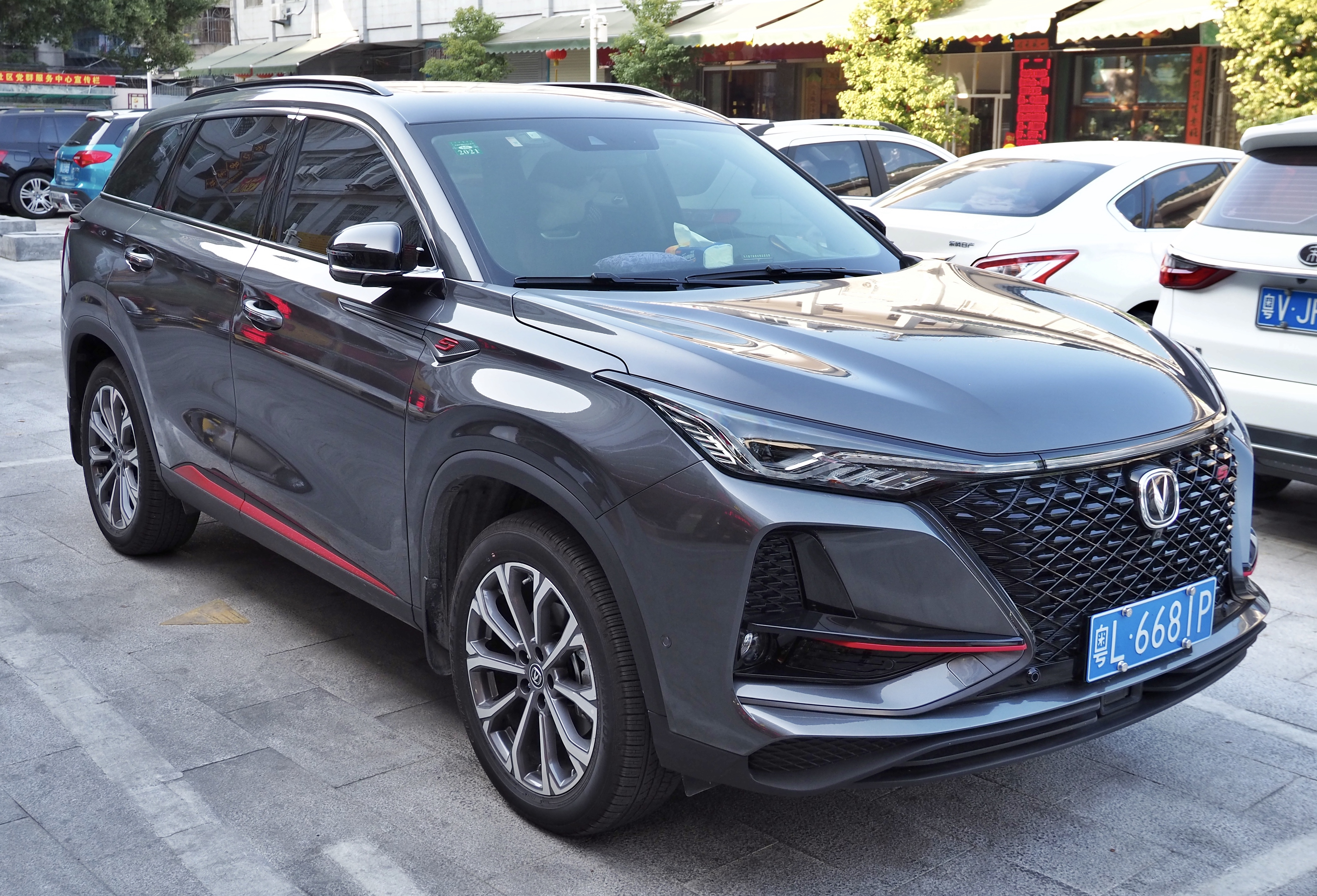
Changan CS75 Plus
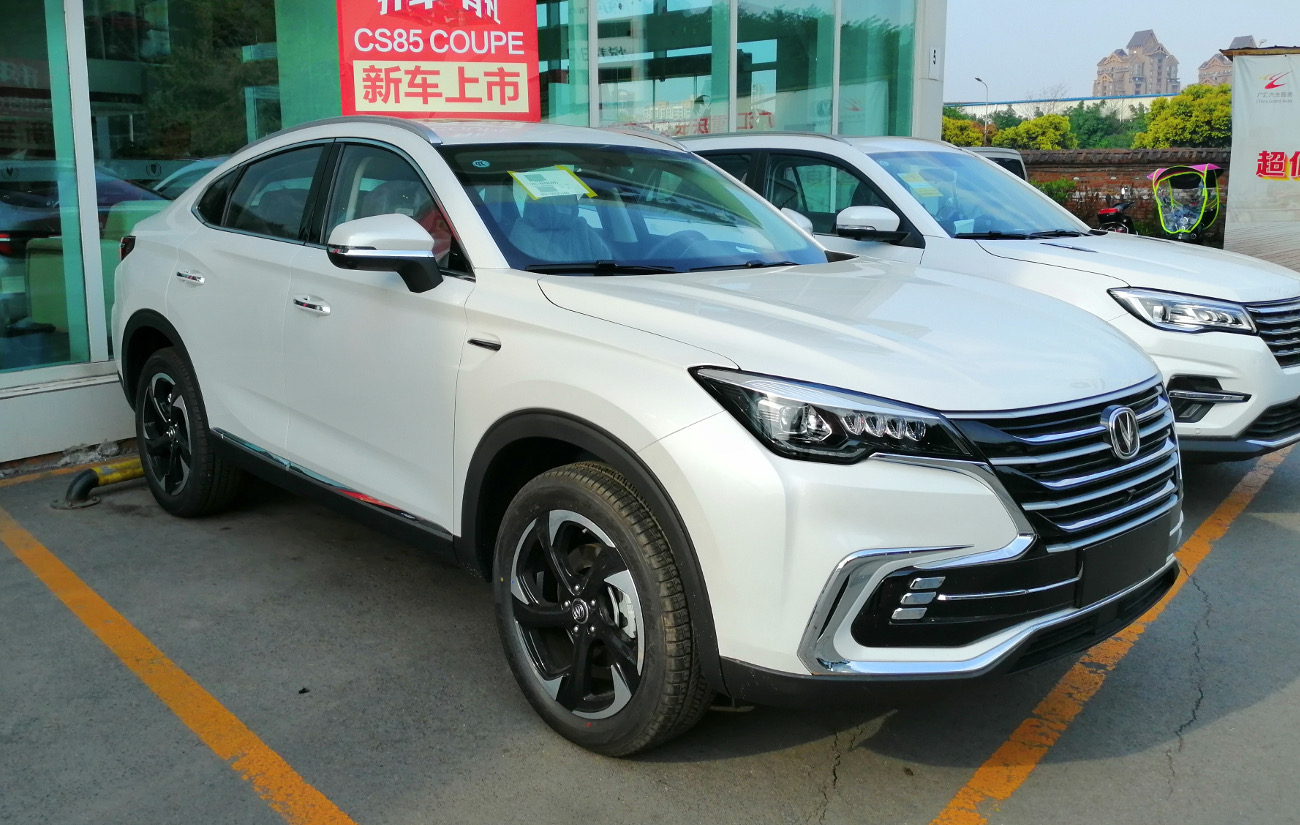
Changan CS85 Coupe
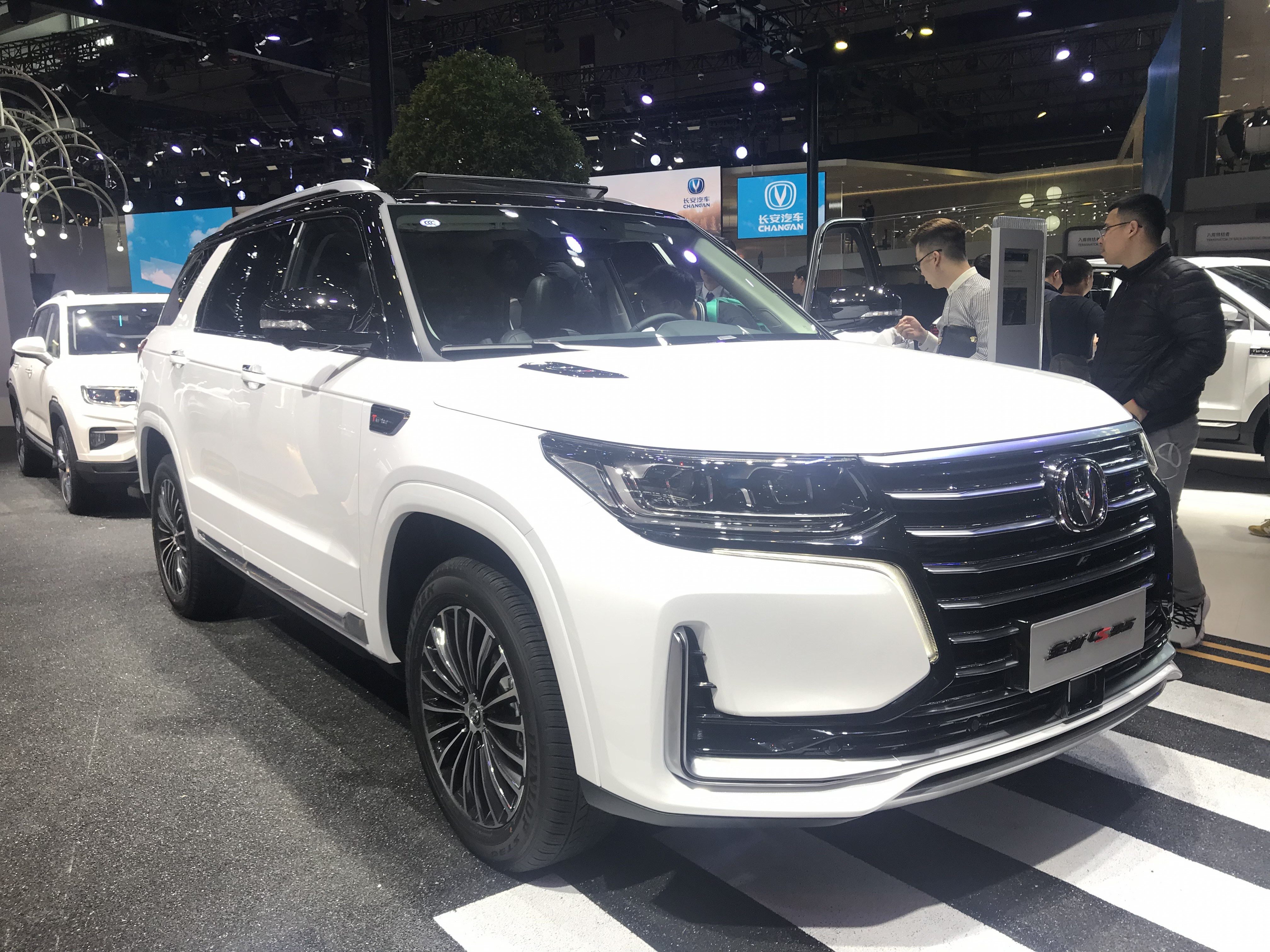
Changan CS95
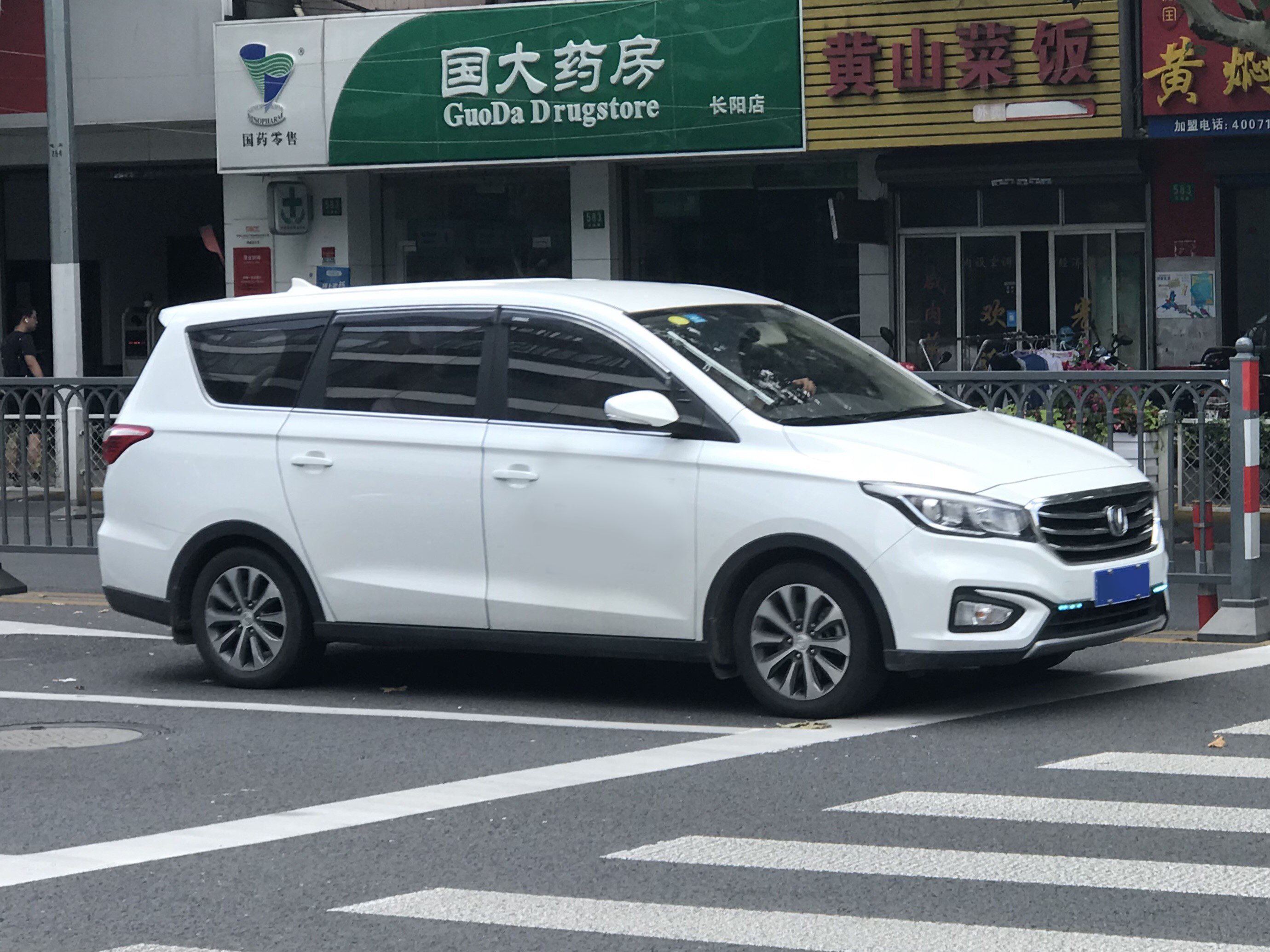
Changan Linmax

#### Modelos descontinuados

##### Sedán/hatchback
- Changan Raeton (2012-2019), sedán mediano

- Changan Alsvin V3 (2012-2017), sedán subcompacto
- Changan Alsvin/ Alsivin V5/ Alsvin II (2009-2023), sedán subcompacto
- Changan Alsvin V7/ Eado DT (2014-2022), sedán subcompacto
- Changan Eado XT/XT RS (2012-2020), hatchback compacto
- Changan Z-Shine/ CX30 Hatchback/Sedan (2008-2012), automóvil subcompacto
- Changan E30 EV (2005-2012), sedán compacto eléctrico

##### SUV
- Changan CS35 (2012-2022)

##### monovolumen
- Changan CX20 (2010–2016), monovolumen
- Chana Eulove (2013-2015), monovolumen
- Changan Joice (2007-2009), monovolumen
- Changan Linmax, monovolumen
- Chana CM6, microfurgoneta
- Chana CM7 (2003-2015), microvan
- Chana CM8 (2003-2015), microvan
- Changan SC6320G/Changan SC1011 (1990 –1999), camioneta/furgoneta

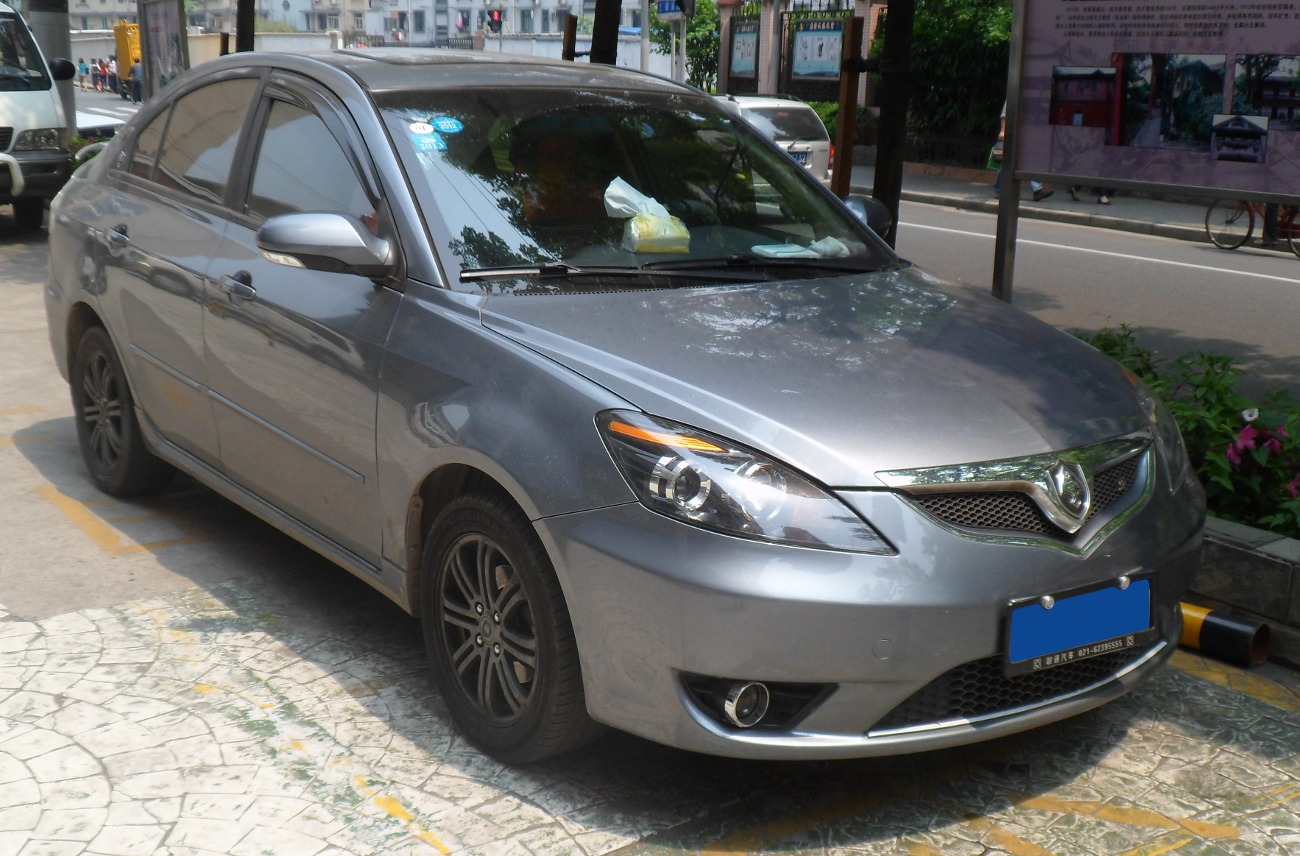
Changan Alsvin
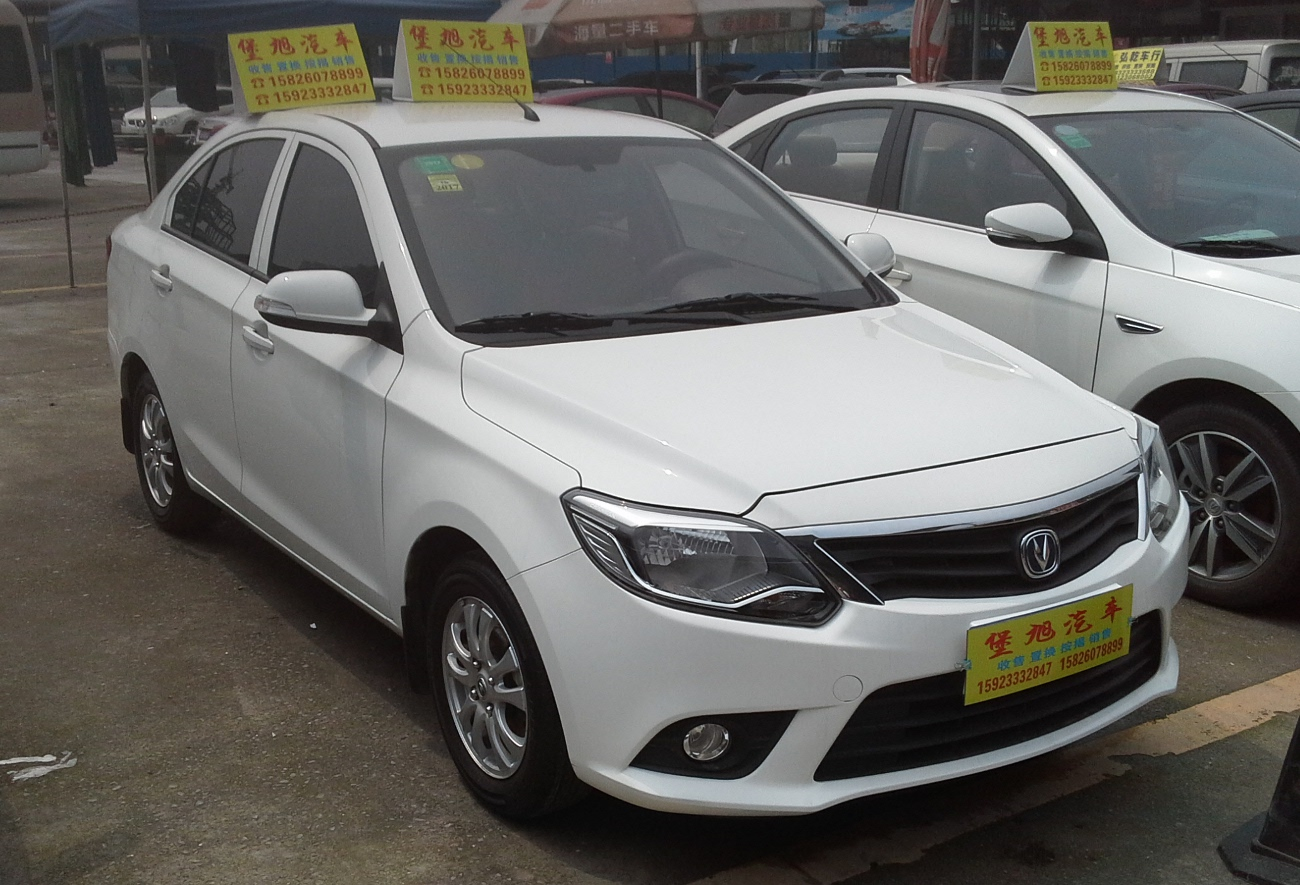
Changan Alsvin V3
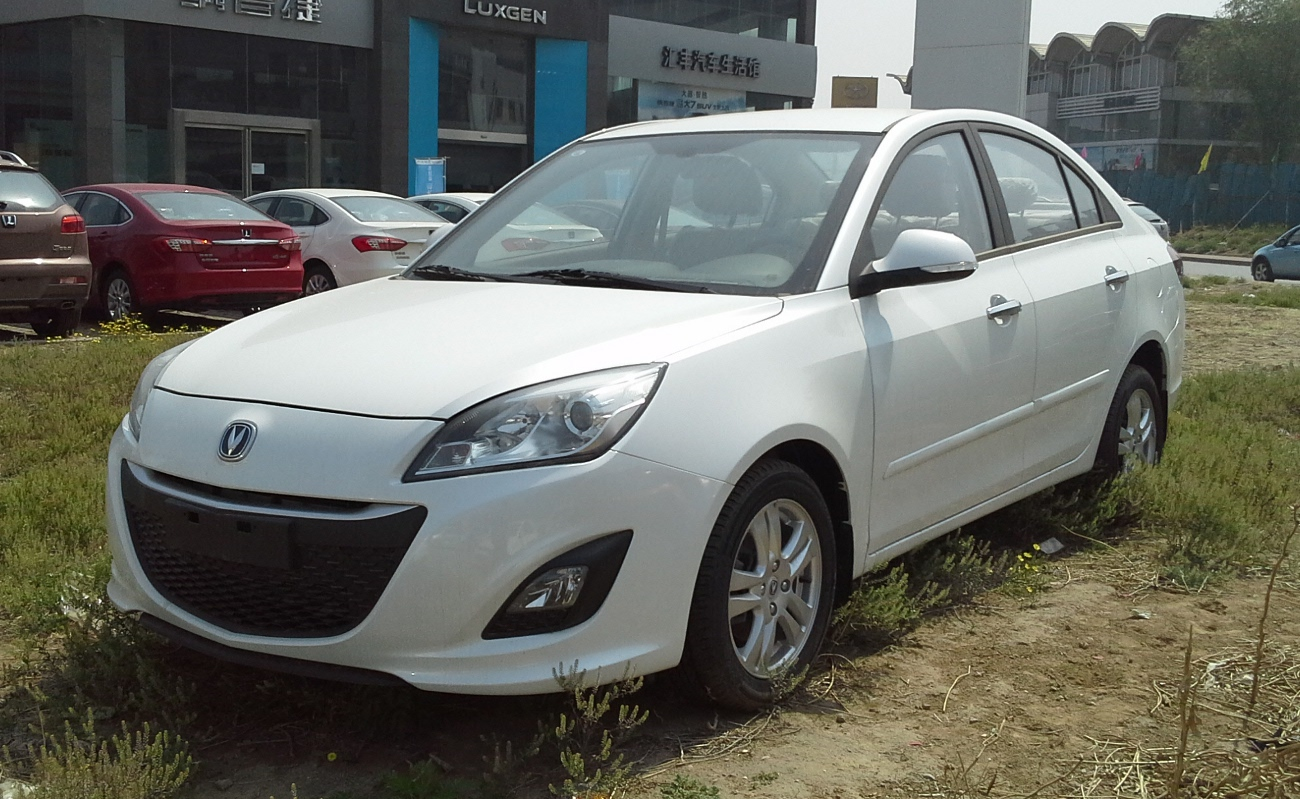
Changan Alsvin V5
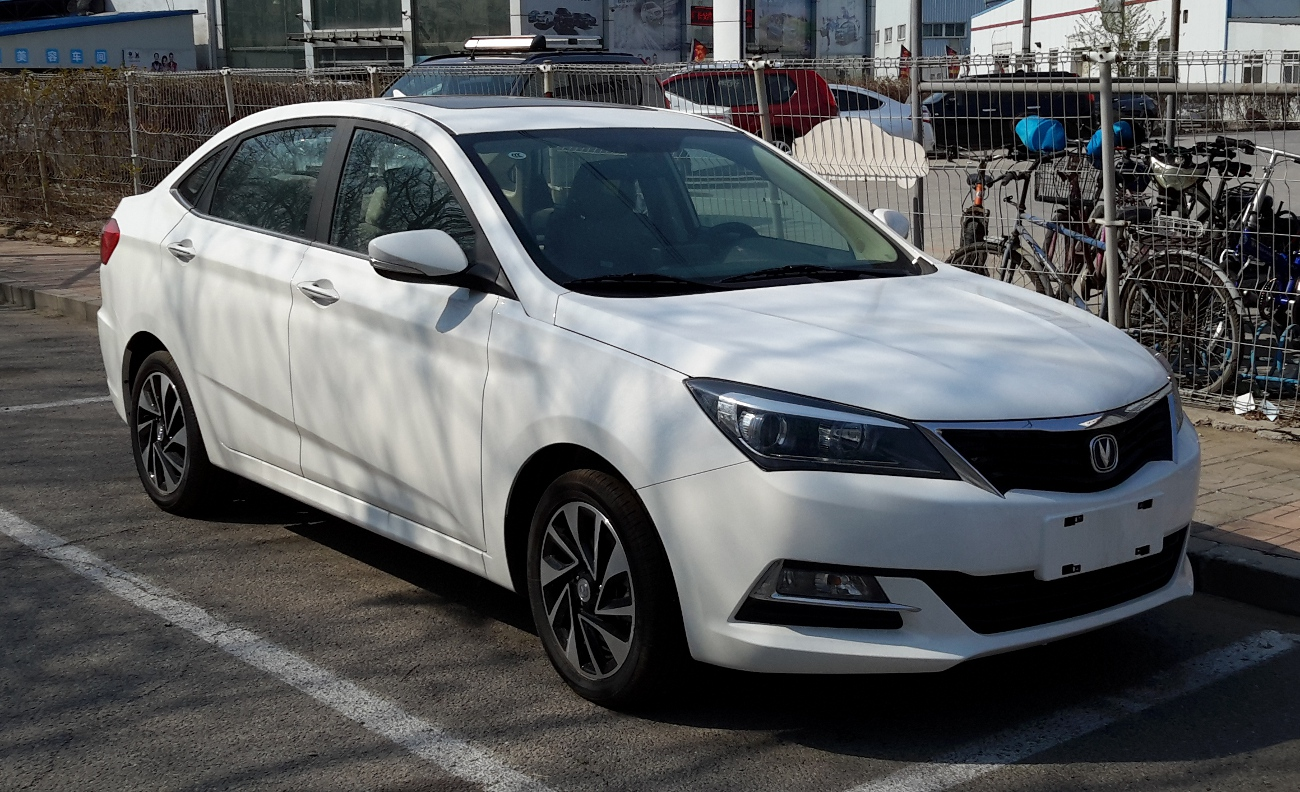
Changan Alsvin V7
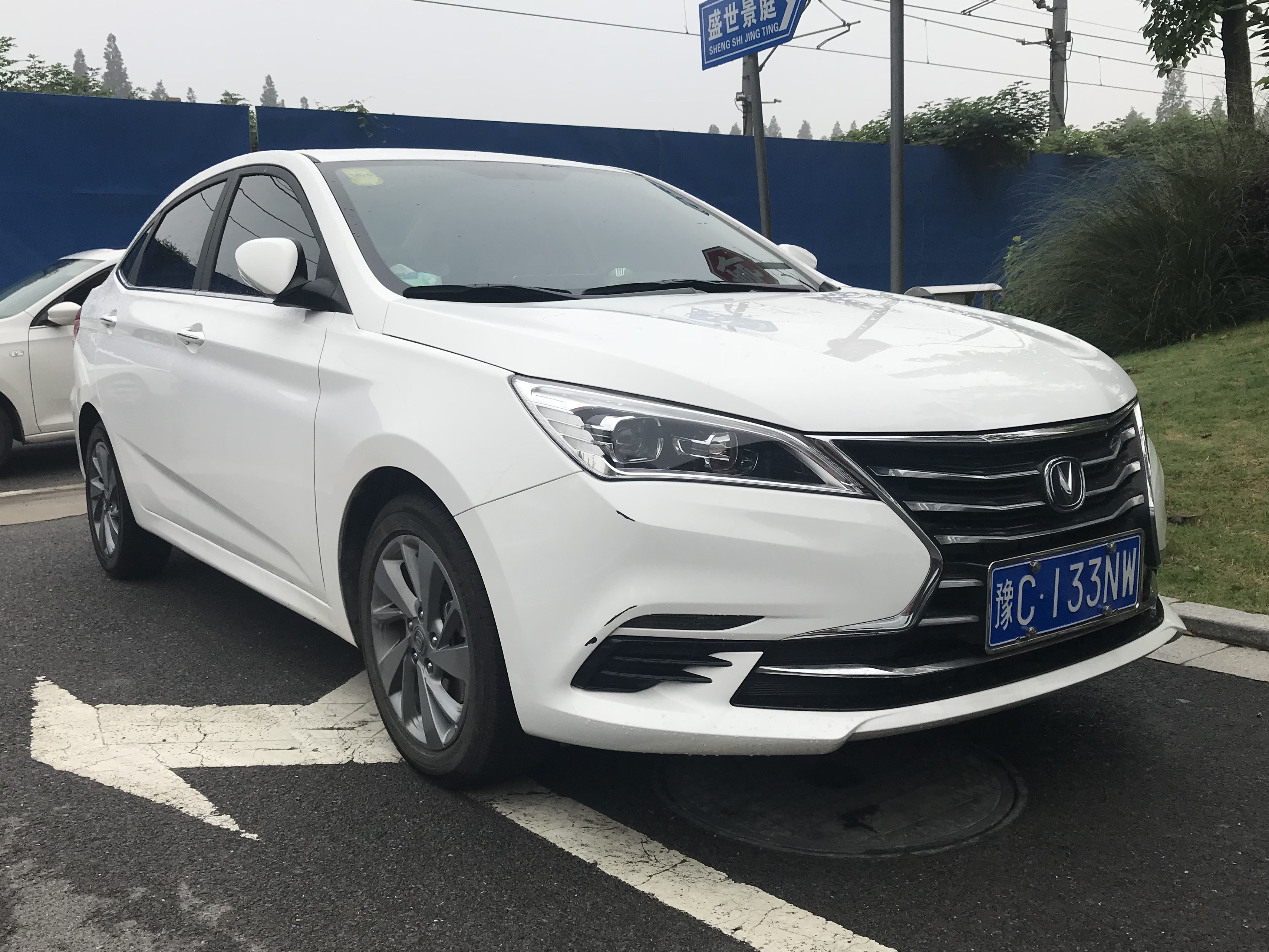
Changan Eado DT
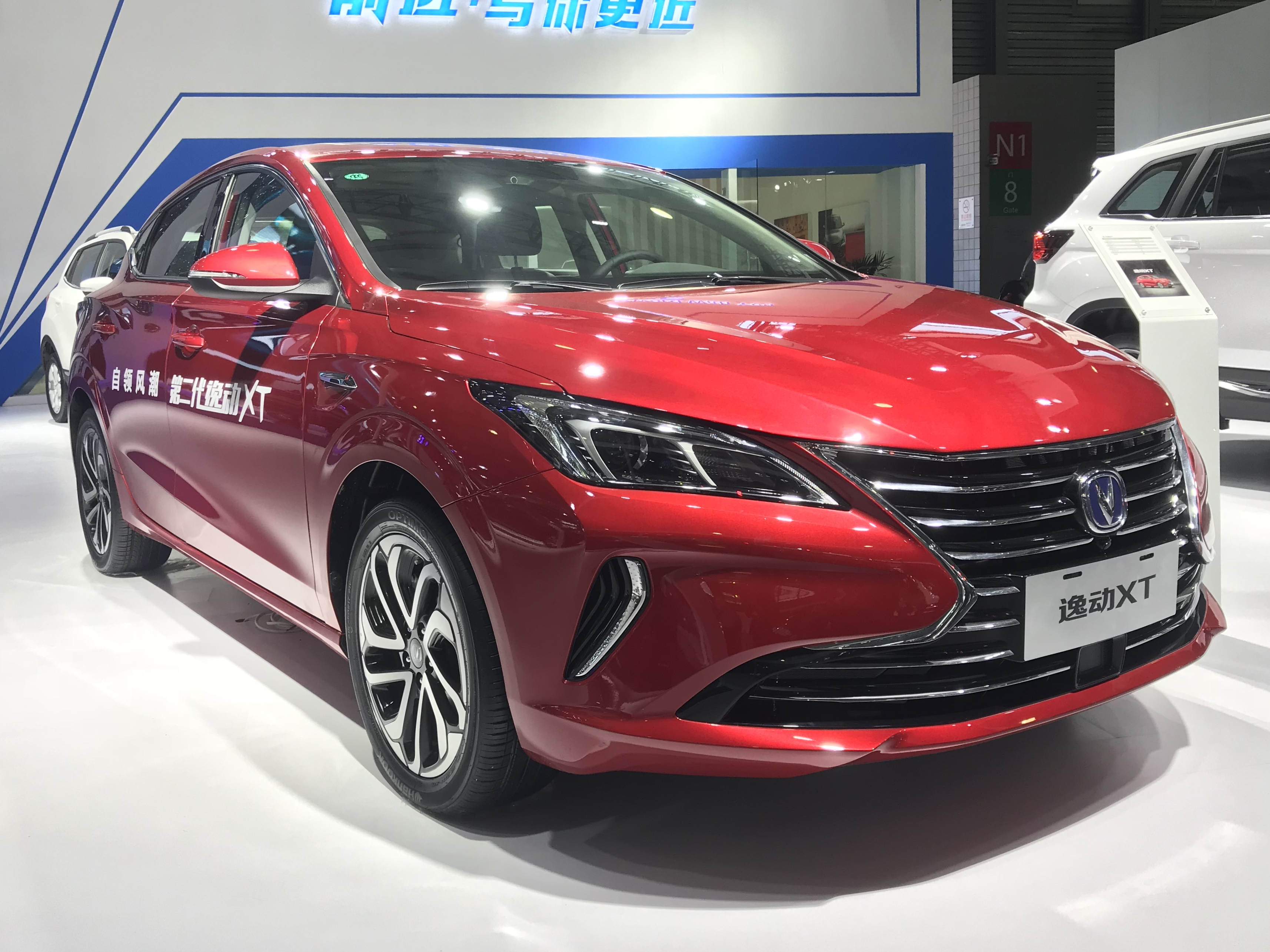
Changan Eado XT II
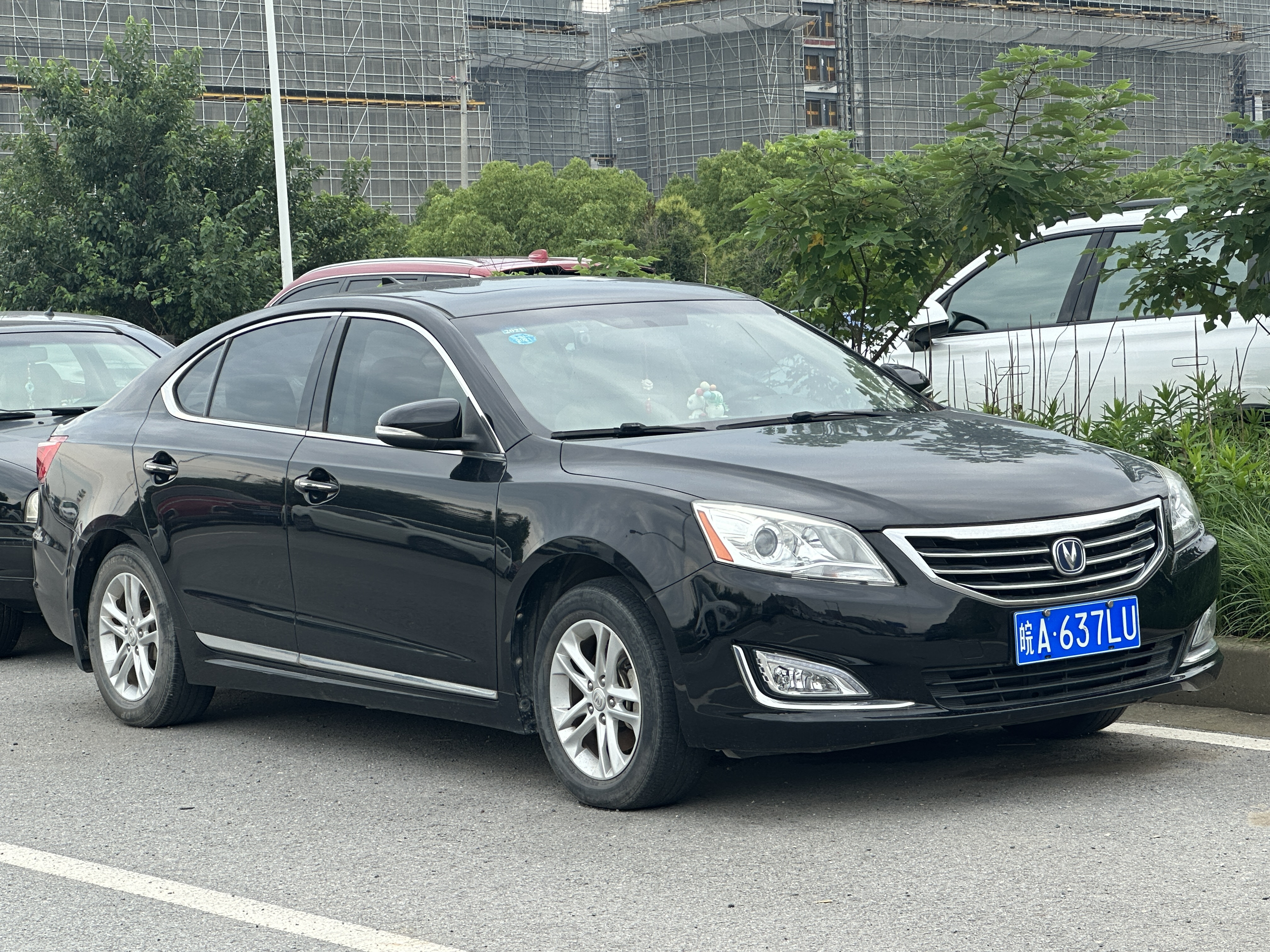
Changan Raeton
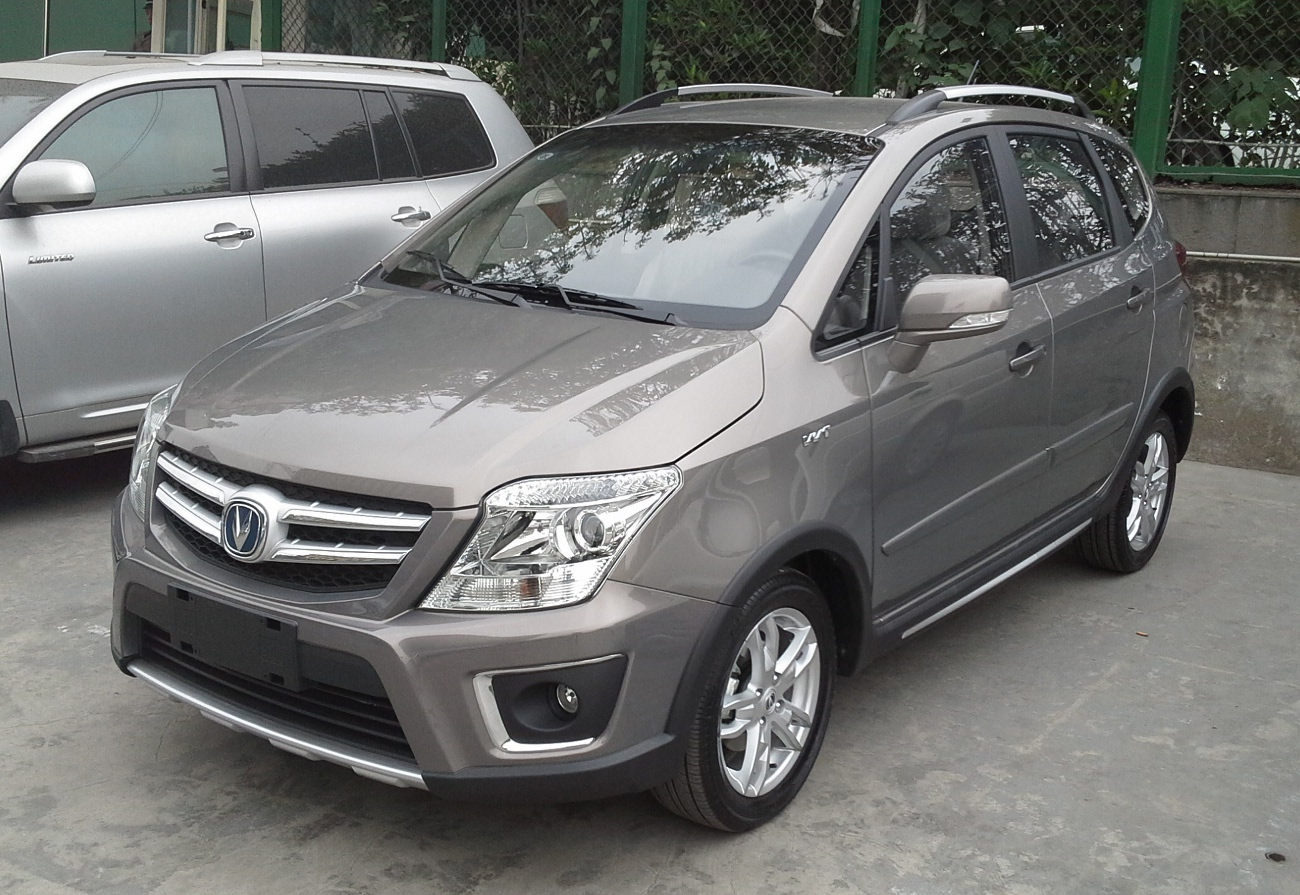
Changan CX20
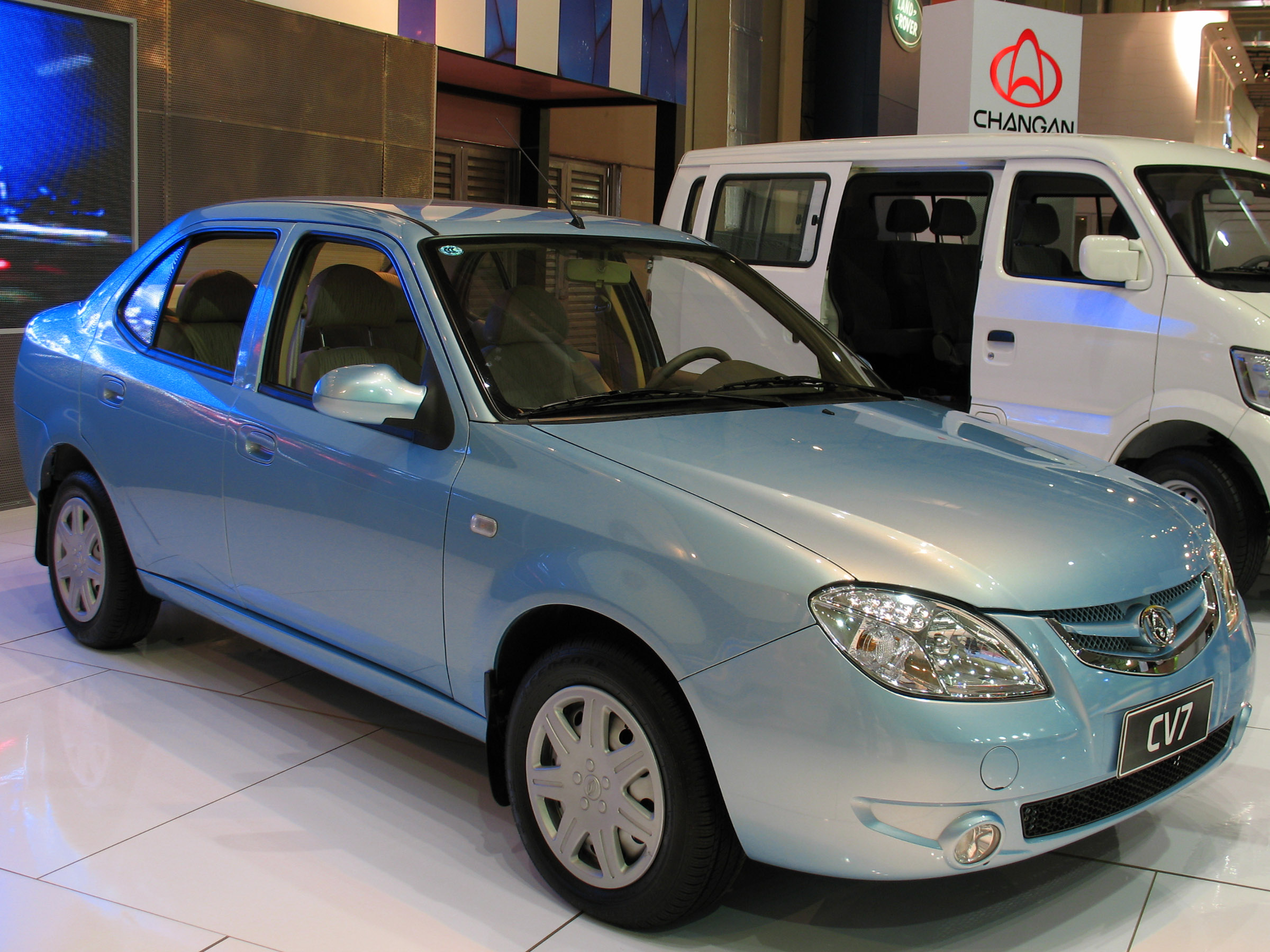
Changan CV7
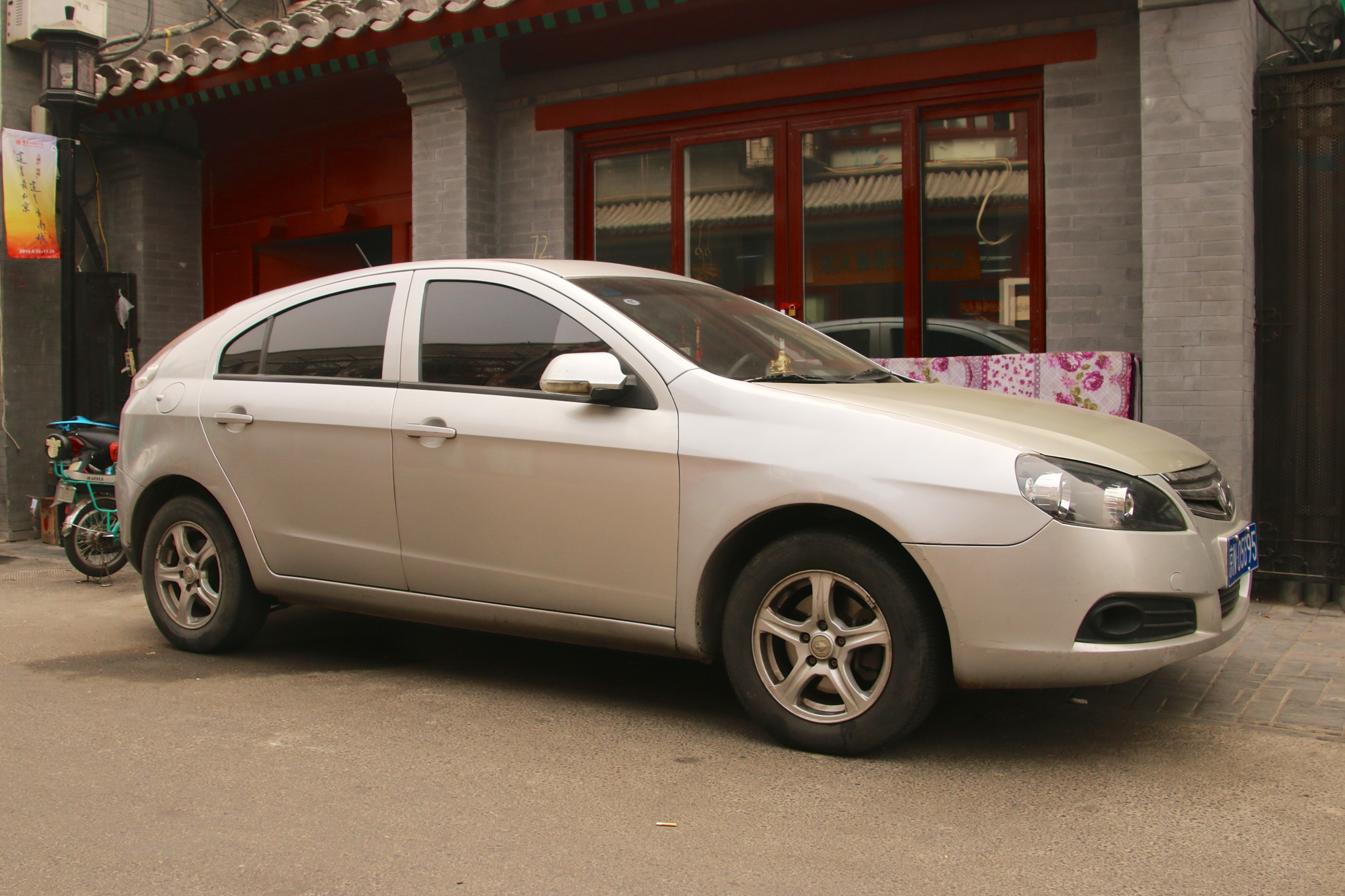
Changan CX30 Hatchback (CV8)
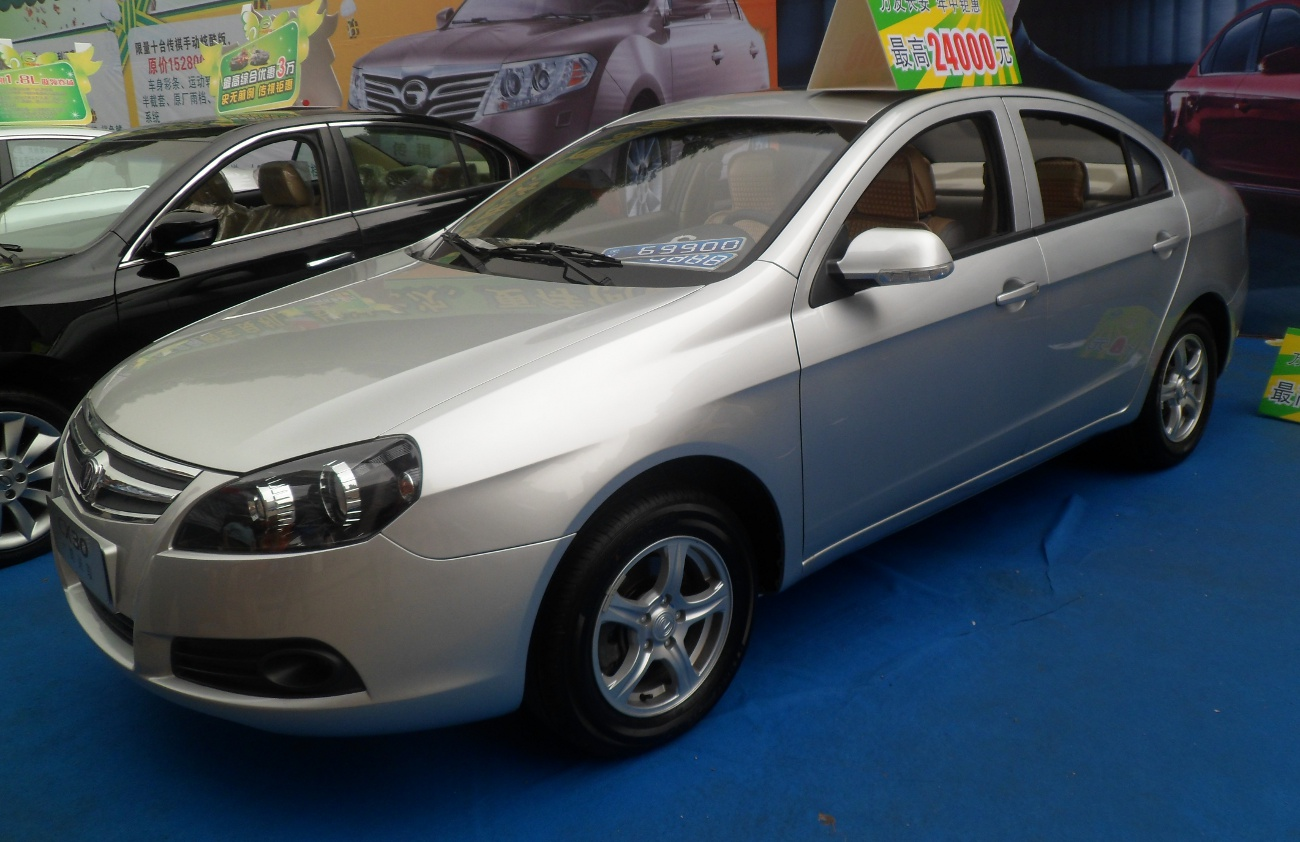
Changan CX30 Sedan (CV8)
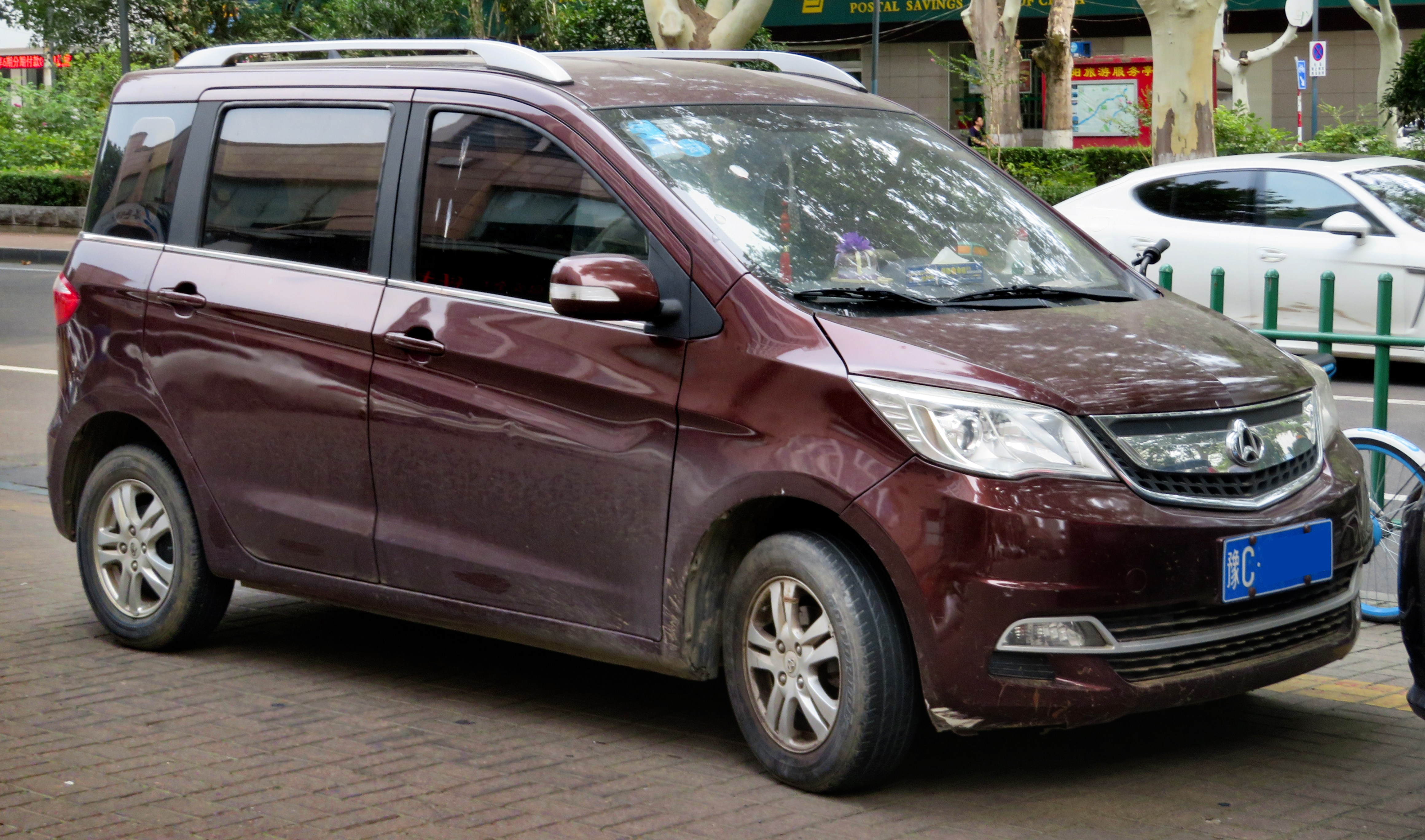
Chana Eulove
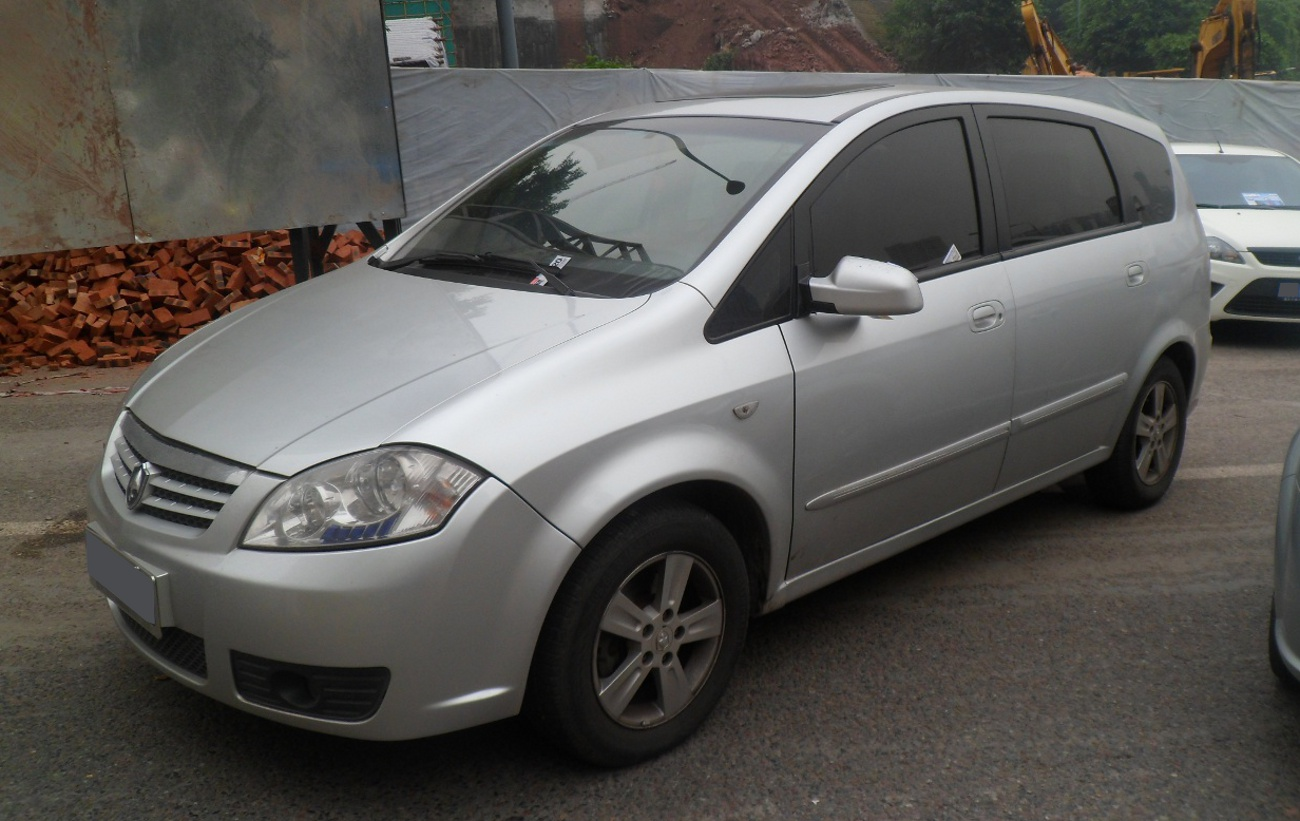
Changan Joice (Jiexun)
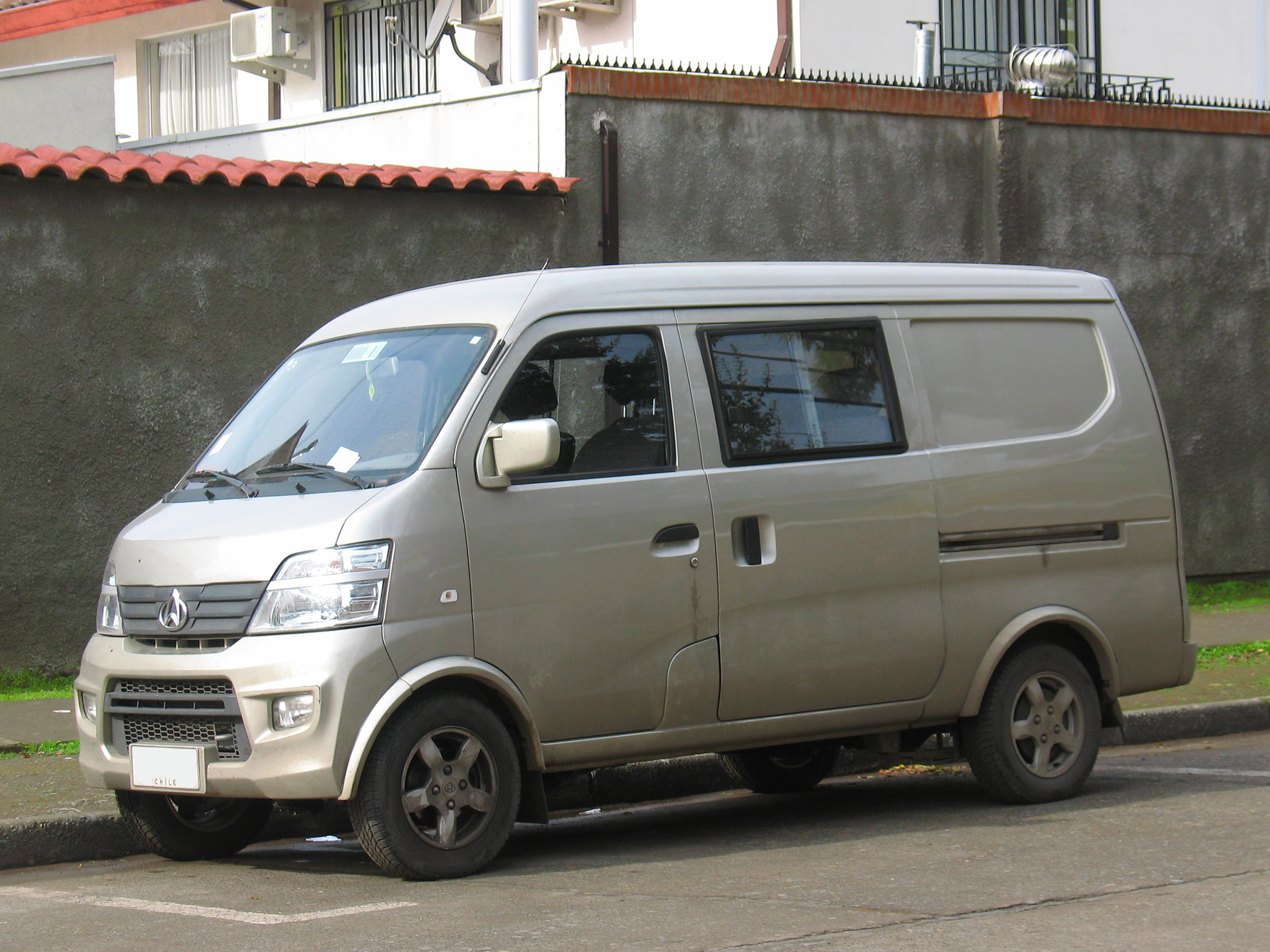
Chana CM5
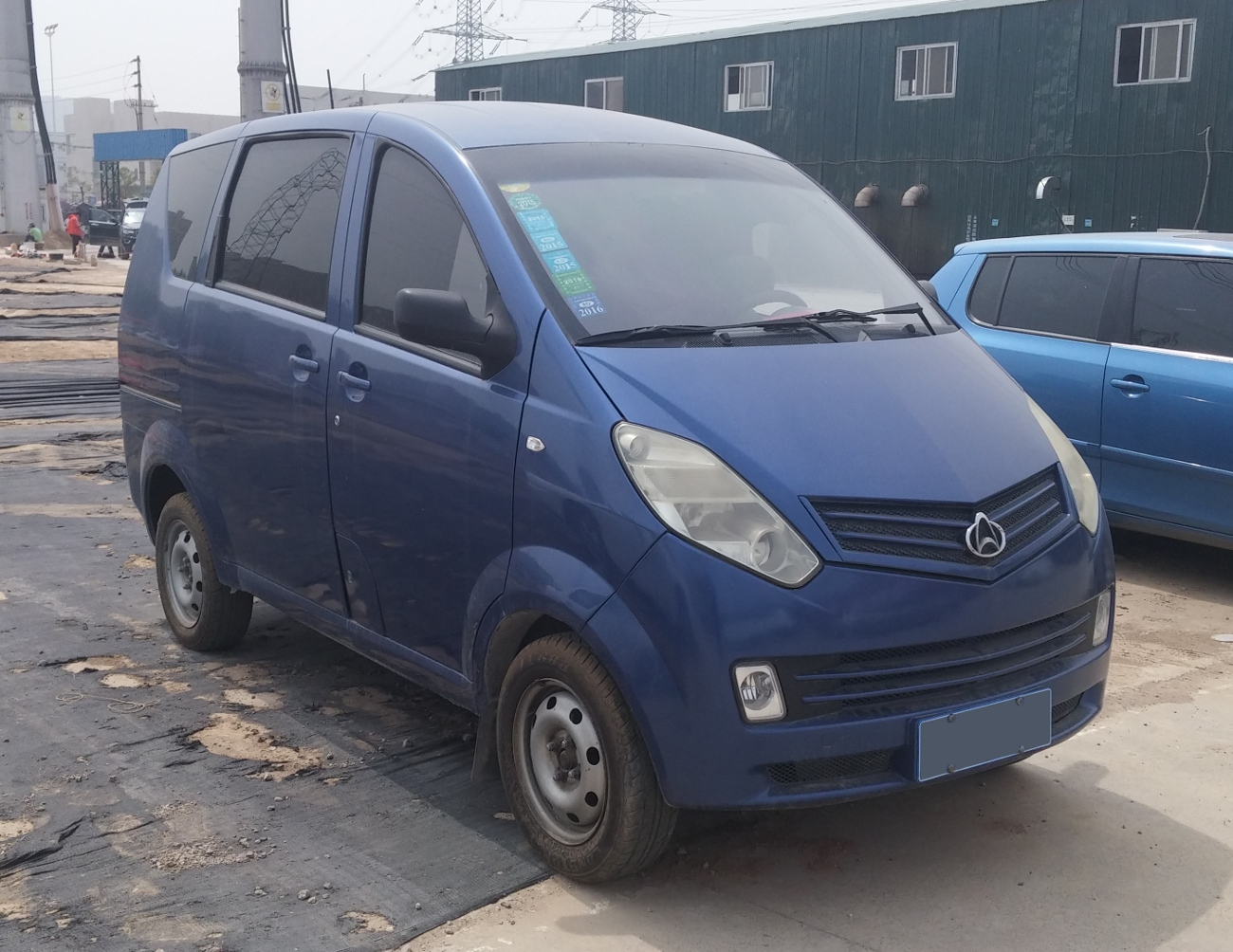
Changan CM8
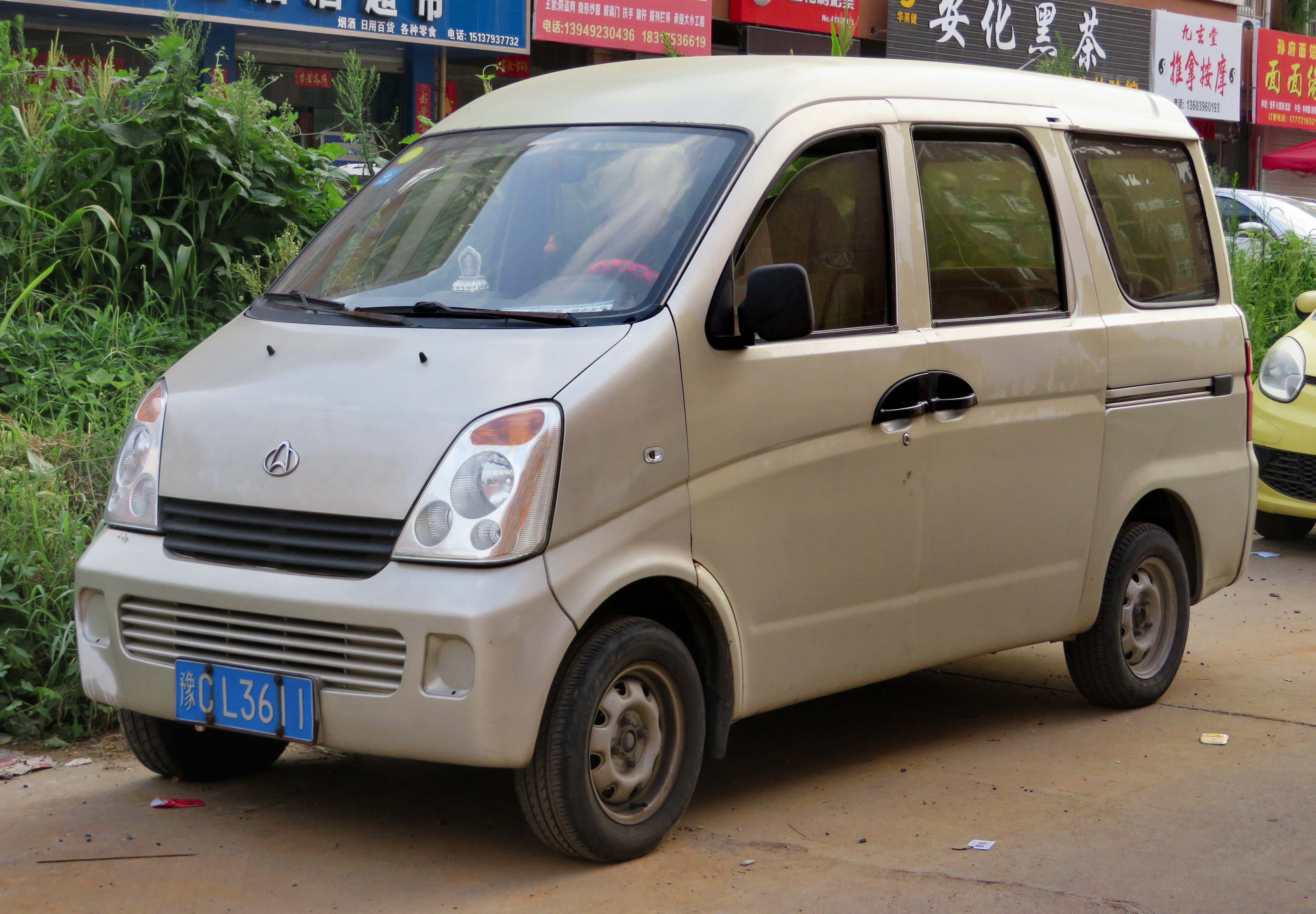
Chana CM7 Raimondi

### Changan Nevo (Qiyuan)
Changan Nevo (长安启源) es la línea de vehículos eléctricos de entrada de la marca Changan, lanzada en 2023.

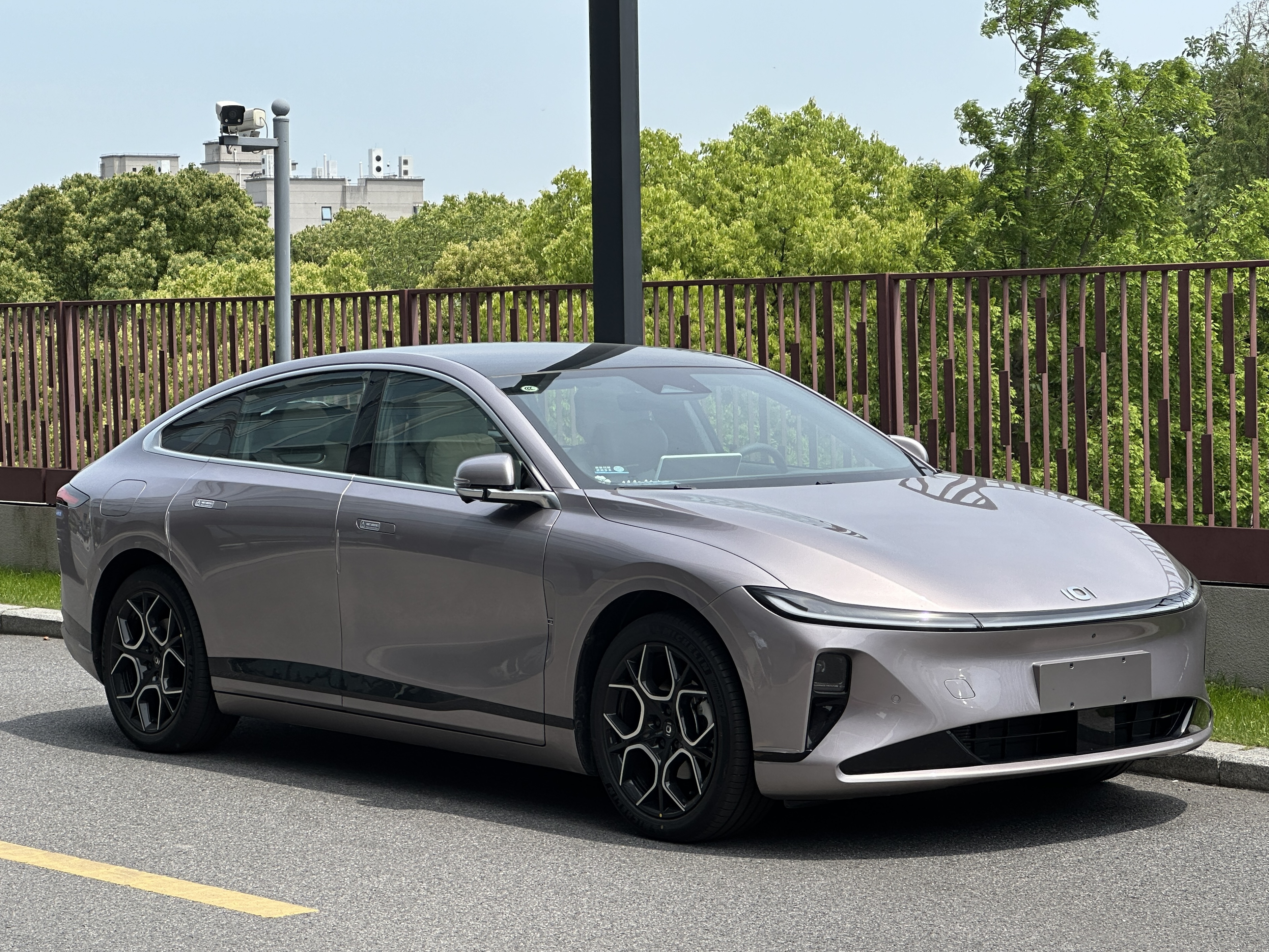
Changan Nevo A07
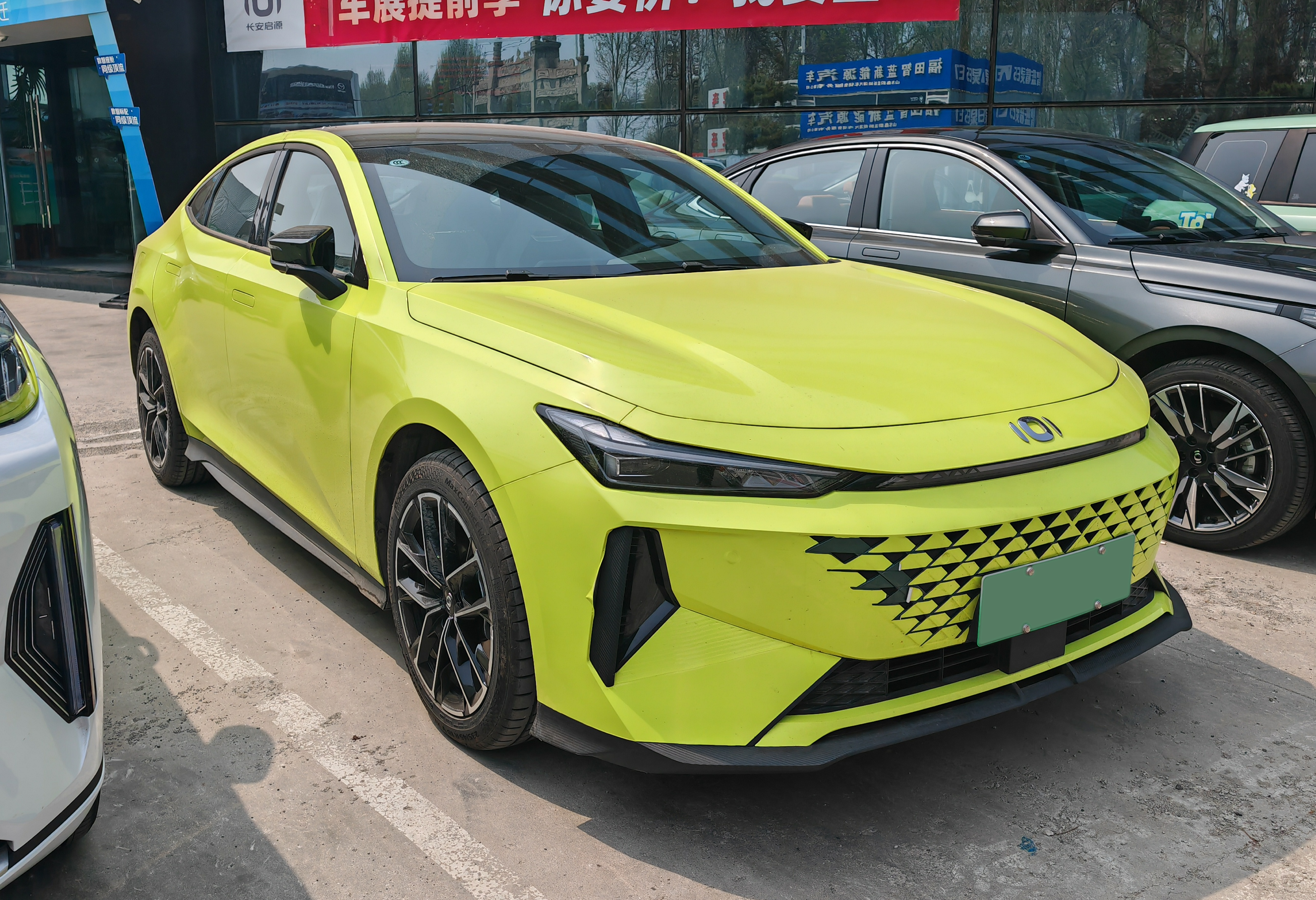
Changan Nevo A06 (cancelado)[Nota 1]
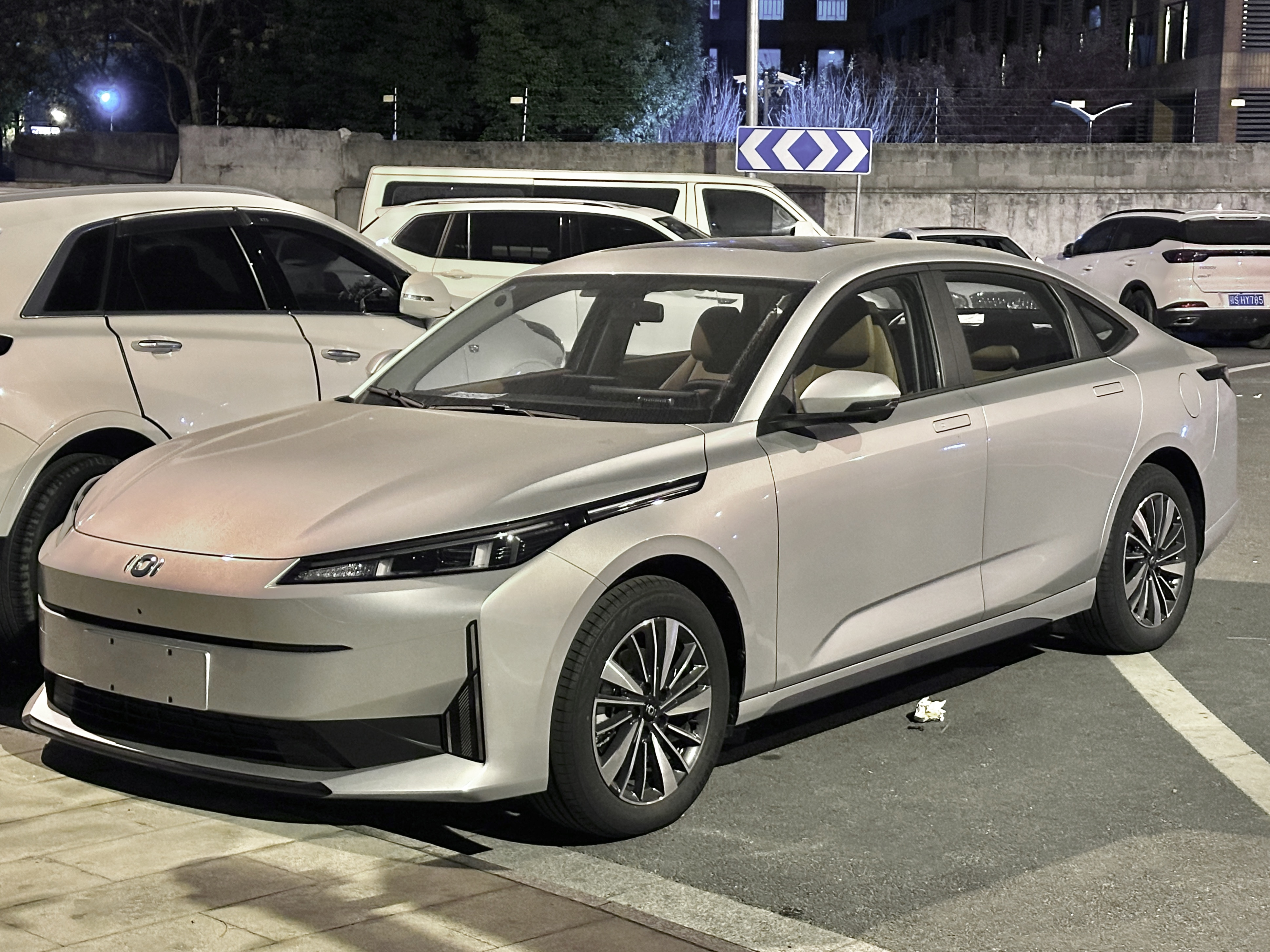
Changan Nevo A05[Nota 2]
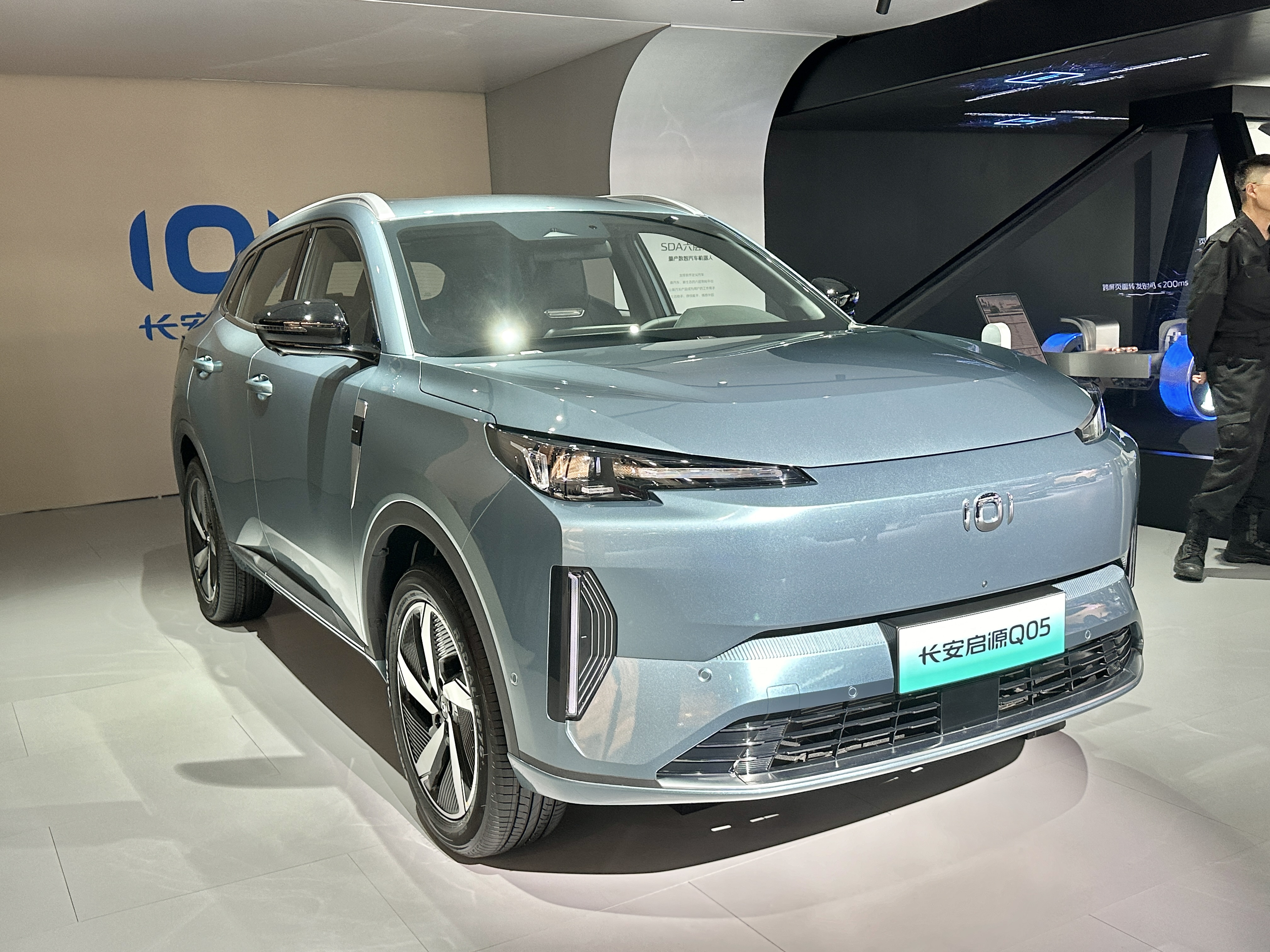
Changan Nevo Q05
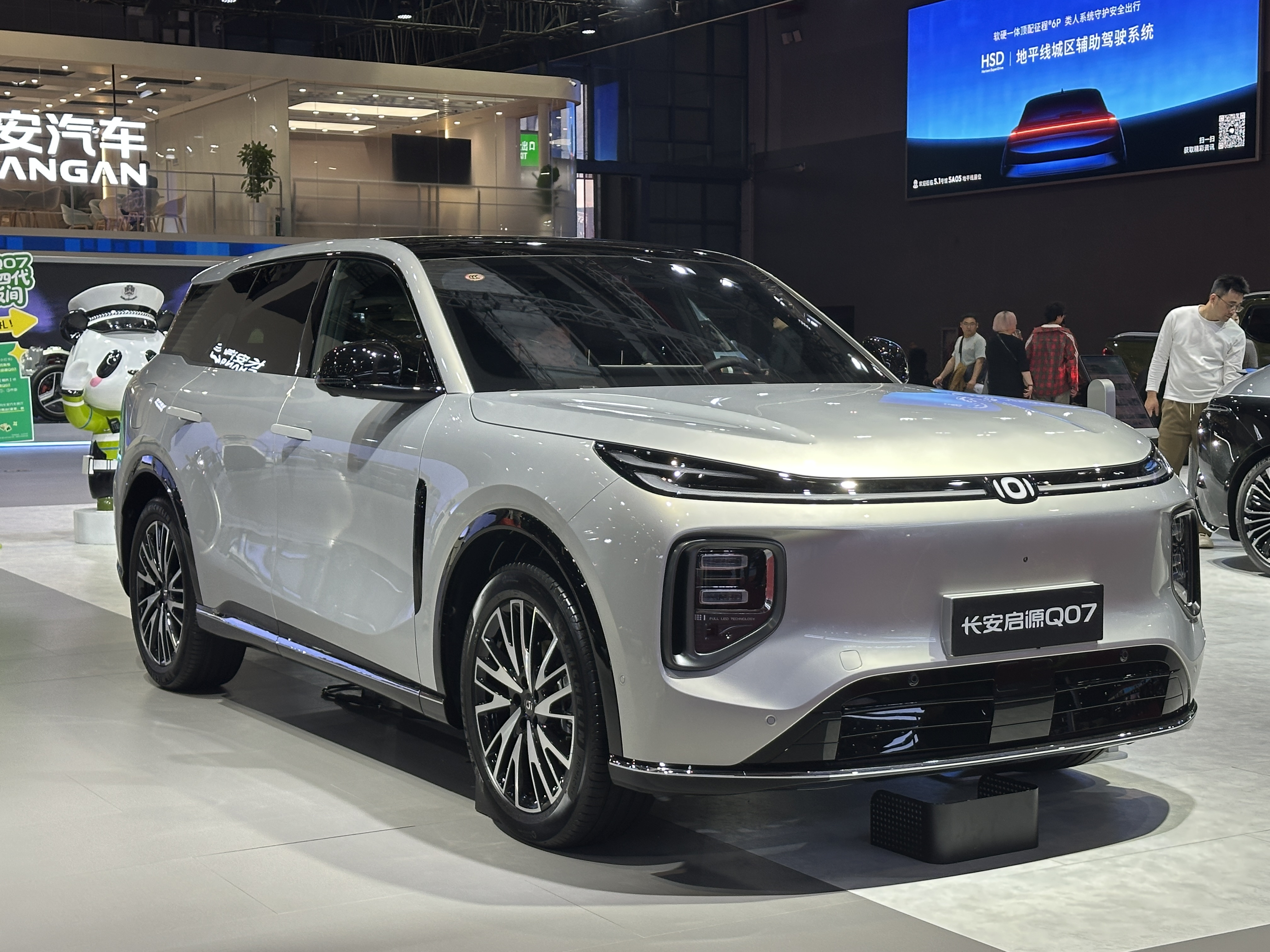
Changan Nevo Q07
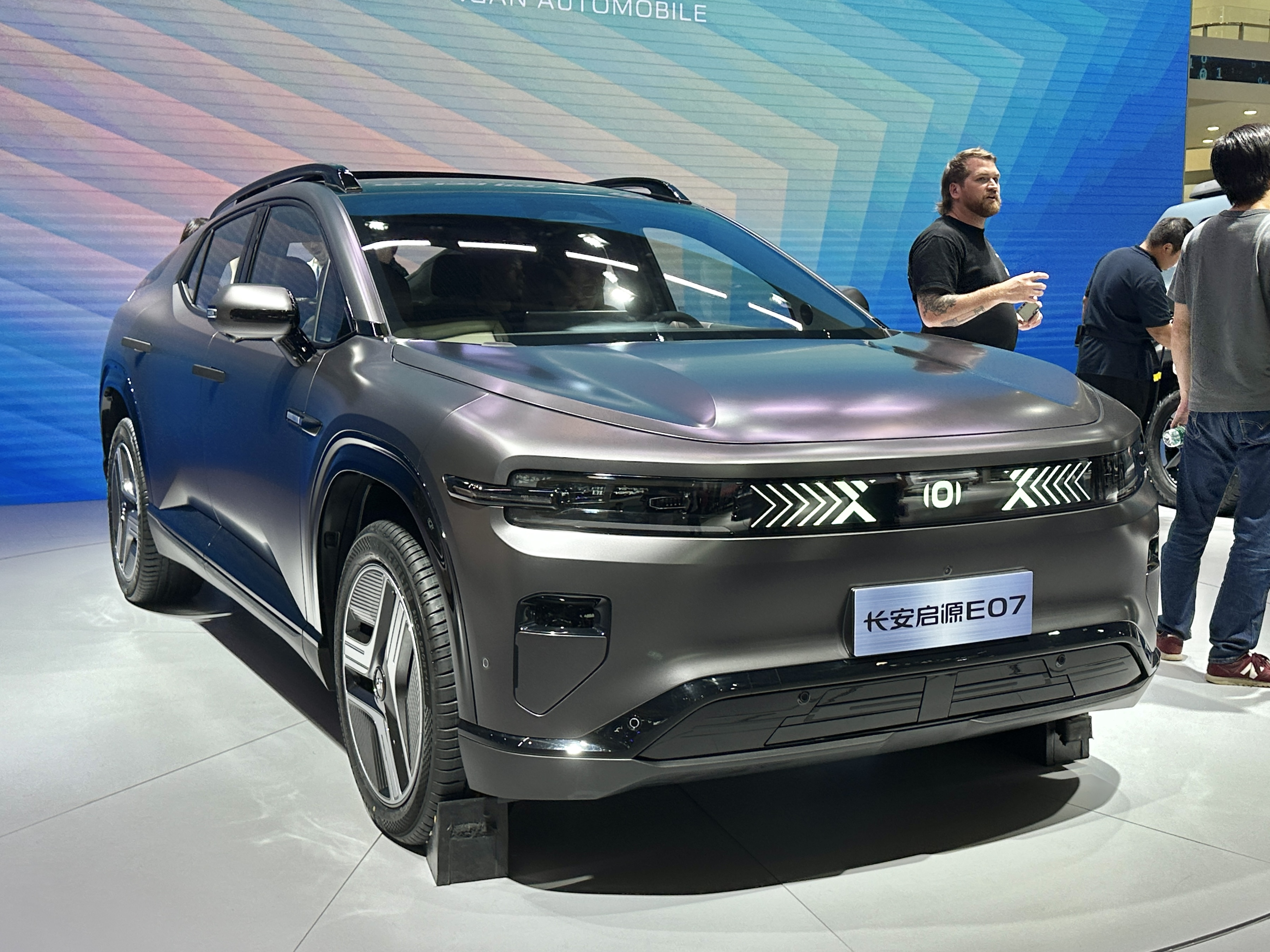
Changan Nevo E07

1. ↑  El Nevo A06 es un Changan UNI-V rebautizado con extremos delanteros y traseros rediseñados.[21]
2. ↑  El Nevo A05 es un Changan Yida (también llamado Eado o Lamore) con extremos delanteros y traseros rediseñados.[22]

### Deepal (Shenlan)
Deepal (nombre chino Shenlan) es una marca de vehículos eléctricos propiedad de Changan Automobile. La empresa originalmente se llamaba Chongqing Changan New Energy Automobile Technology, se fundó en 2018 y se convirtió en una marca independiente desde 2023.

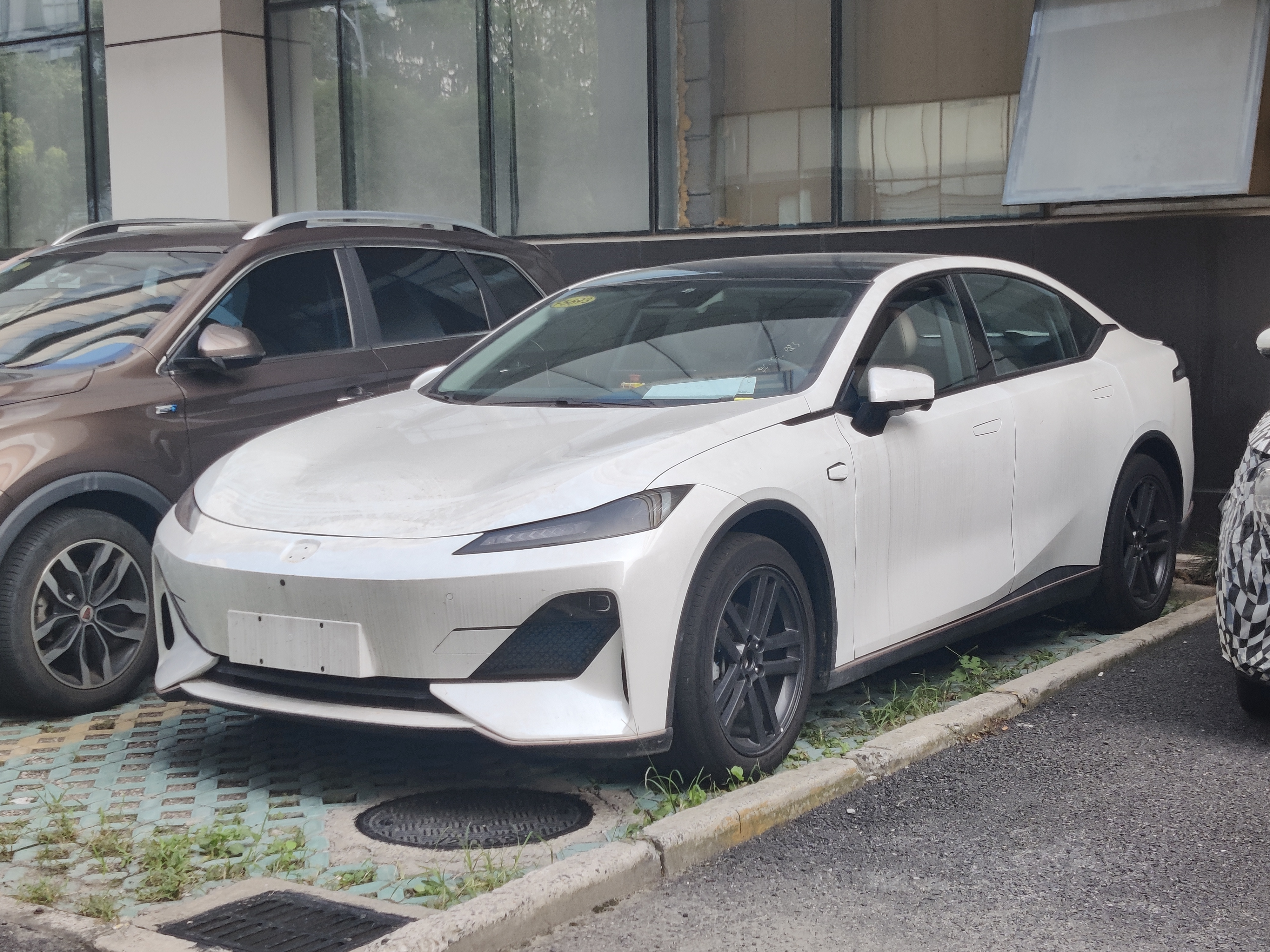
Deepal SL03
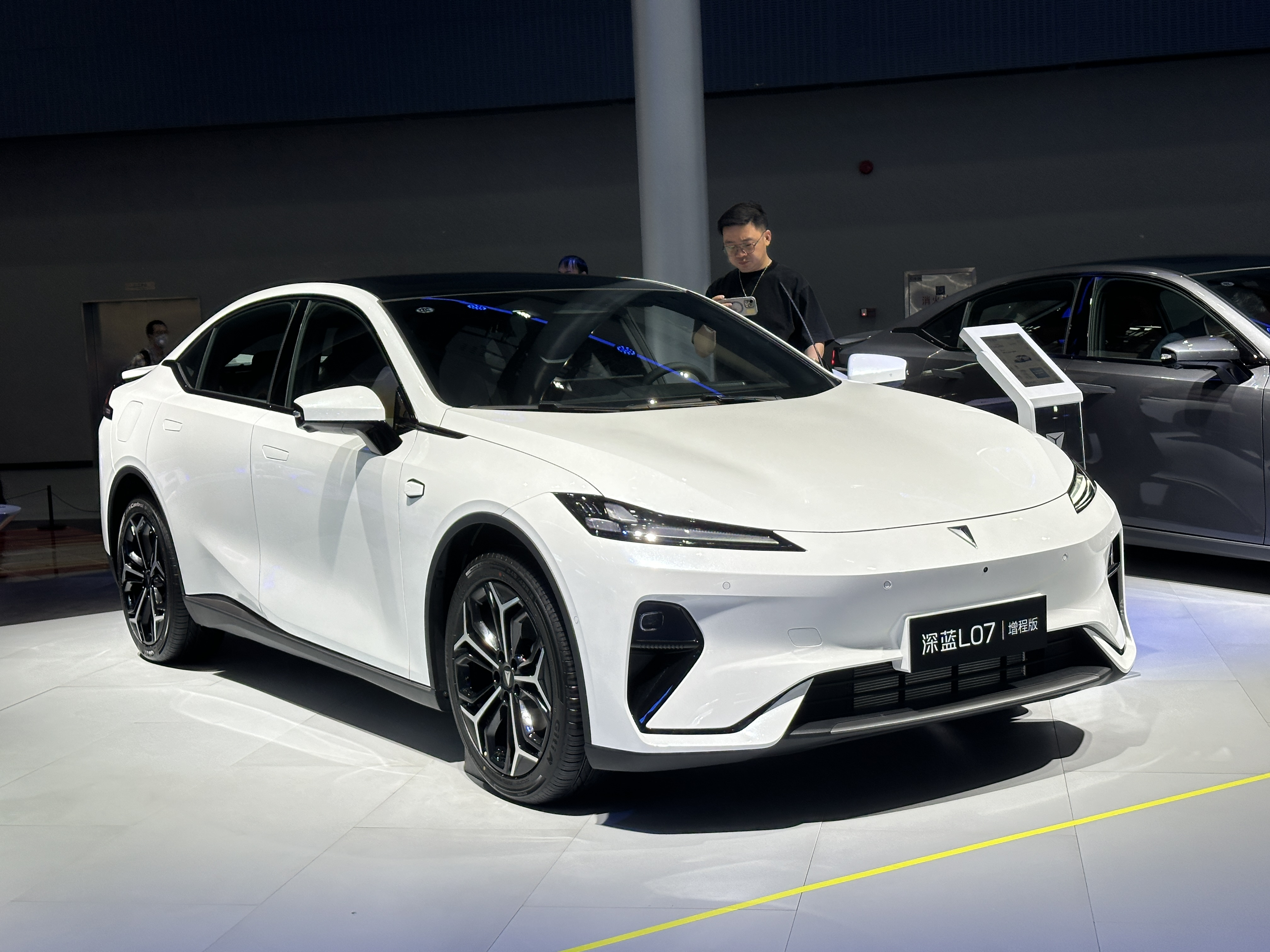
Deepal L07
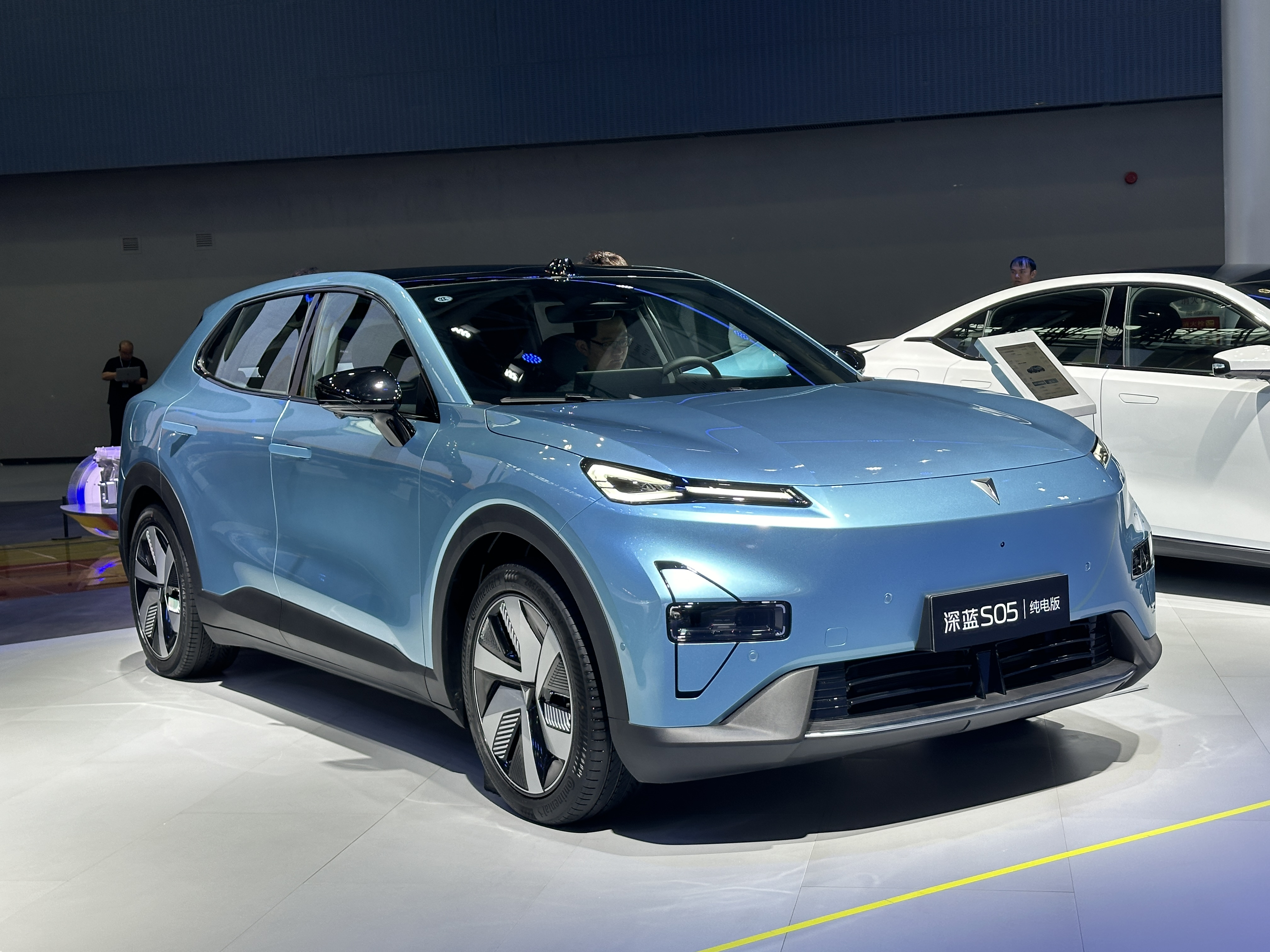
Deepal S05
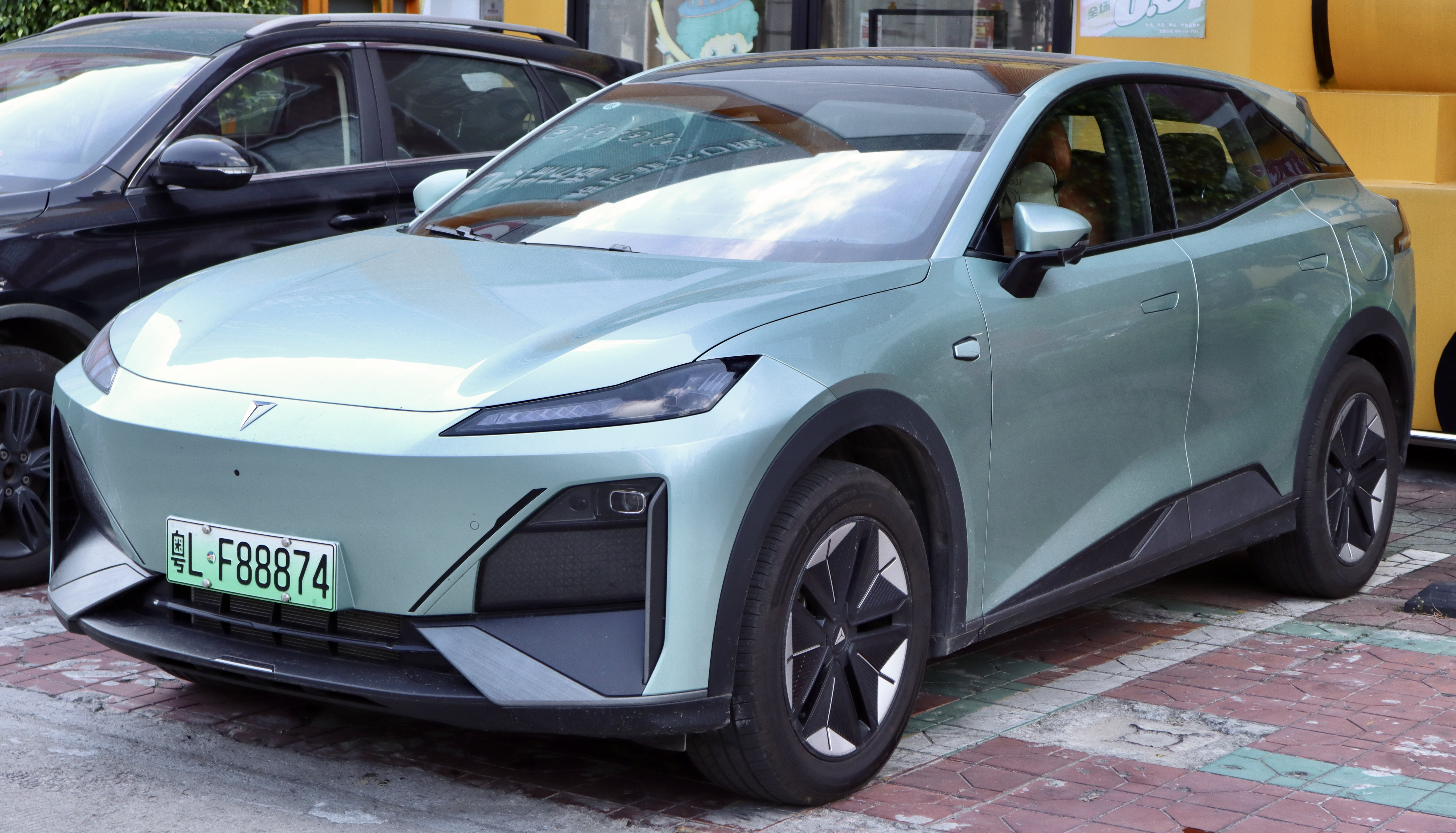
Deepal S07
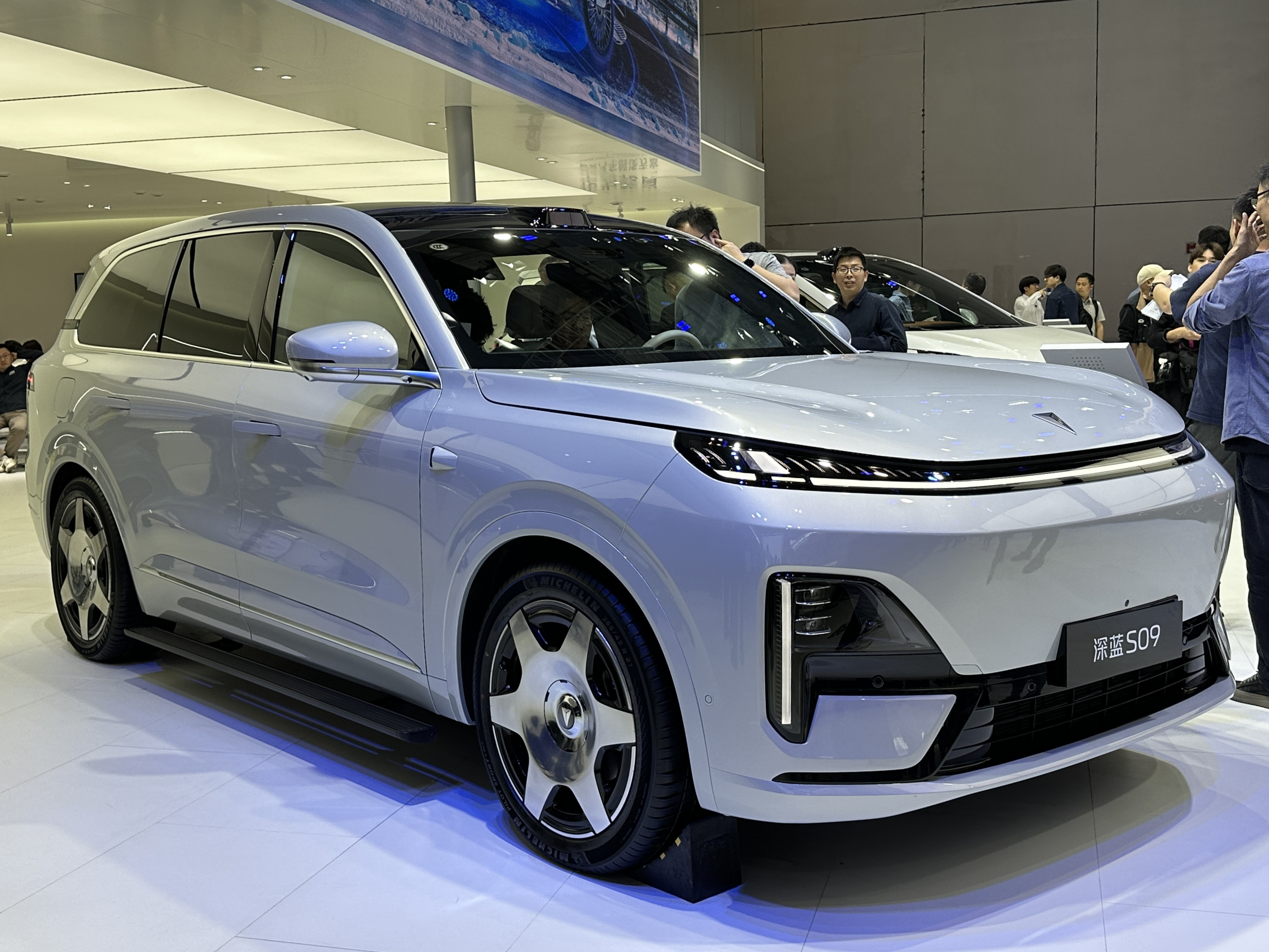
Deepal S09
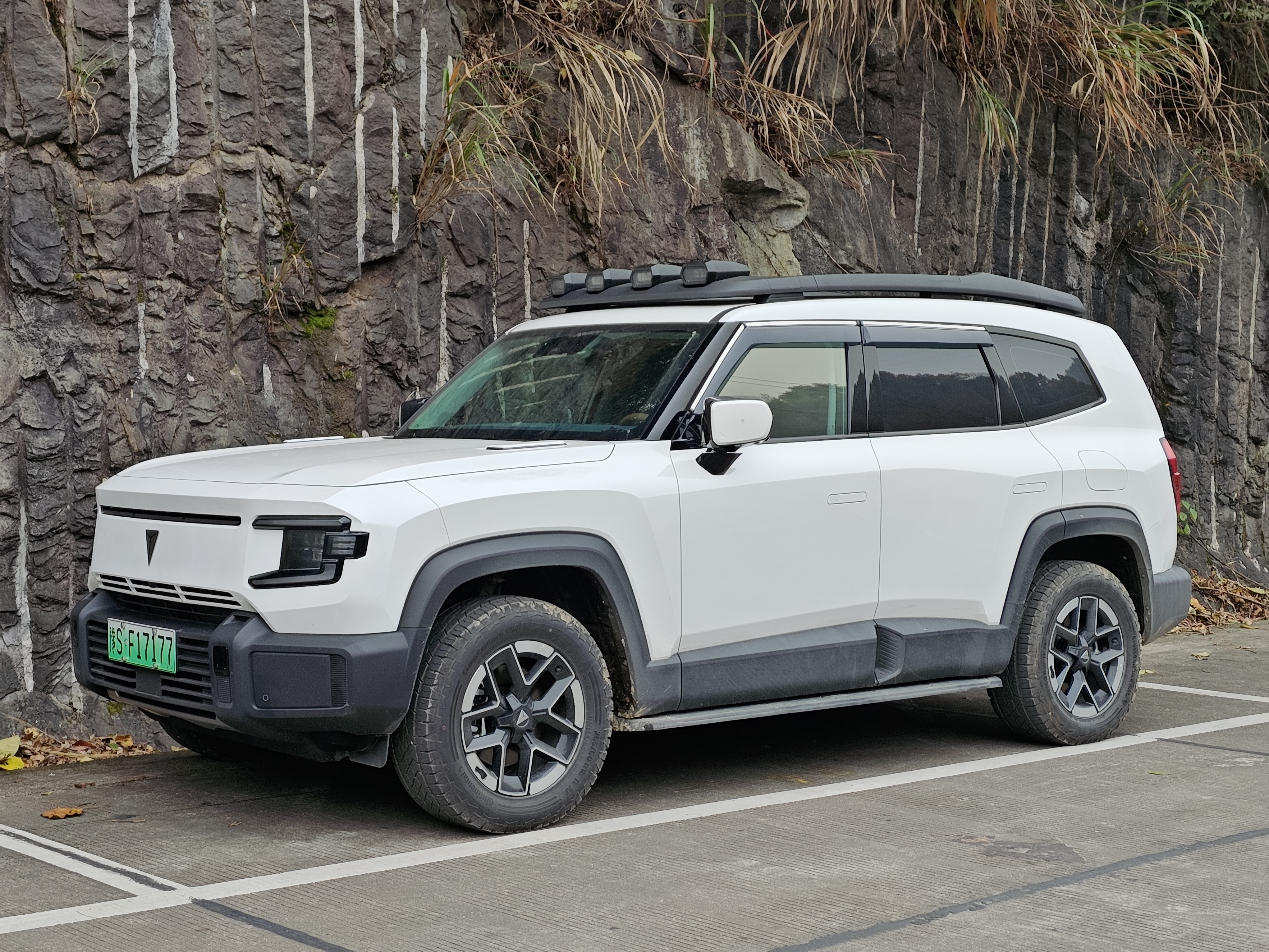
Deepal G318

### Oshan
Oshan (chino: 欧尚) es una marca de automóviles de pasajeros de Changan Automobile. Originalmente se conocía como Changan Commercial Vehicles, la división que se centra en microfurgonetas y camionetas ligeras. La marca pasó a llamarse Oshan en abril de 2017 y desde entonces comenzó a producir vehículos de pasajeros.

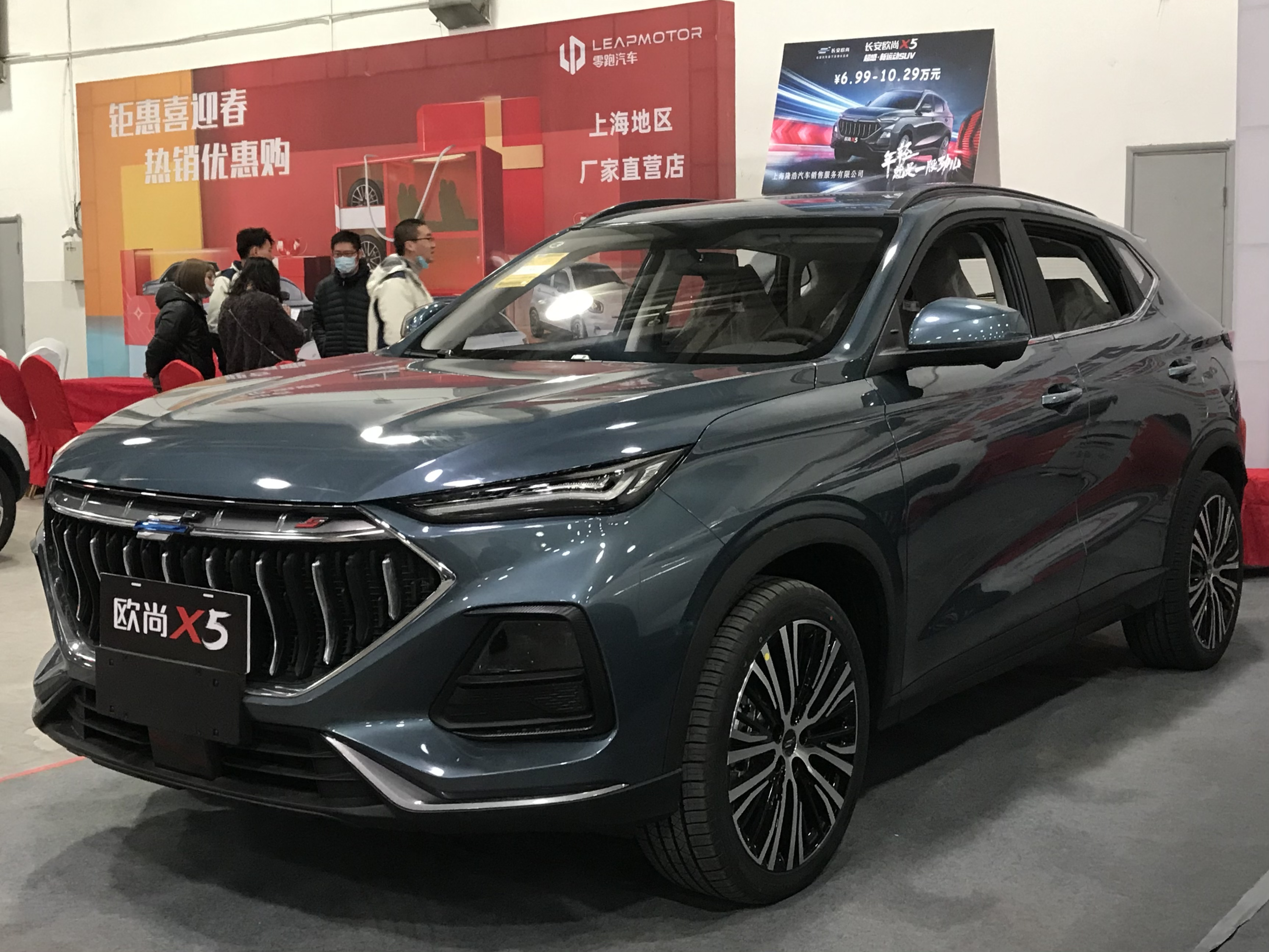
Oshan X5
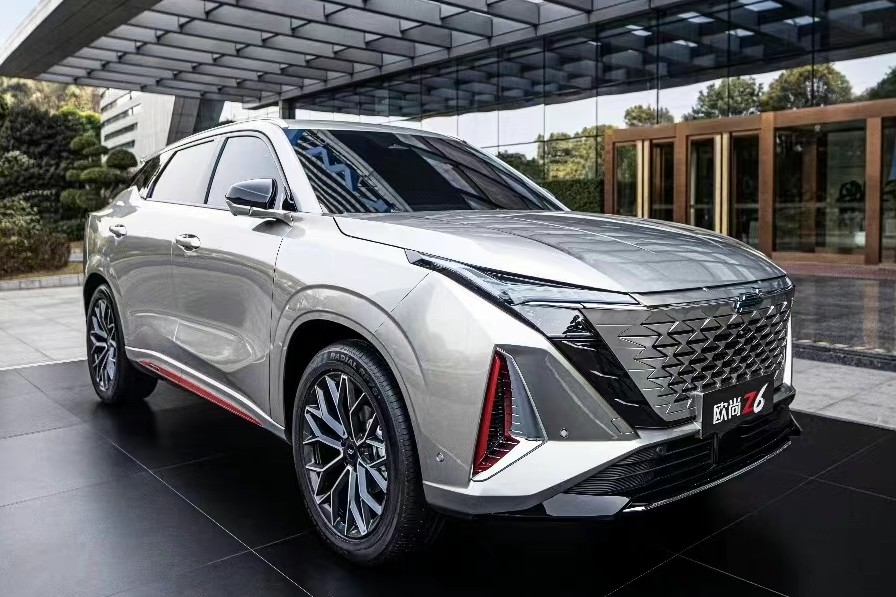
Oshan Z6
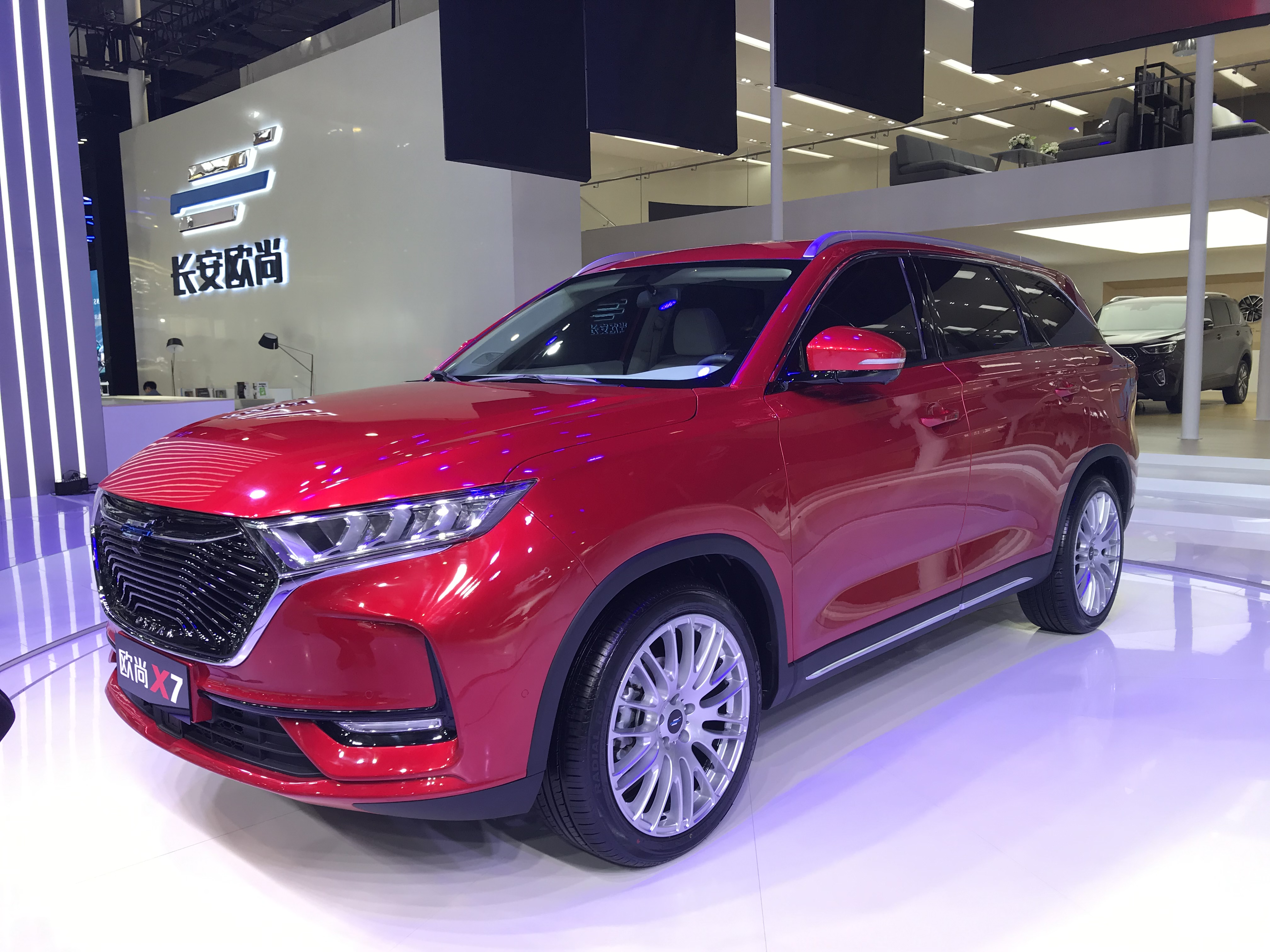
Oshan X7

### Changan Kaicene

#### Modelos actuales
- Raesor (Ruixing) ES30
- Raesor (Ruixing) S50
- Raesor (Ruixing) S50T
- Raesor (Ruixing) M60 / Raesor (Ruixing) EM60
- Raesor (Ruixing) M70
- Raesor (Ruixing) M80 (Changan G10)/ Raesor (Ruixing) EM80
- Raesor (Ruixing) M90
- Star 3
- Star 5
- Star Truck/ Star truck EV
- Star Truck C-type/ Star truck L1
- Star 9/ Star 9 EV
- Shenji T10/ Shenji T10 EV
- Shenji T20
- Shenji T30
- F30
- F70
- A800
- A600 (Originally Changan Oushang)
- Honor (欧诺)

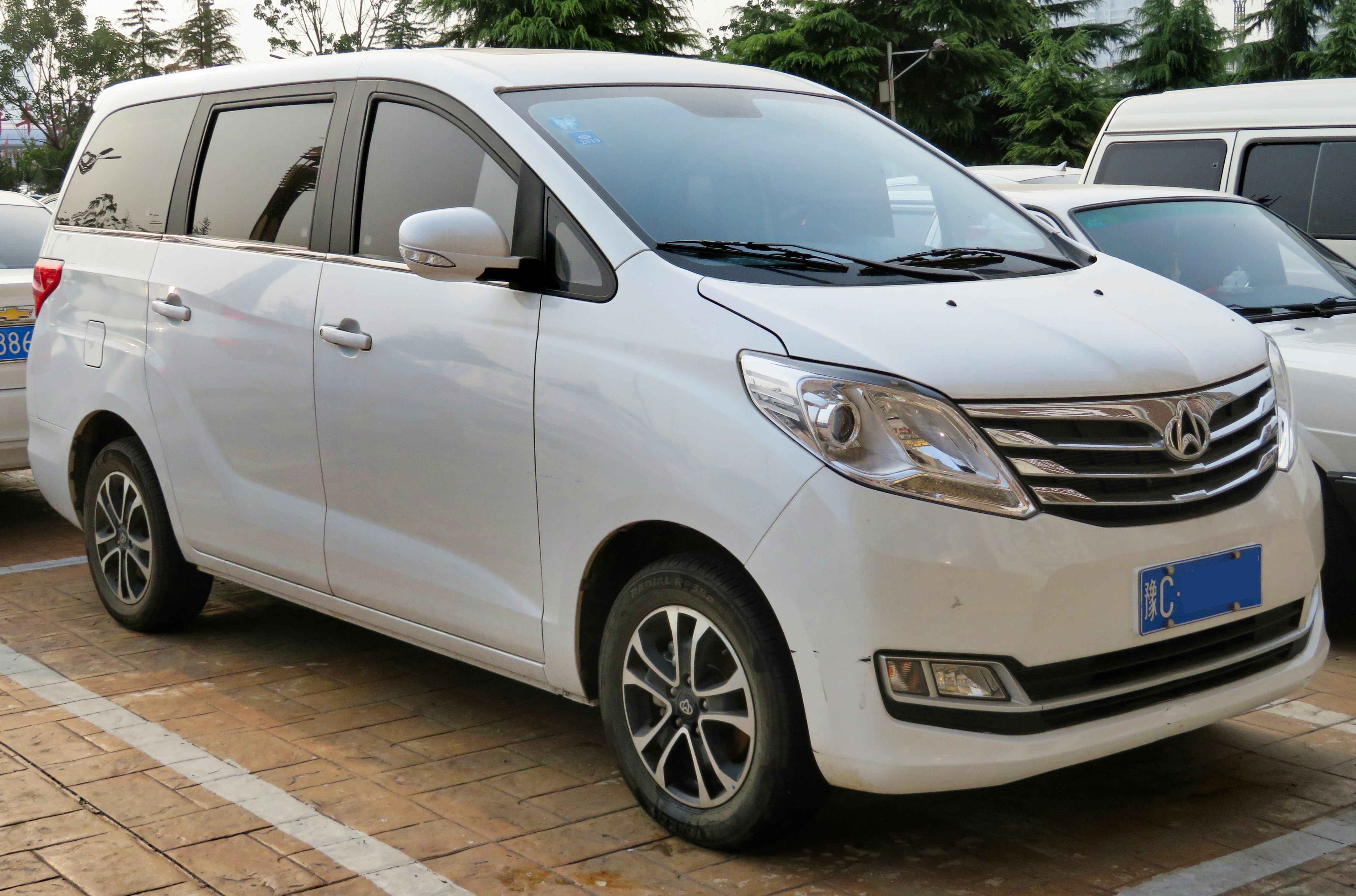
Chana Ruixing S50V
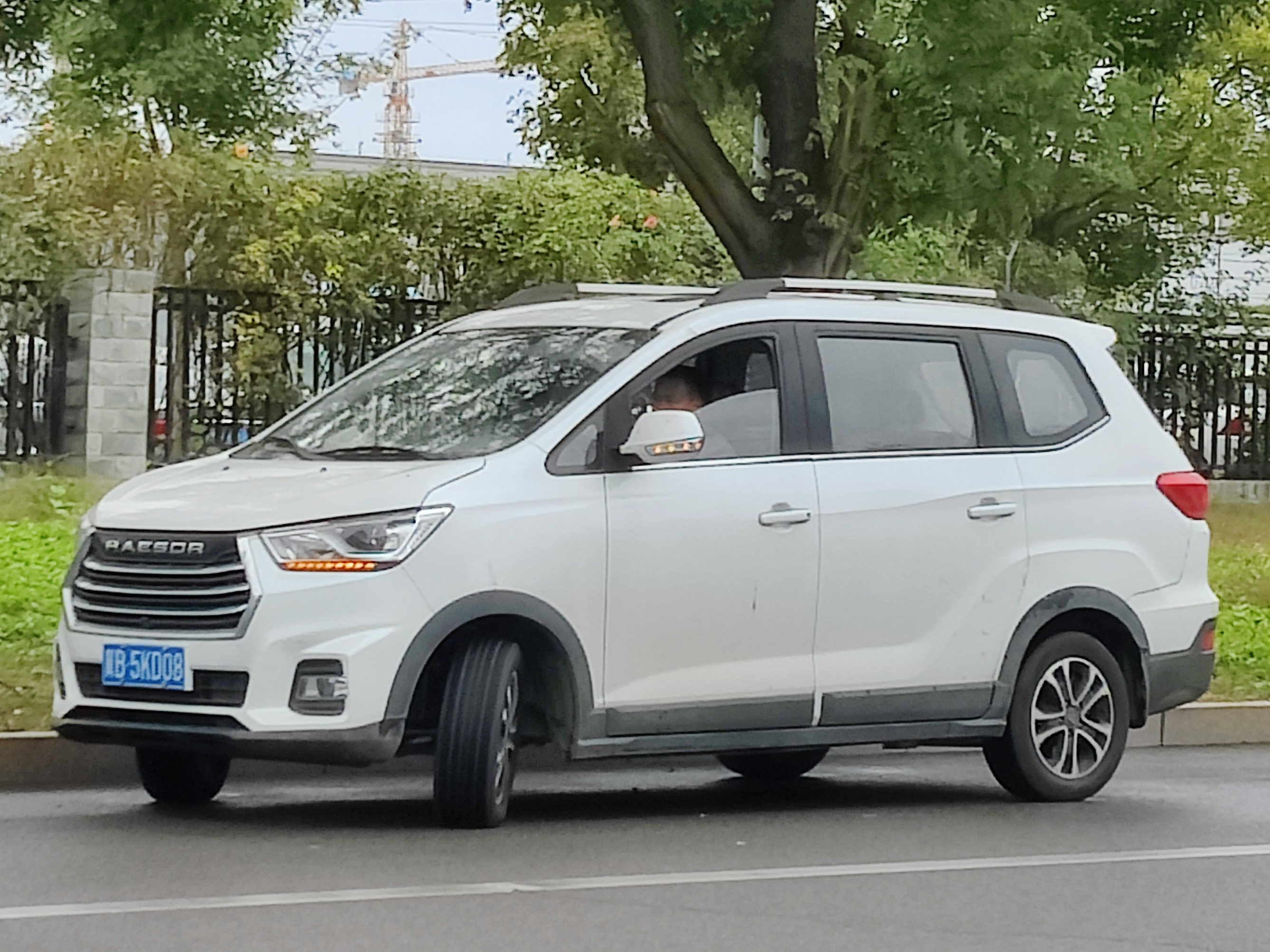
Chana Ruixing S50T
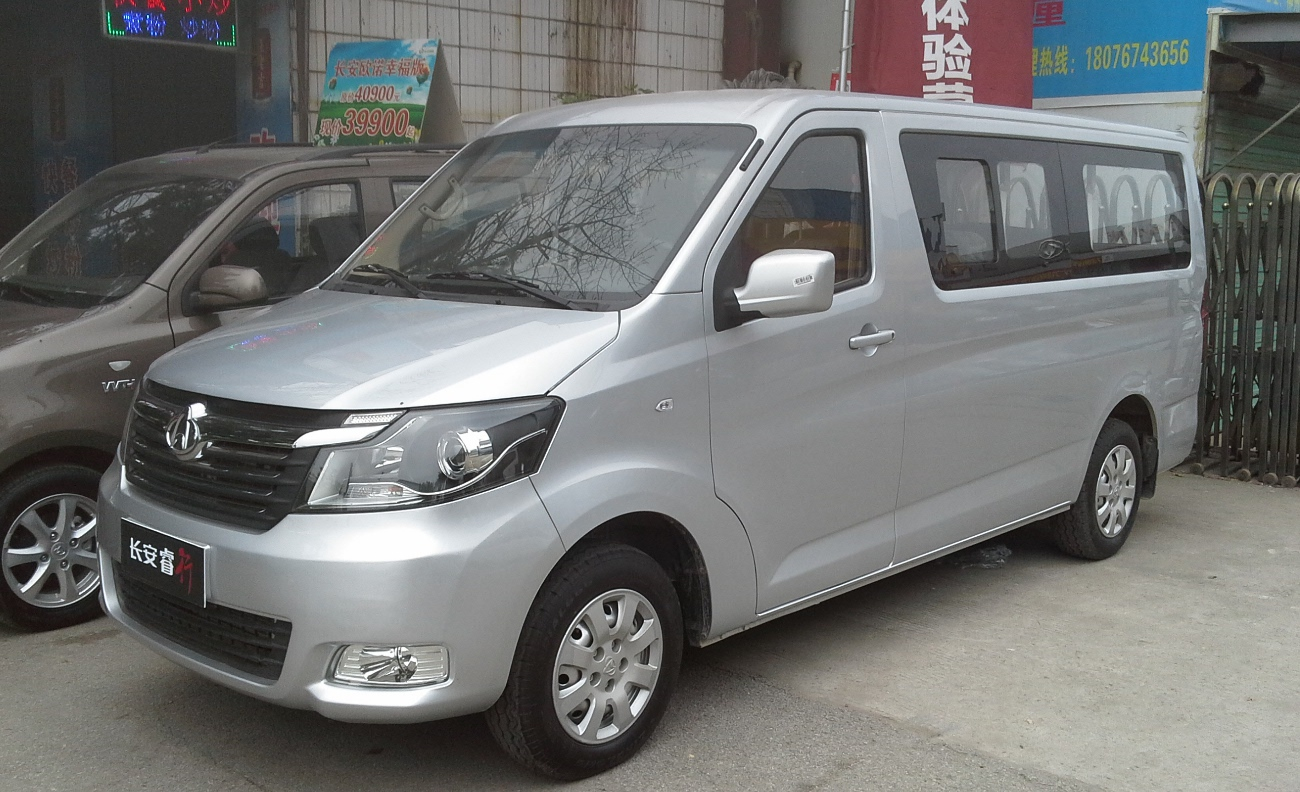
Chana Ruixing M90
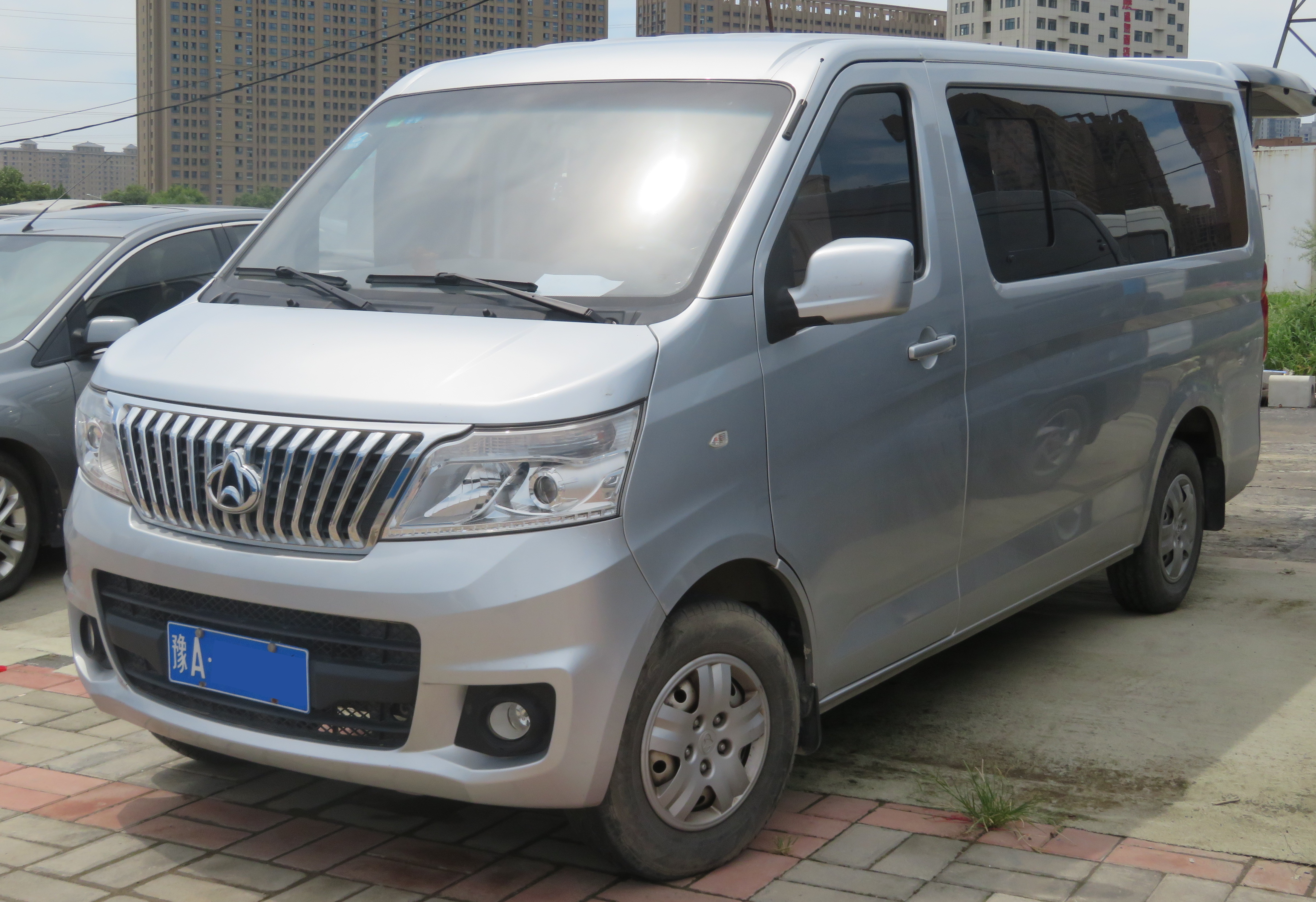
Chana Ruixing M80
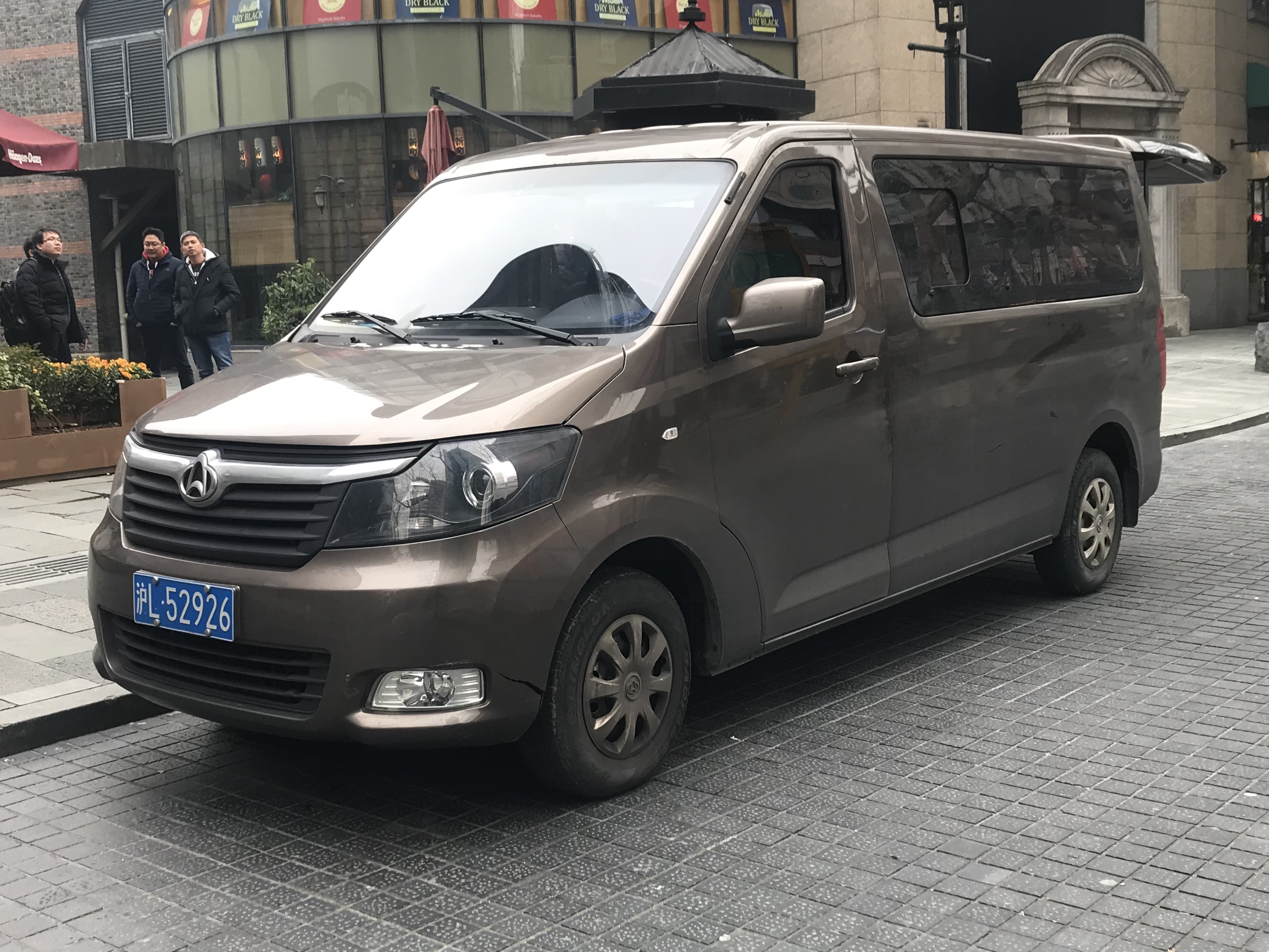
Chana Ruixing M70
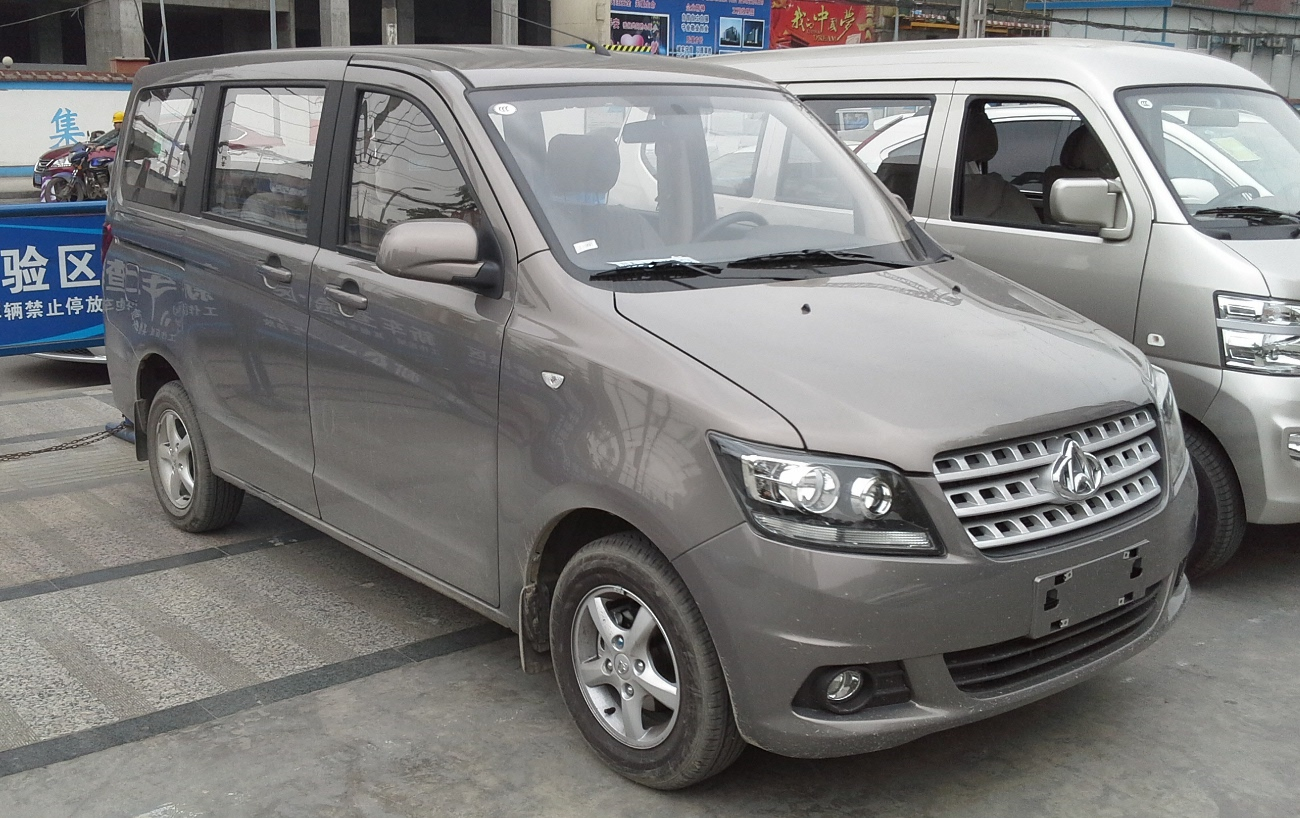
Chana Honor
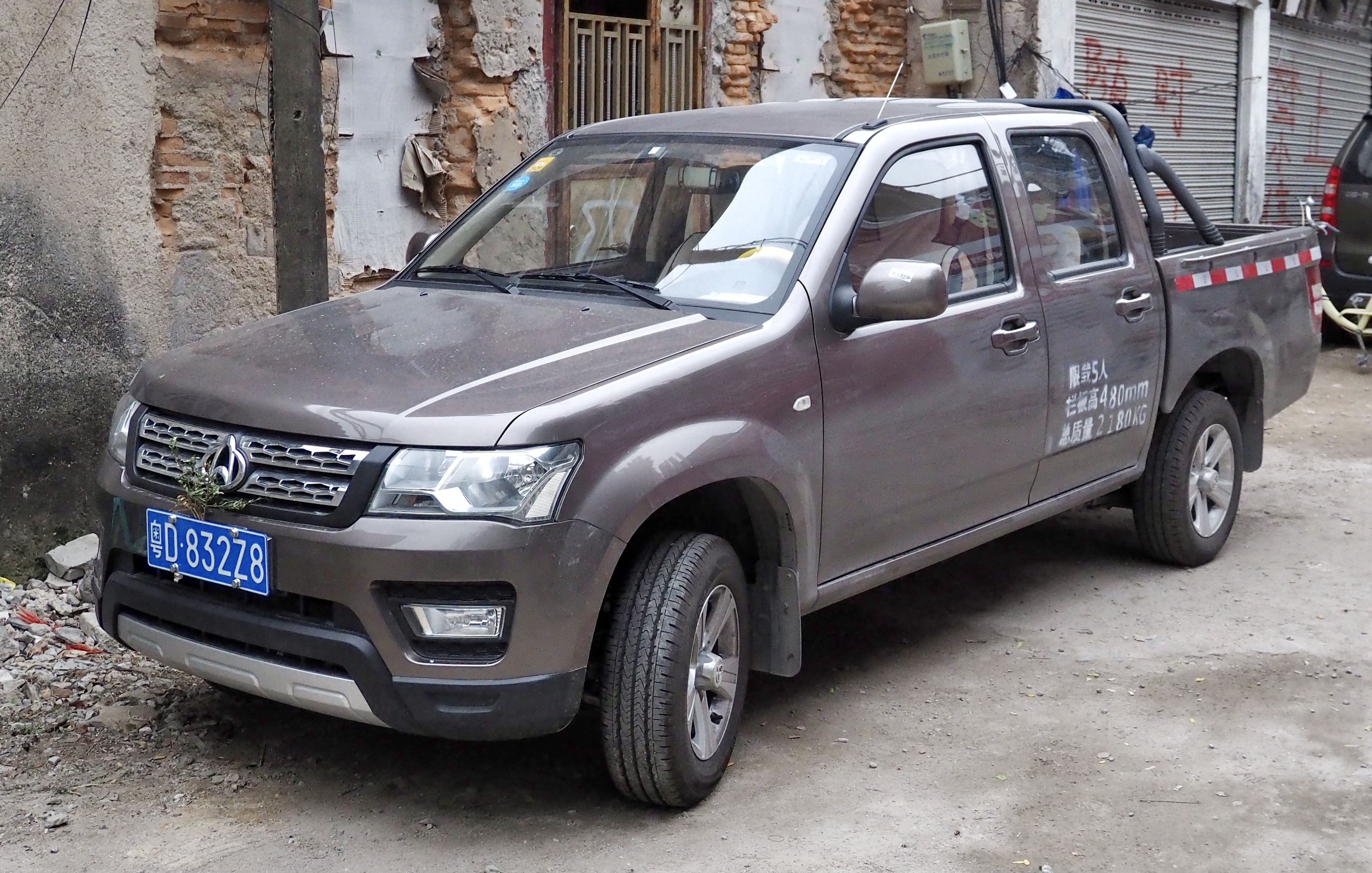
Kaicene F30
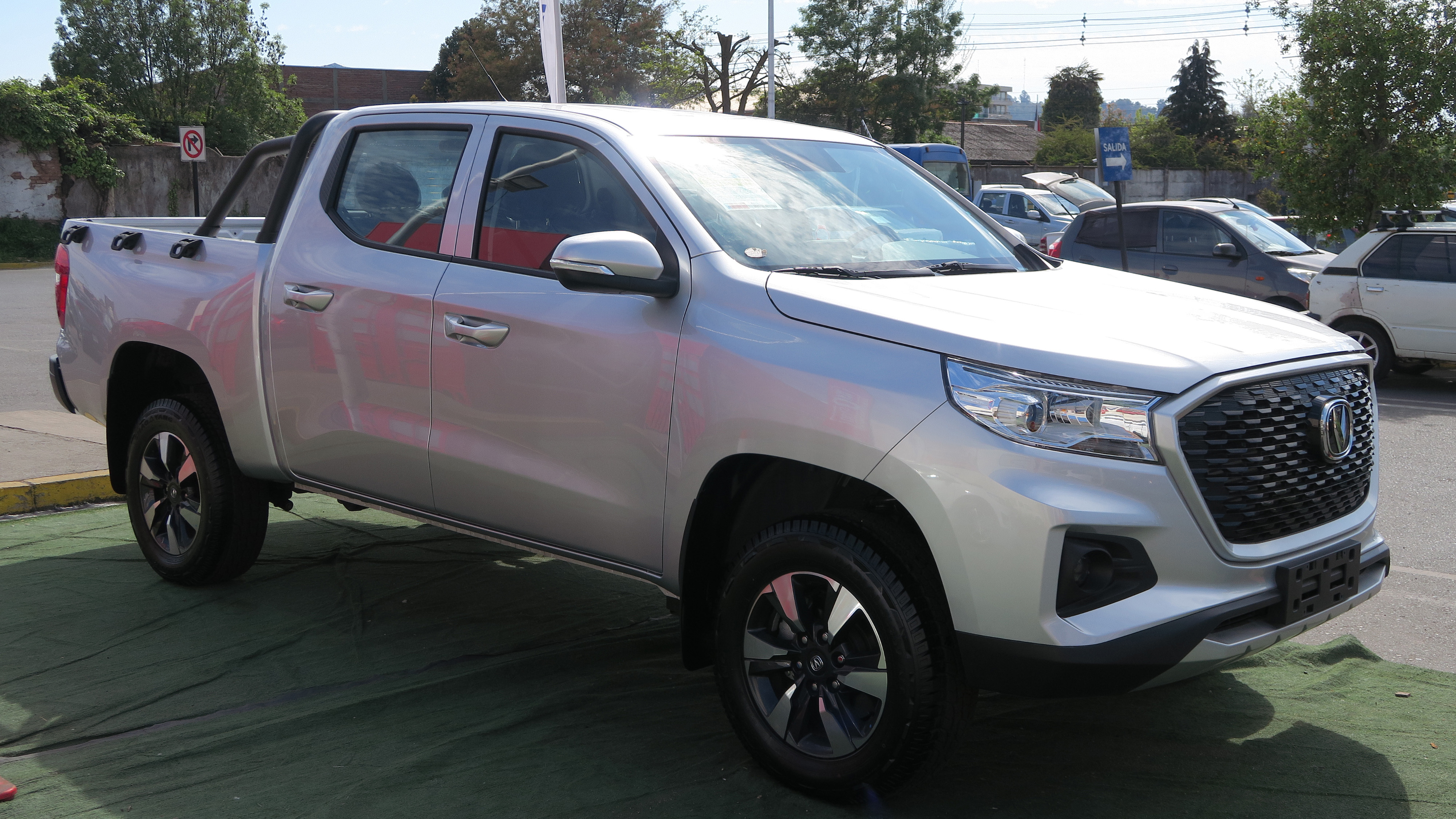
Kaicene F70
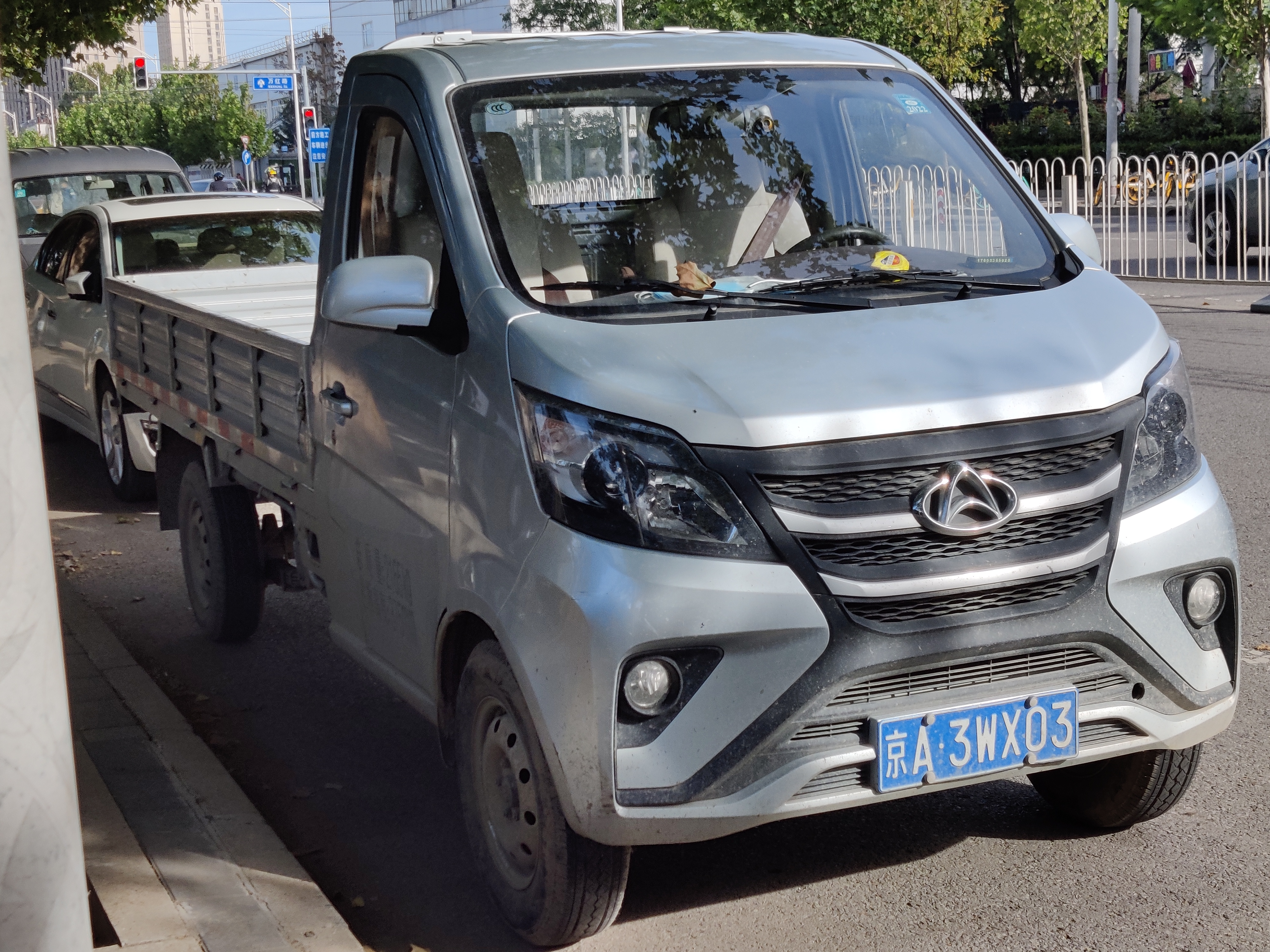
Kaicene Star Truck
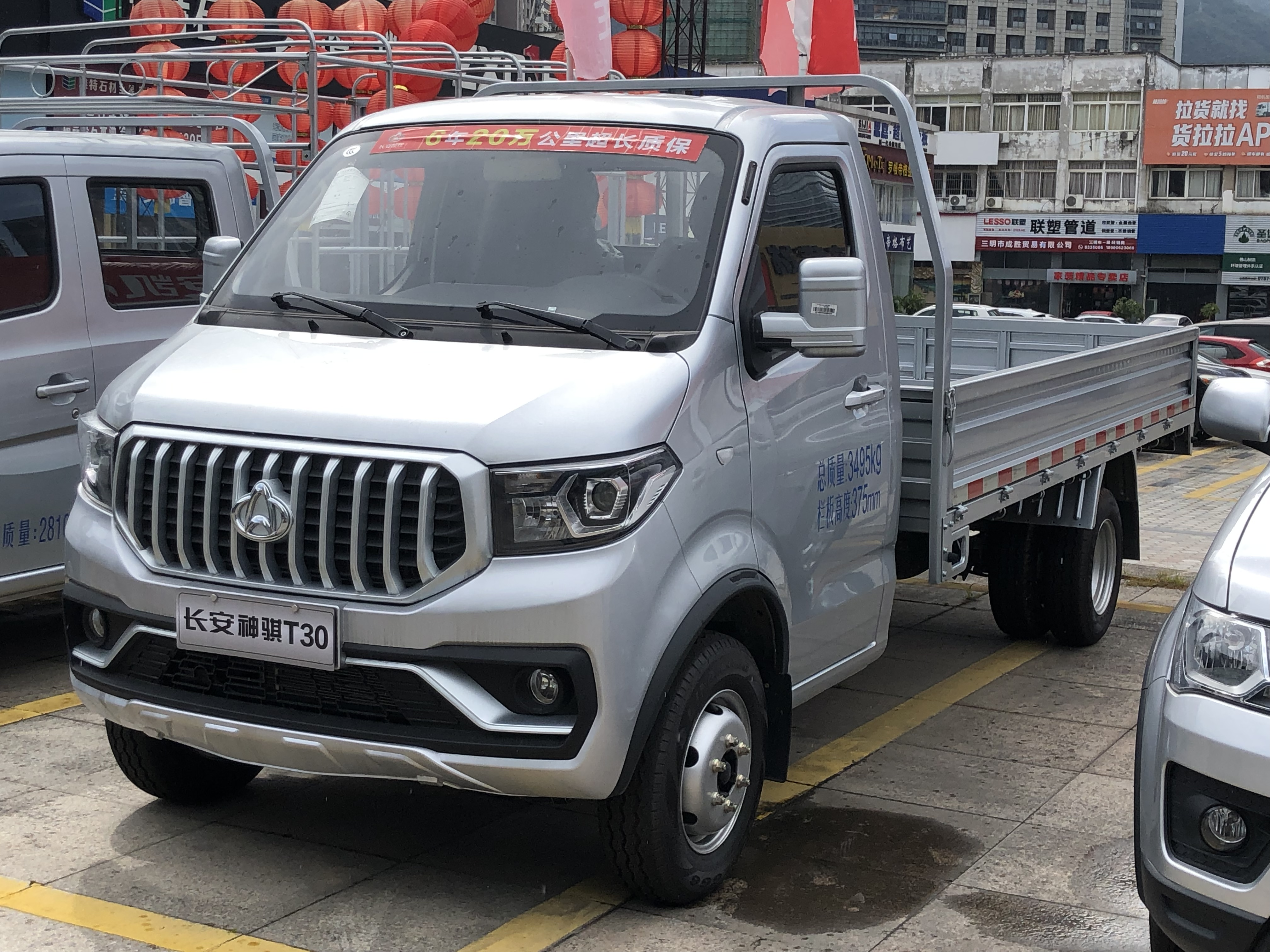
Kaicene Shenqi T30

#### Former models
- Ruiline
- Shenqi T20 / Q20
- Shenji F50
- Kaicene Zunxing
- Chana Star
- Chana Star 2
- Chana Star 7 (Formerly Taurustar)
- Chana Star 9 (Formerly Chana Star 4500)
- Chana Star S460
- Changan Zunxing

## Sales
| Año  | Total     | Changan   | Oshan   | Deepal |
| ---- | --------- | --------- | ------- | ------ |
| 2010 | 1,316,557 |           | -       | -      |
| 2011 | 987,991   |           | -       | -      |
| 2012 | 950,568   |           | -       | -      |
| 2013 | 990,556   |           | -       | -      |
| 2014 | 1,126,011 |           | -       | -      |
| 2015 | 1,270,154 |           | -       | -      |
| 2016 | 1,382,917 |           | -       | -      |
| 2017 | 1,327,168 |           | 339,910 | -      |
| 2018 | 1,139,540 |           | 192,745 | -      |
| 2019 | 1,060,676 |           | 153,258 | -      |
| 2020 | 1,306,169 | 861,750   | 113,820 | -      |
| 2021 | 1,557,282 | 998,921   | 194,381 | -      |
| 2022 | 1,874,569 | 1,125,048 | 222,030 | 33,354 |

## Empresas conjuntas
Como la mayoría de los principales fabricantes de automóviles chinos, Changan se asocia con empresas occidentales y japonesas para producir y vender los productos de estas empresas extranjeras en China. También se asocia con otras empresas dentro de China para aumentar la capacidad de fabricación y compartir los costos de desarrollo.
Actualmente Changan participa en las siguientes empresas conjuntas:

### Avatr Technology
Avatar Technology es una empresa conjunta de Changande vehículos eléctricos prémium con el proveedor de baterías CATL y varias fundaciones nacionales chinas, tecnología respaldada por Huawei.

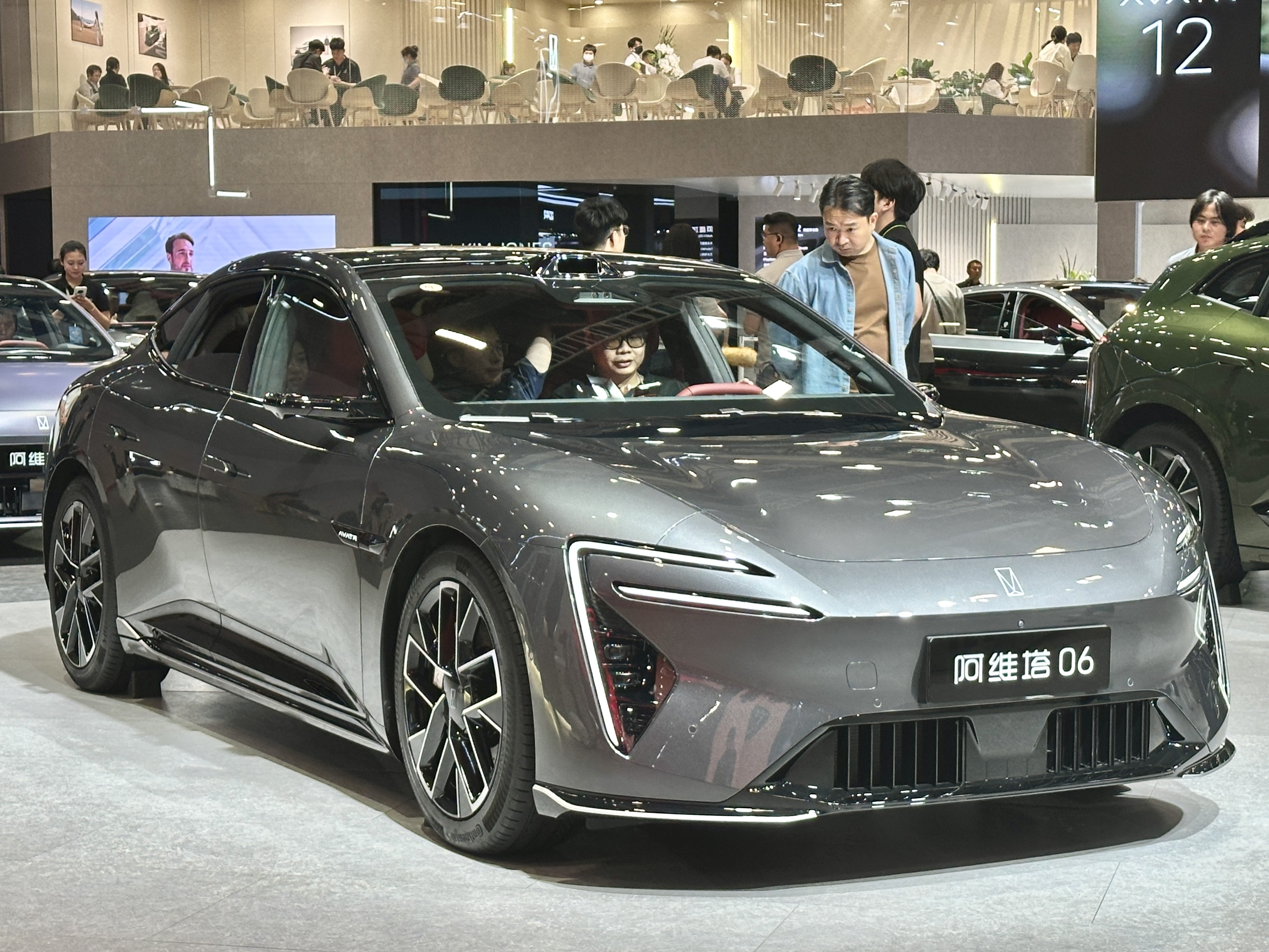
Avatr 06
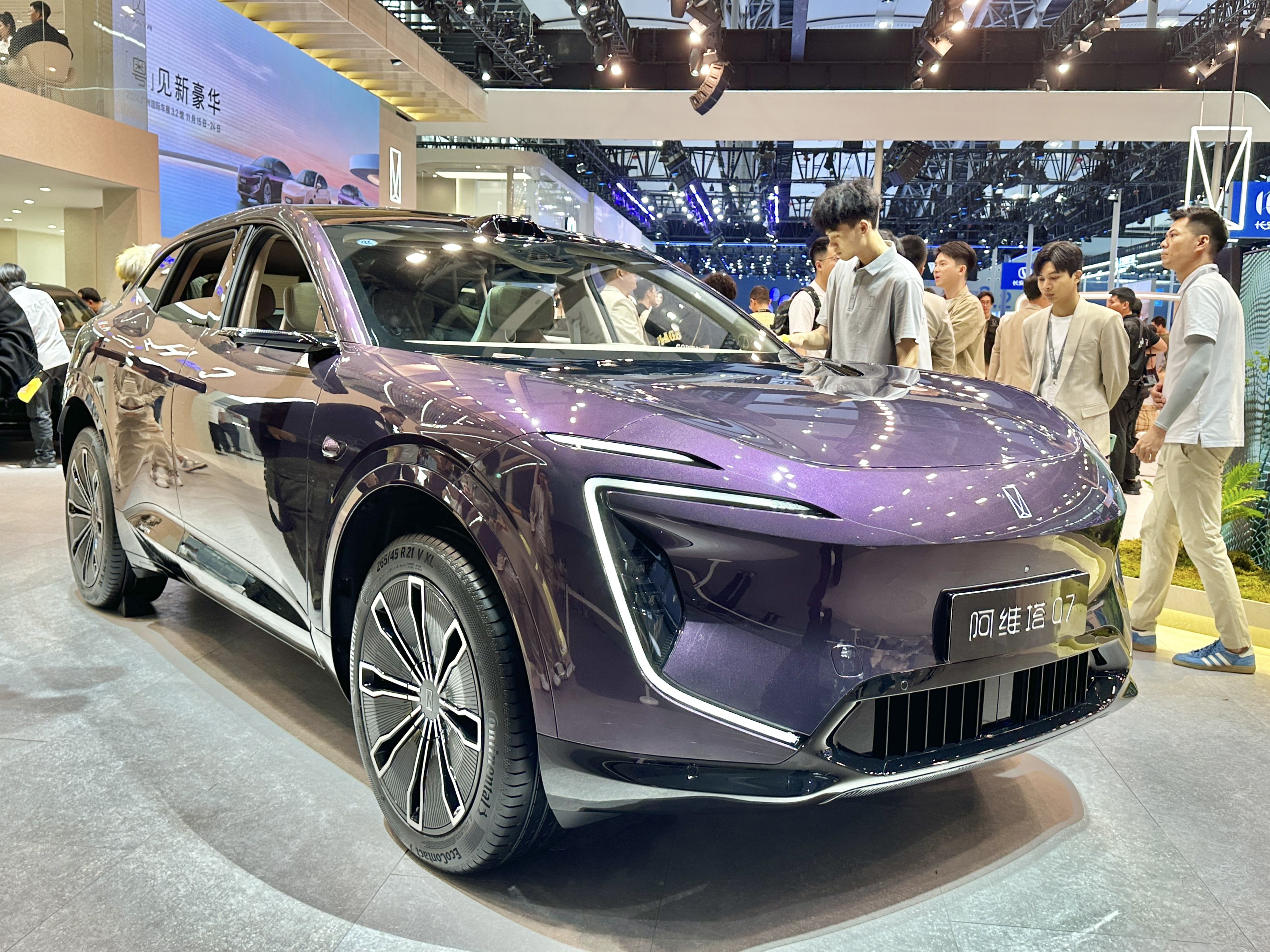
Avatr 07
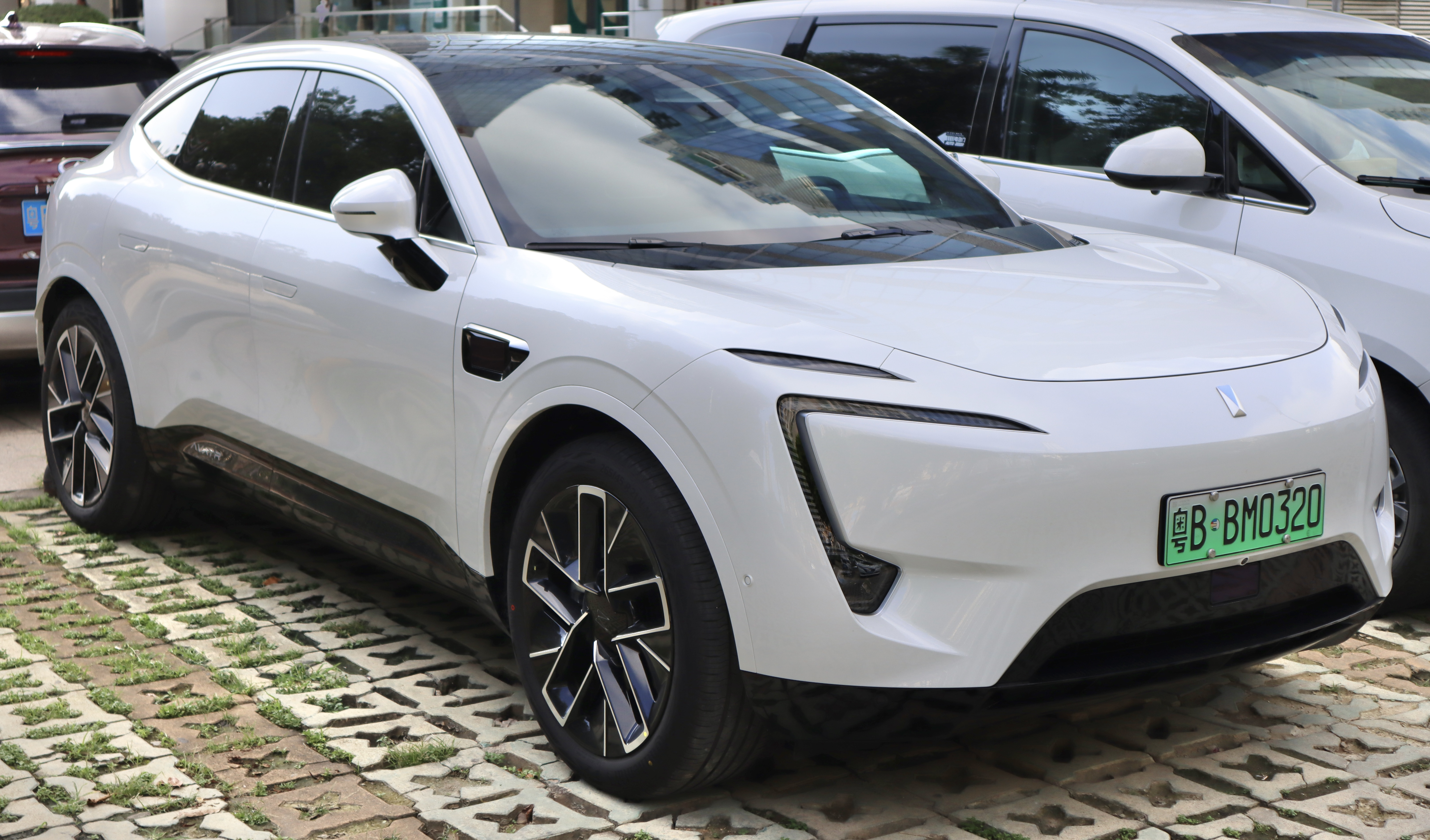
Avatr 11
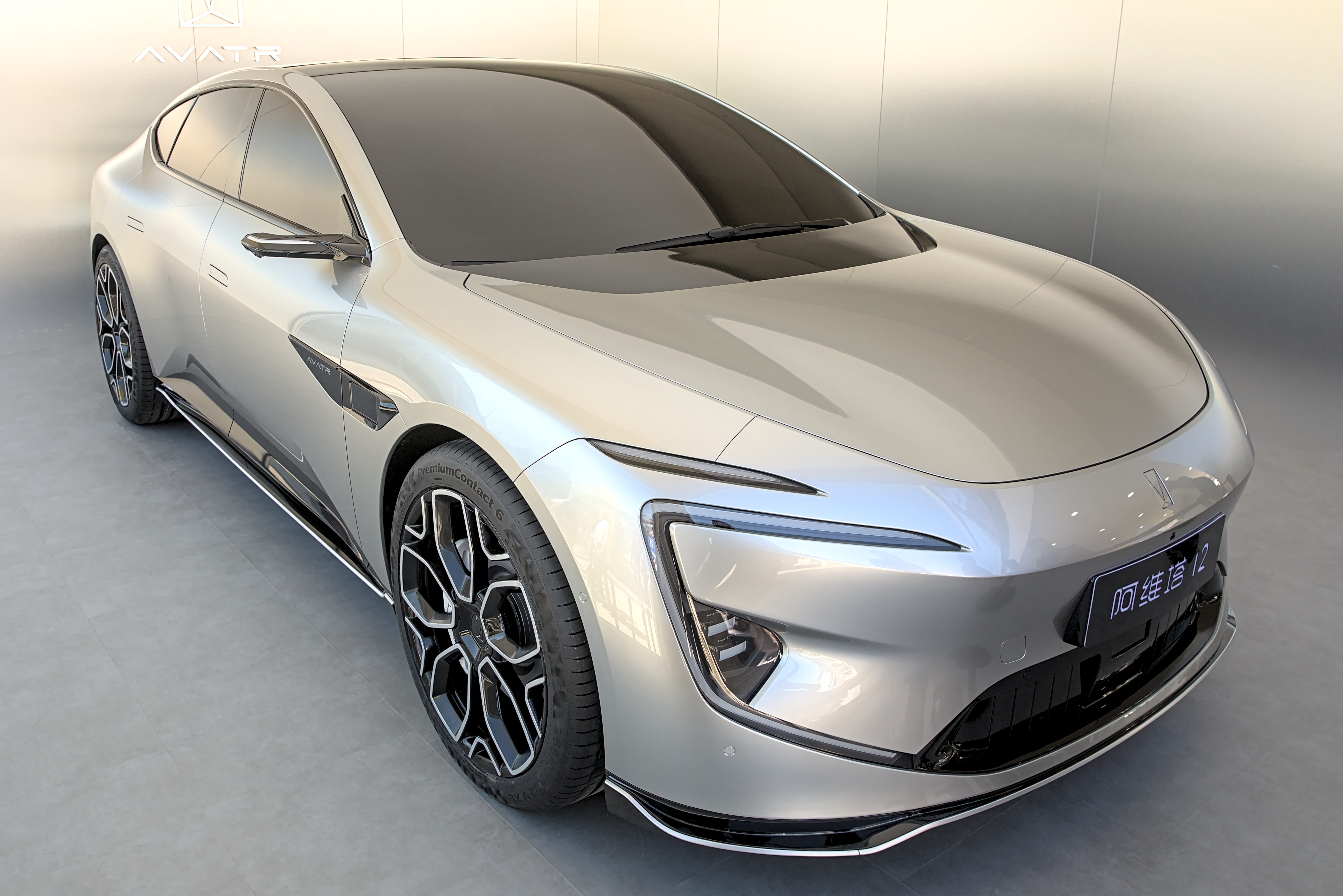
Avatr 12

### Ford (2001-presente)
En 2001, se formó Changan Ford. e inicialmente construyó vehículos de pasajeros de la marca Ford a partir de kits dedesmontaje completo.
Fabricar versiones para el mercado chino de las ofertas de consumo de Ford, Se pensaba que su red de distribuidores de 2010 incluía muchas showrooms en ciudades chinas de segundo y tercer nivel.[cita requerida] such as Chongqing. Las llamadas ciudades de segundo y tercer nivel son ciudades grandes y medianas que no se encuentran entre las cuatro primeras en términos de población y contribución al PIB.

### Changan Kuayue
Chongqing Kuayue Automobile es una empresa cooperativa entre Changan y Chongqing Kuayue Group que se especializa en la producción de vehículos comerciales.
El grupo fabrica vehículos comerciales para Changan principalmente bajo las marcas Kuayue y Kaicene.
Los vehículos comerciales Kuayue rebautizados como Mamut en los países de la ex Unión Soviética.

#### Modelos actuales
- Kuayue D5
- Kuayue T3
- Kuayue Chana V3 / V3 Electric
- Kuayue Chana V5
- Kuayue X1
- Kuayue X3
- Kuayue X5[33]
- Kuayue Kuayuexing V3/V5/V7

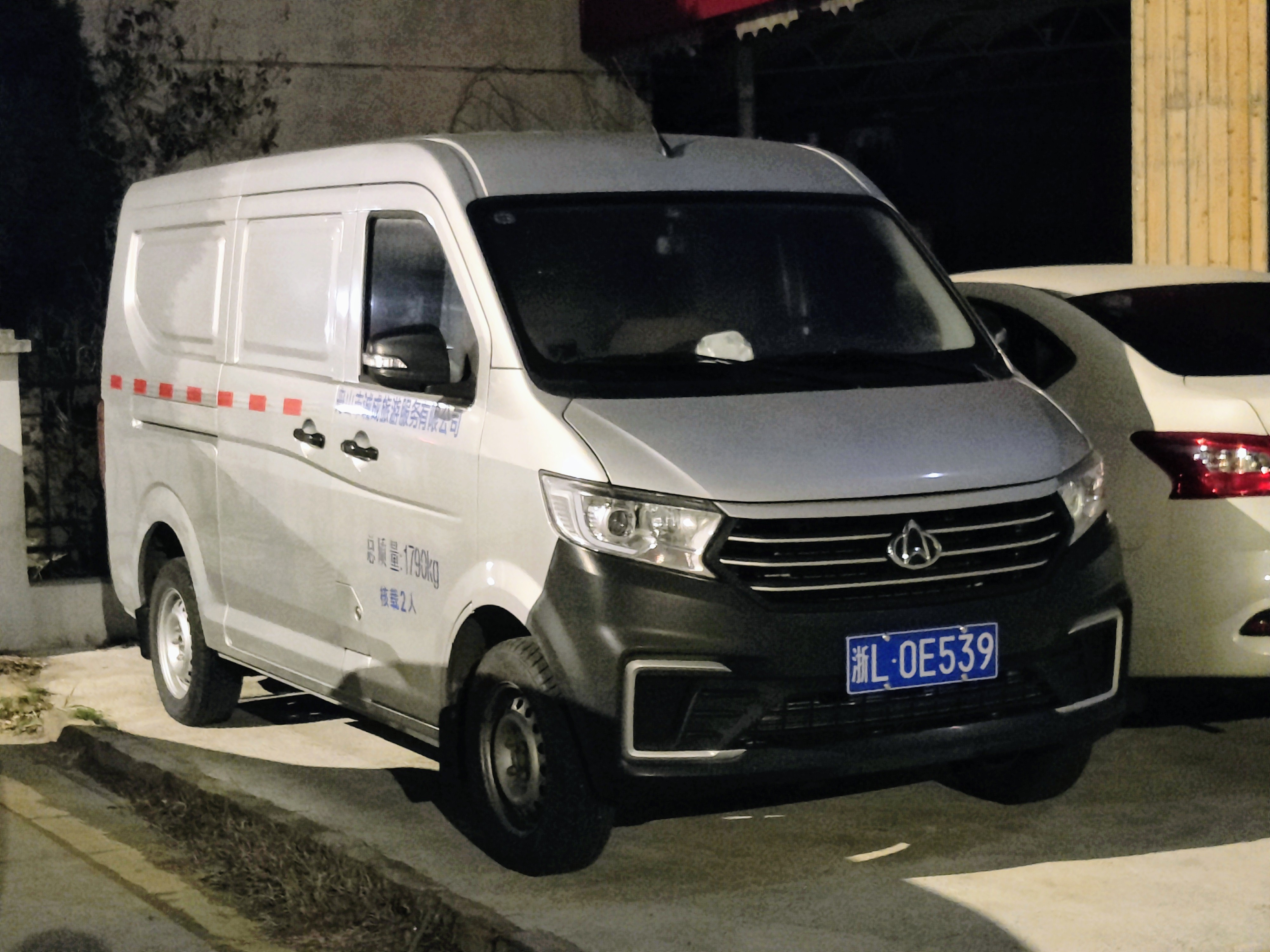
Kuayue Kuayuexing V3
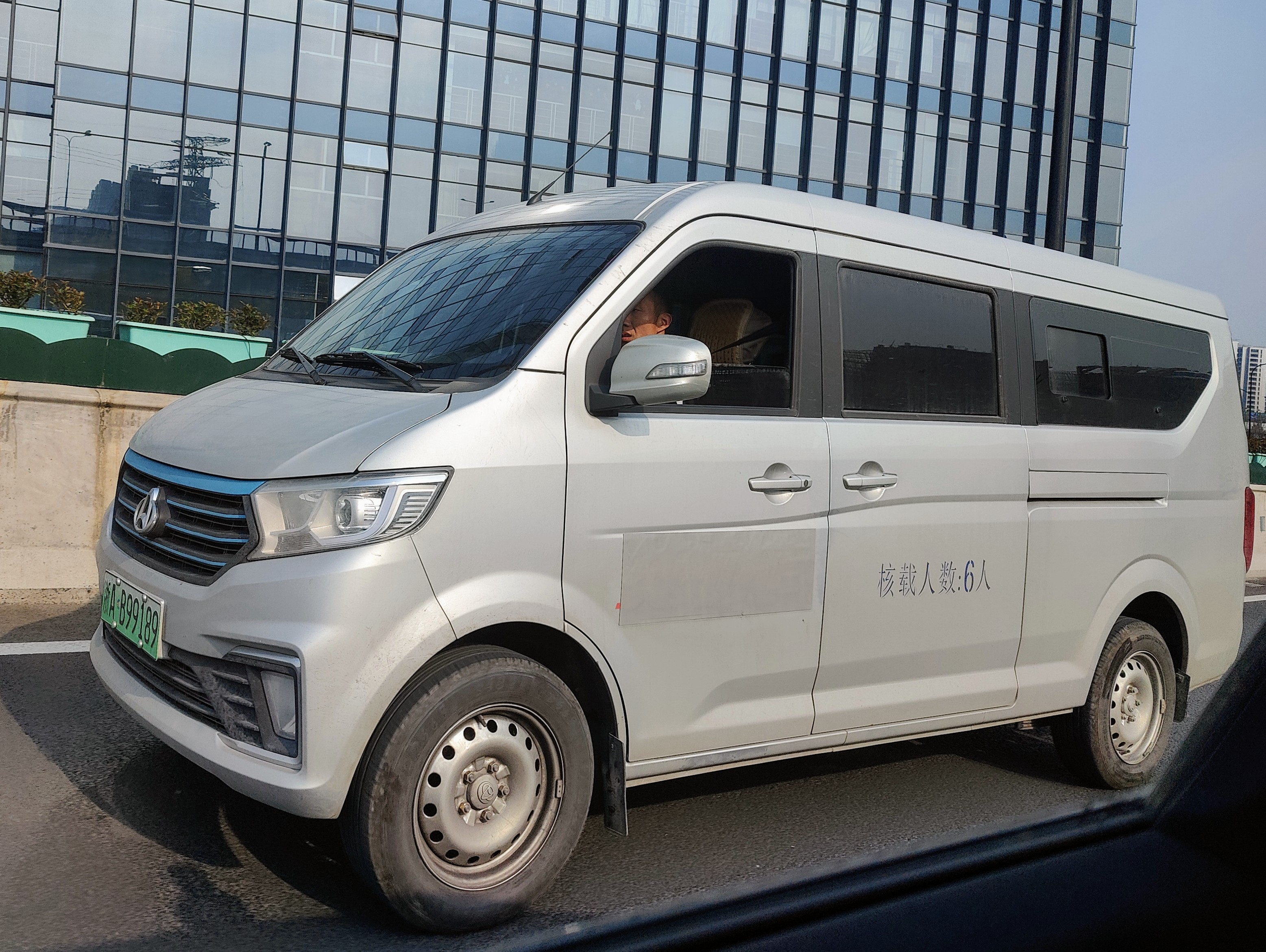
Kuayue Kuayuexing V5 EV
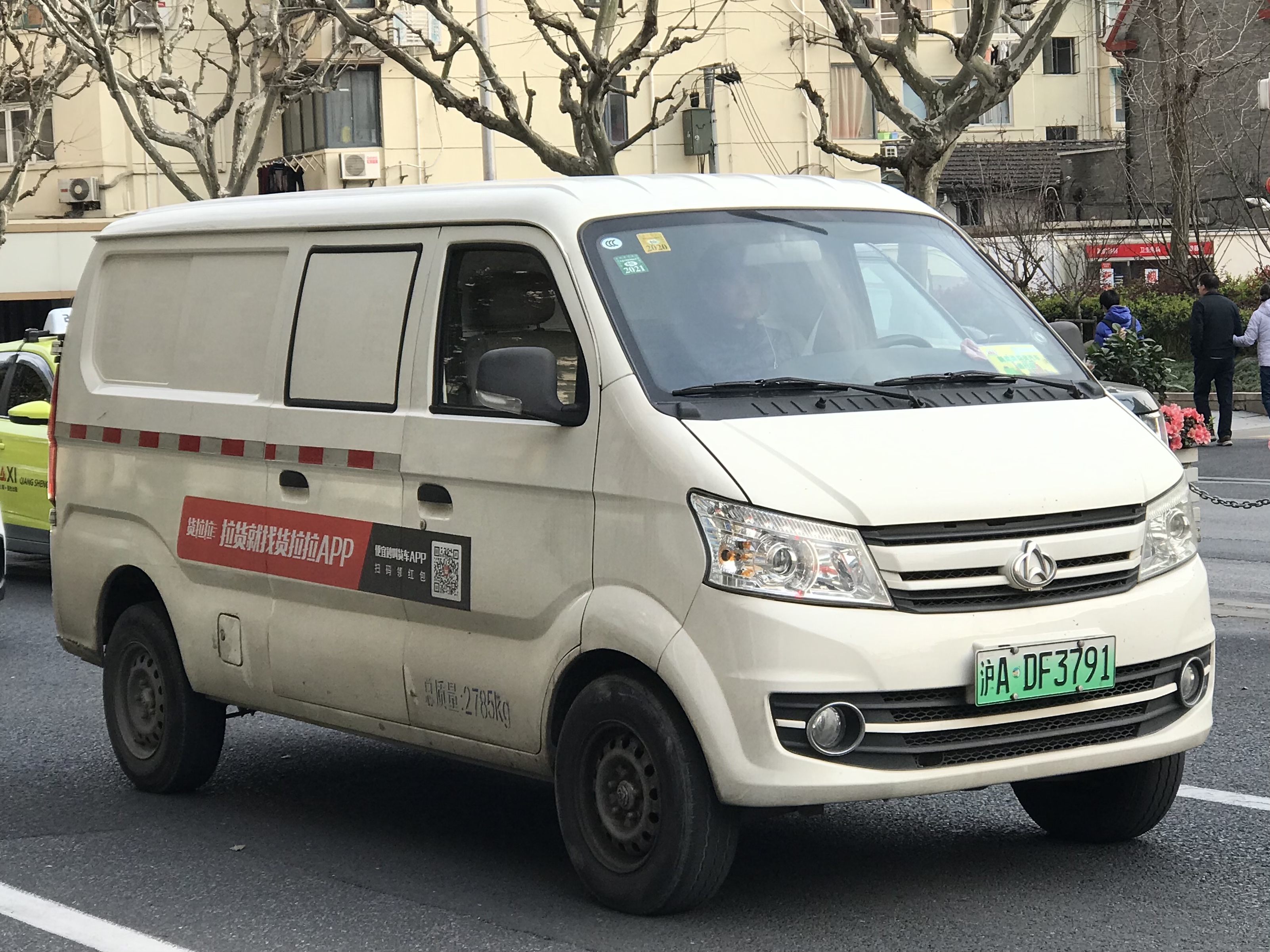
Kuayue V5
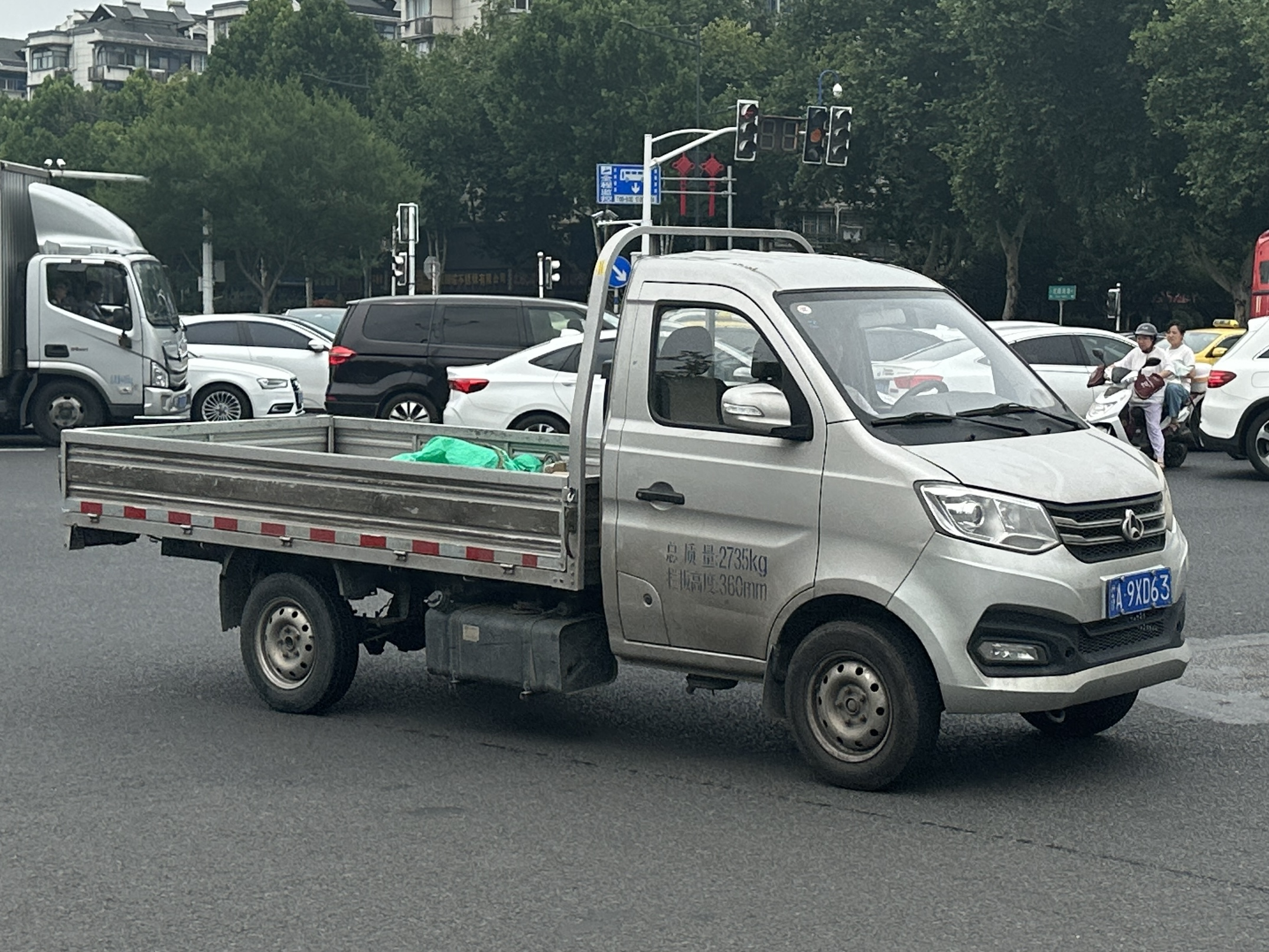
Kuayue Kuayuewang X1
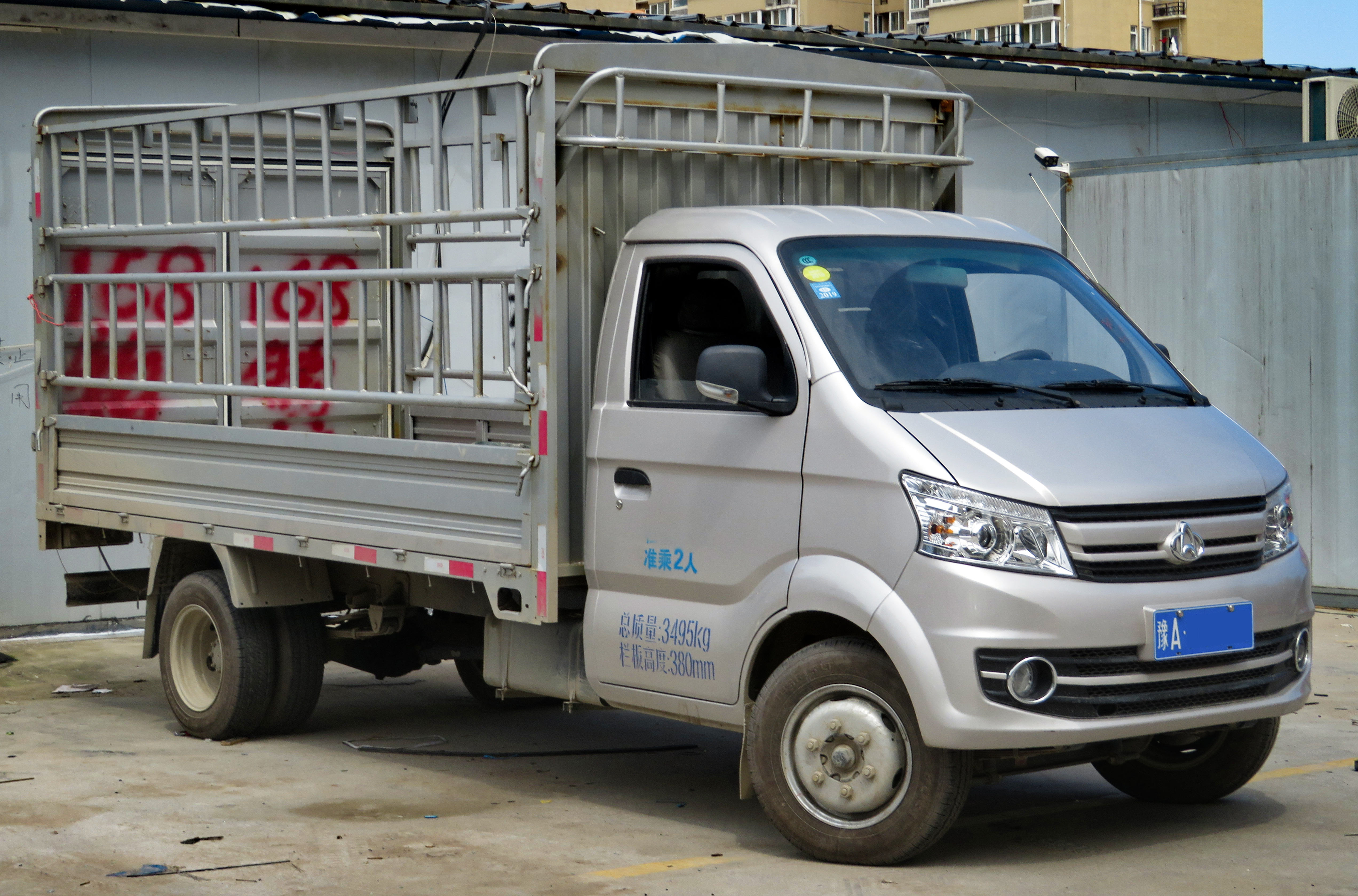
Kuayue Kuayuewang X5

#### Antiguos modelos
- Kuayue Xinbao Mini
- Kuayue Xunlong

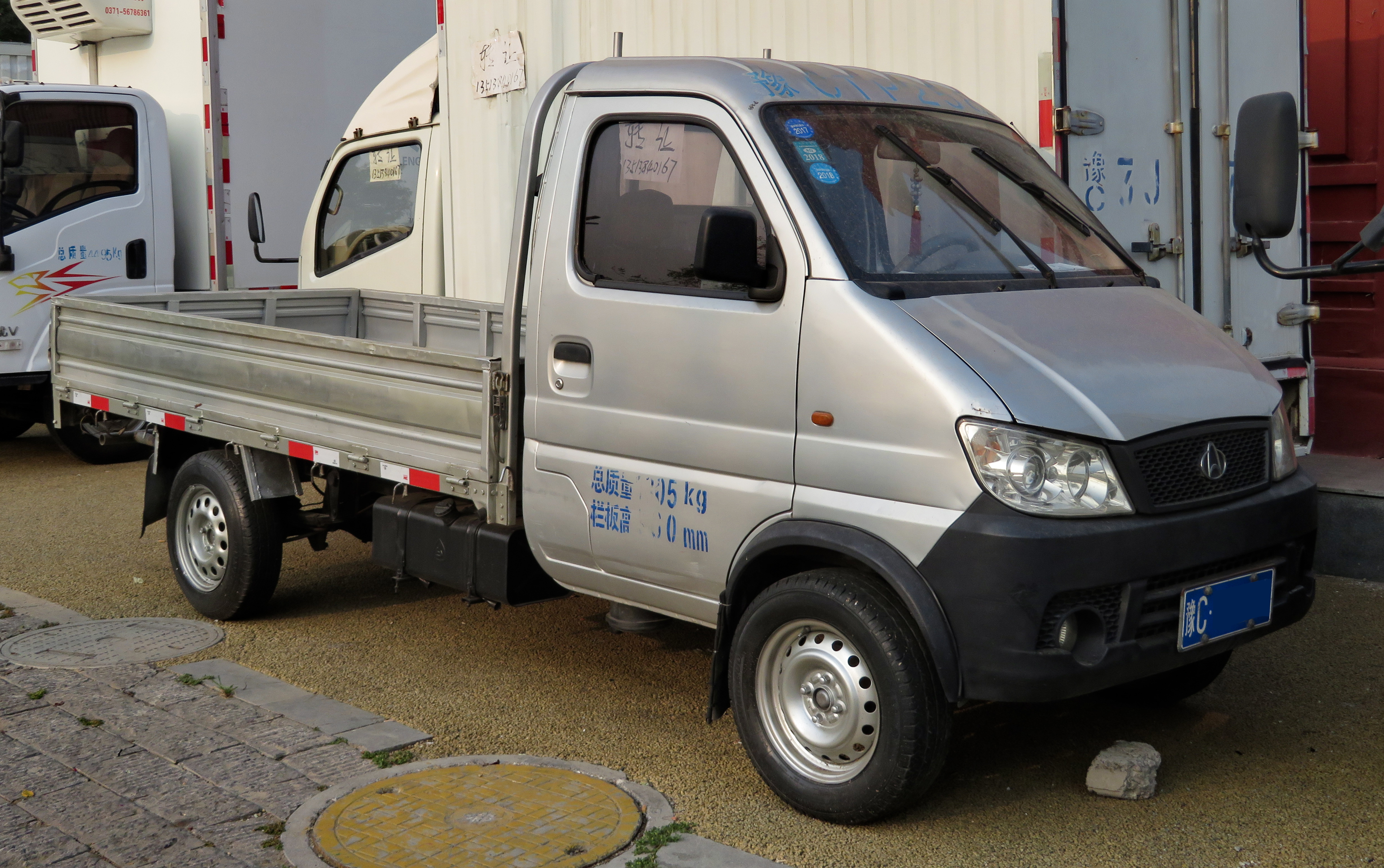
Kuayue Xinbao mini
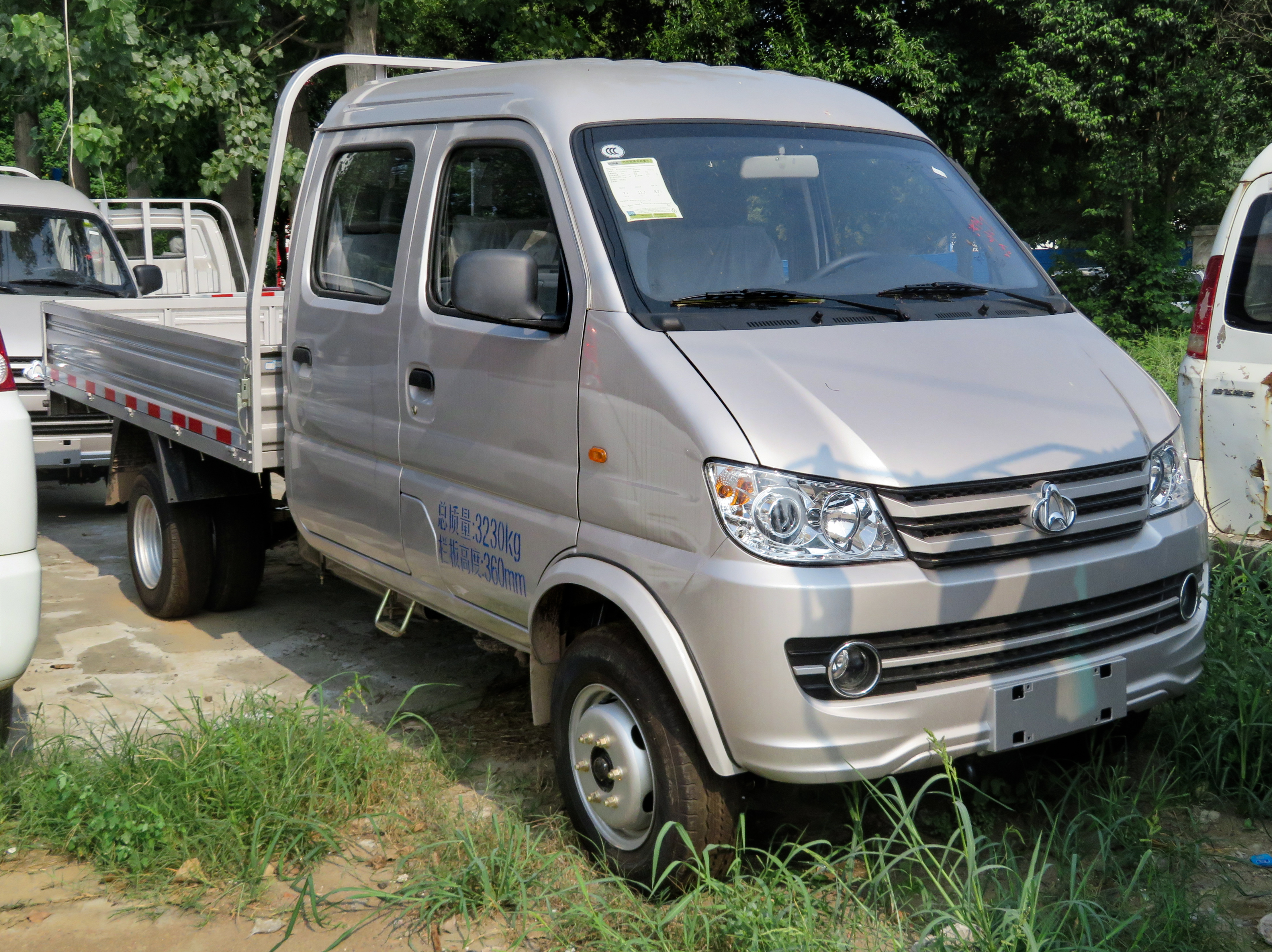
Kuayue Xinbao
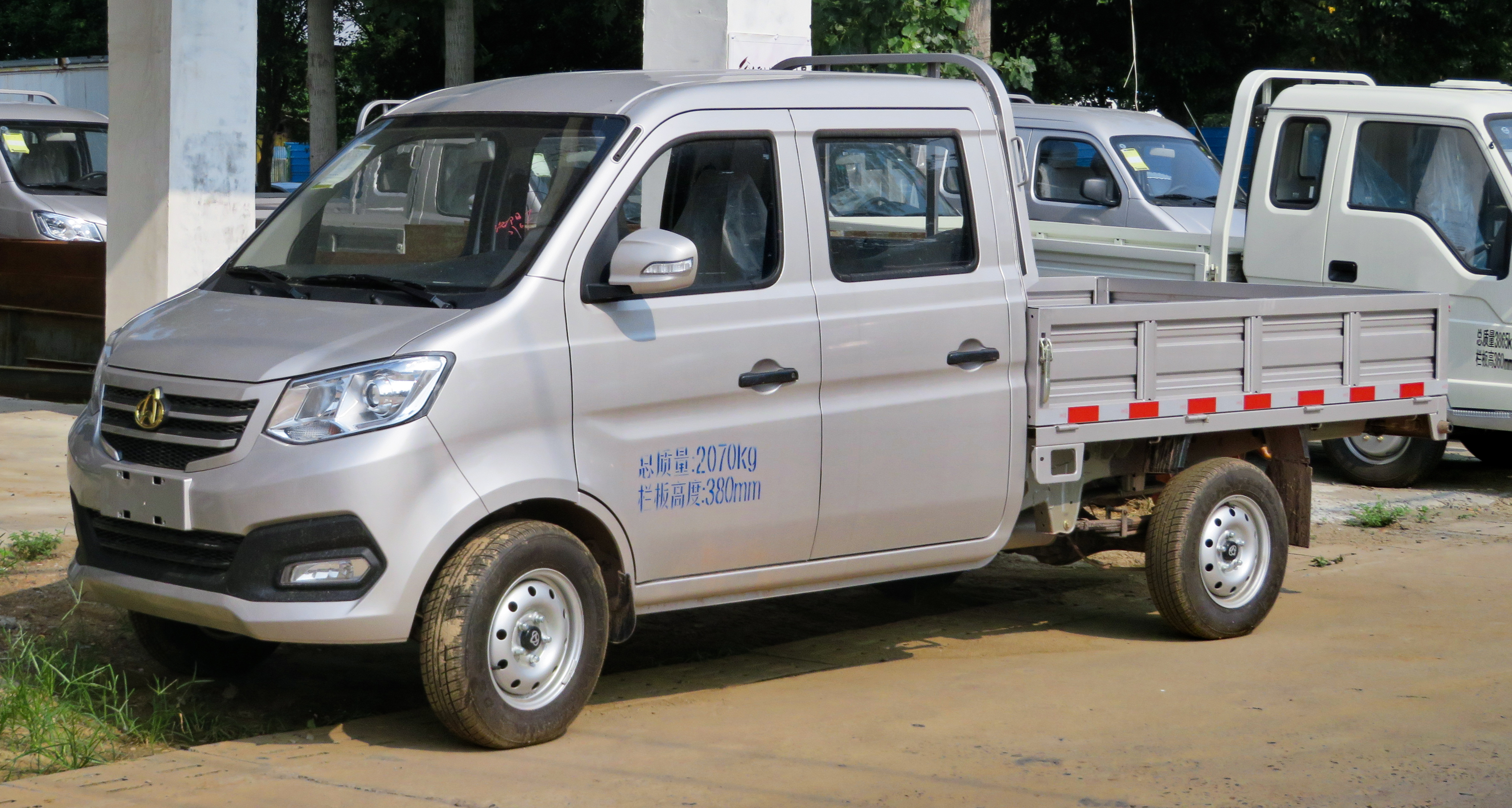
Kuayue Xinbao T3
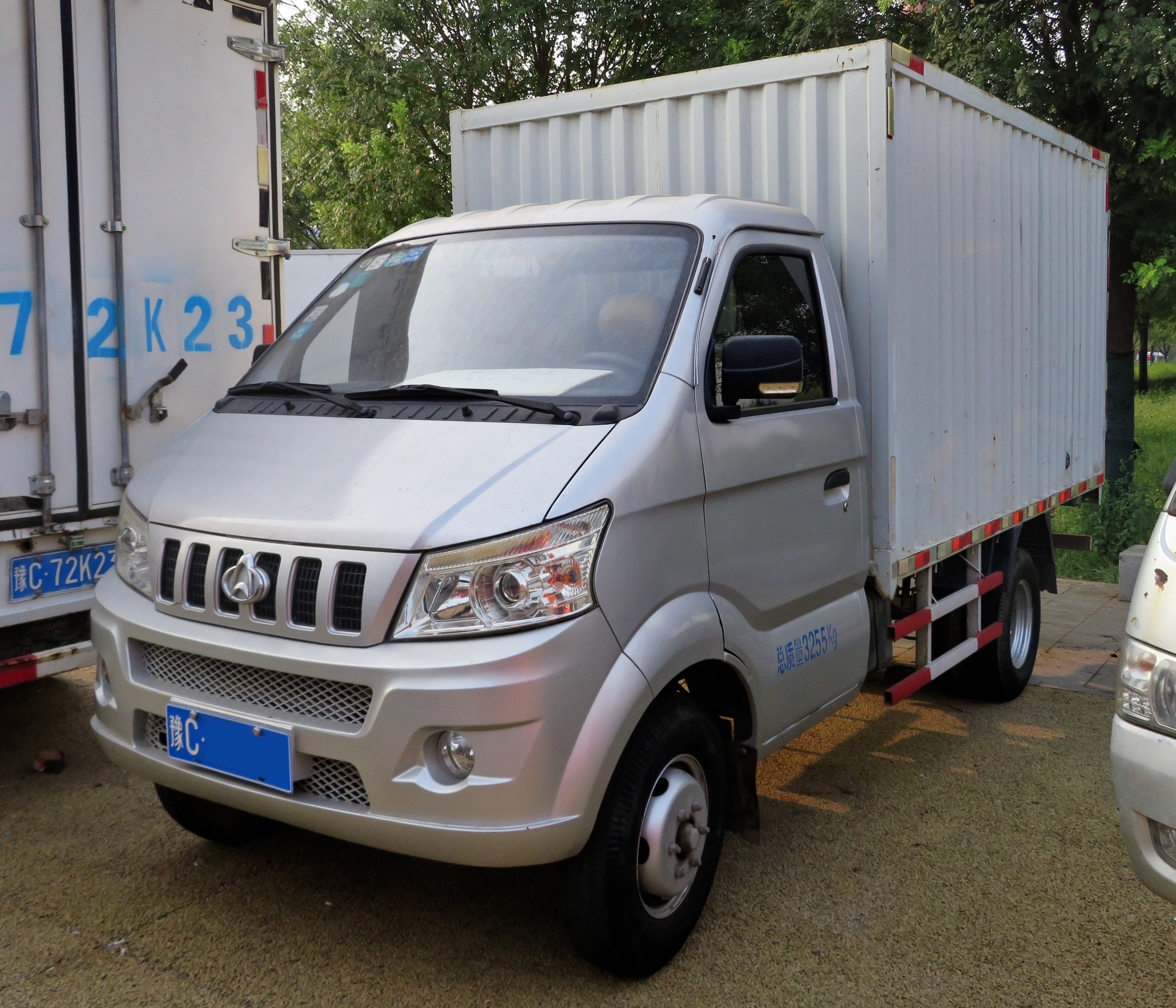
Kuayue Kuayuewang X5
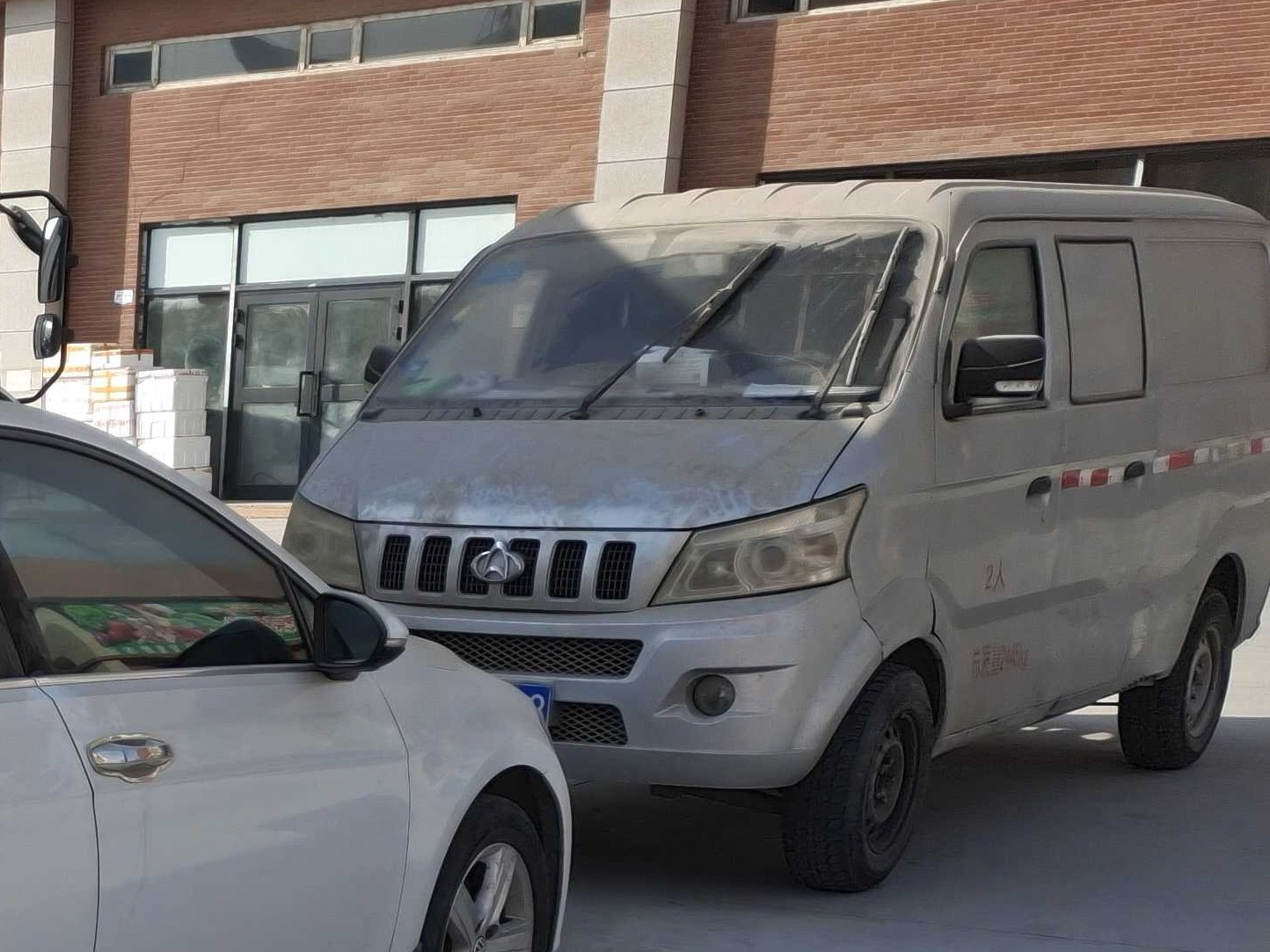
Kuayue Xinbao V5
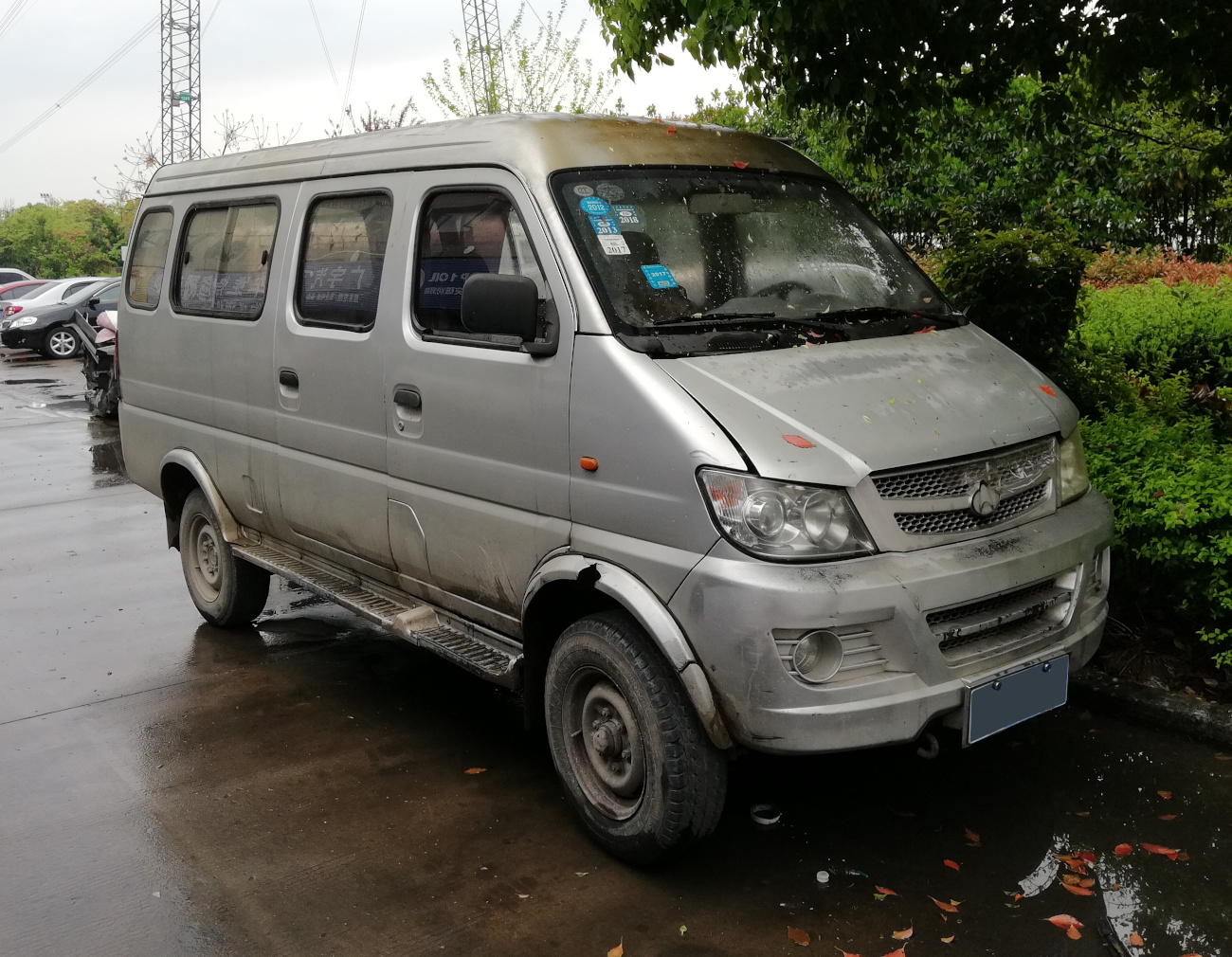
Kuayue Xunlong

### Jiangling Inversión y Jiangling Motor Holding
Jiangling Motor Holding Co. Ltd. (en chino tradicional, 江西江鈴控股有限公司; en chino simplificado, 江西江铃控股有限公司; pinyin, Jiāngxī Jiānglíng Kònggǔ Yǒuxiàn Gōngsī), También conocida por las iniciales JMH, era una empresa conjunta establecida en octubre de 2004 y controlada en partes iguales por Changan y JMCG. Para crear Jiangling Motor Holding, Changan invirtió dinero y, a cambio, JMCG transfirió su capital de Jiangling Motors Corporation (JMC) a la empresa. Jiangling Motor Holding era el mayor accionista de JMC, con una participación del 41,03% a marzo de 2018. JMH also owned the Landwind marque.
En abril de 2019, se anunció que JMCG y Changan planeaban dividir JMH en dos empresas separadas: una con el mismo nombre y otra tentativamente llamada Jiangling Investment. Jiangling Investment mantendría la participación del 41,03% en JMC y algunos pasivos y seguiría siendo propiedad equitativa de Changan y JMCG. El nuevo JMH sería propietario del resto de los activos del antiguo JMH (incluido Landwind) and it would issue 100% more shares to be sold to investors, leaving JMCG and Changan with a 25% stake each. Jiangling Investment se estableció formalmente en mayo de 2019, completando la división de la antigua JMH. En junio de 2019 se anunció que el inversor del nuevo JMH era el fabricante de automóviles Aiways. Aiways adquirió el 50% del nuevo JMH con el objetivo de obtener permisos de producción para vehículos de nueva energía.

### Anterior

#### Changan PSA (2010-2020)

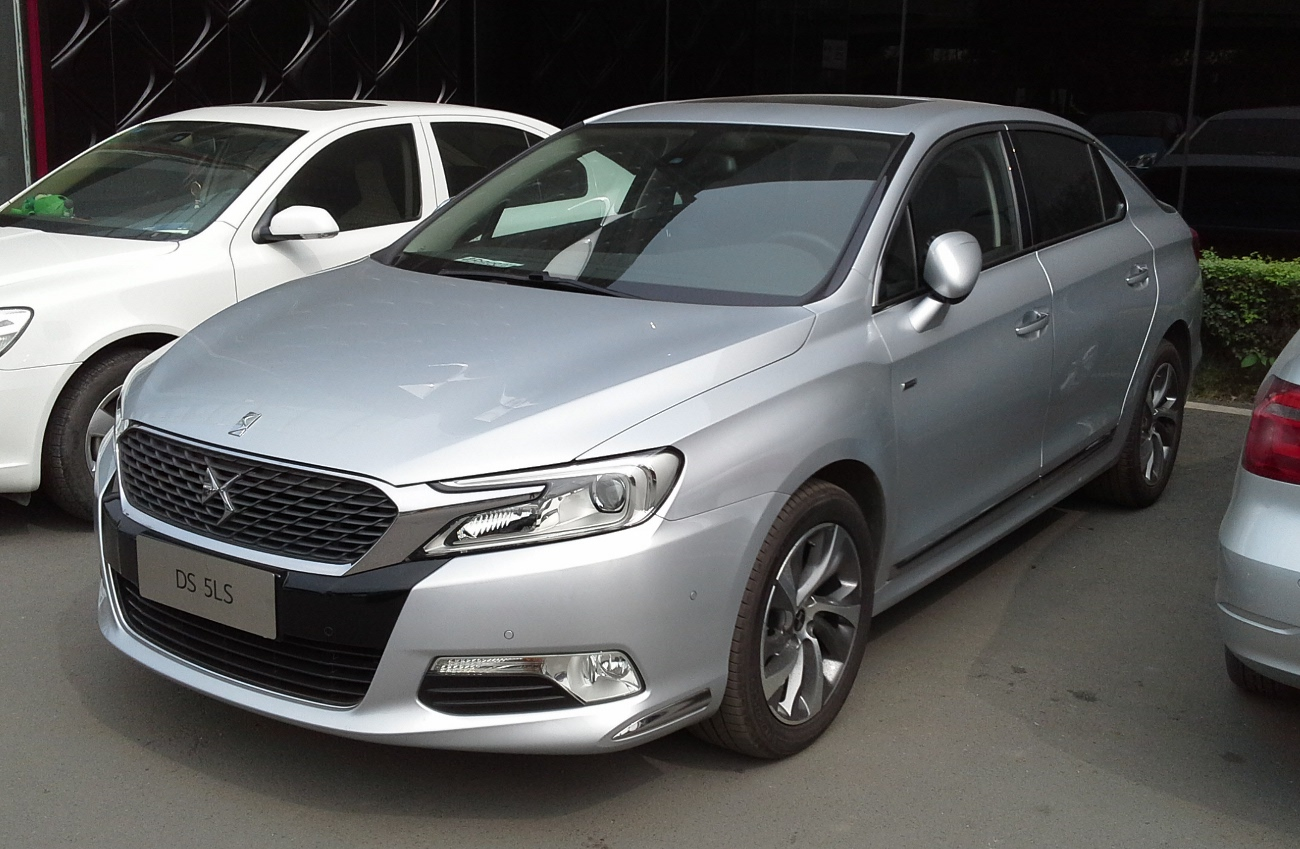
DS 5LS

Changan y el fabricante de automóviles francés PSA Peugeot Citroën acordaron en 2010 crear una empresa conjunta de fabricación de turismos y vehículos comerciales ligeros al 50%. NDenominada CAPSA, fue la segunda empresa conjunta del Grupo PSA en China, tras Dongfeng Peugeot-Citroën Automobile, y la primera con Chang'an. Centrándose en una base de producción recién construida en Shenzhen, se estimó que la capacidad de producción inicial para el proyecto será de 200.000 unidades/año. La fabricación comenzó en 2014, con modelos Citroën DS específicos de China; primero el DS 5LS y luego el DS 6WR. La empresa se disolvió en 2020.

#### Changan Suzuki (1983-2021)

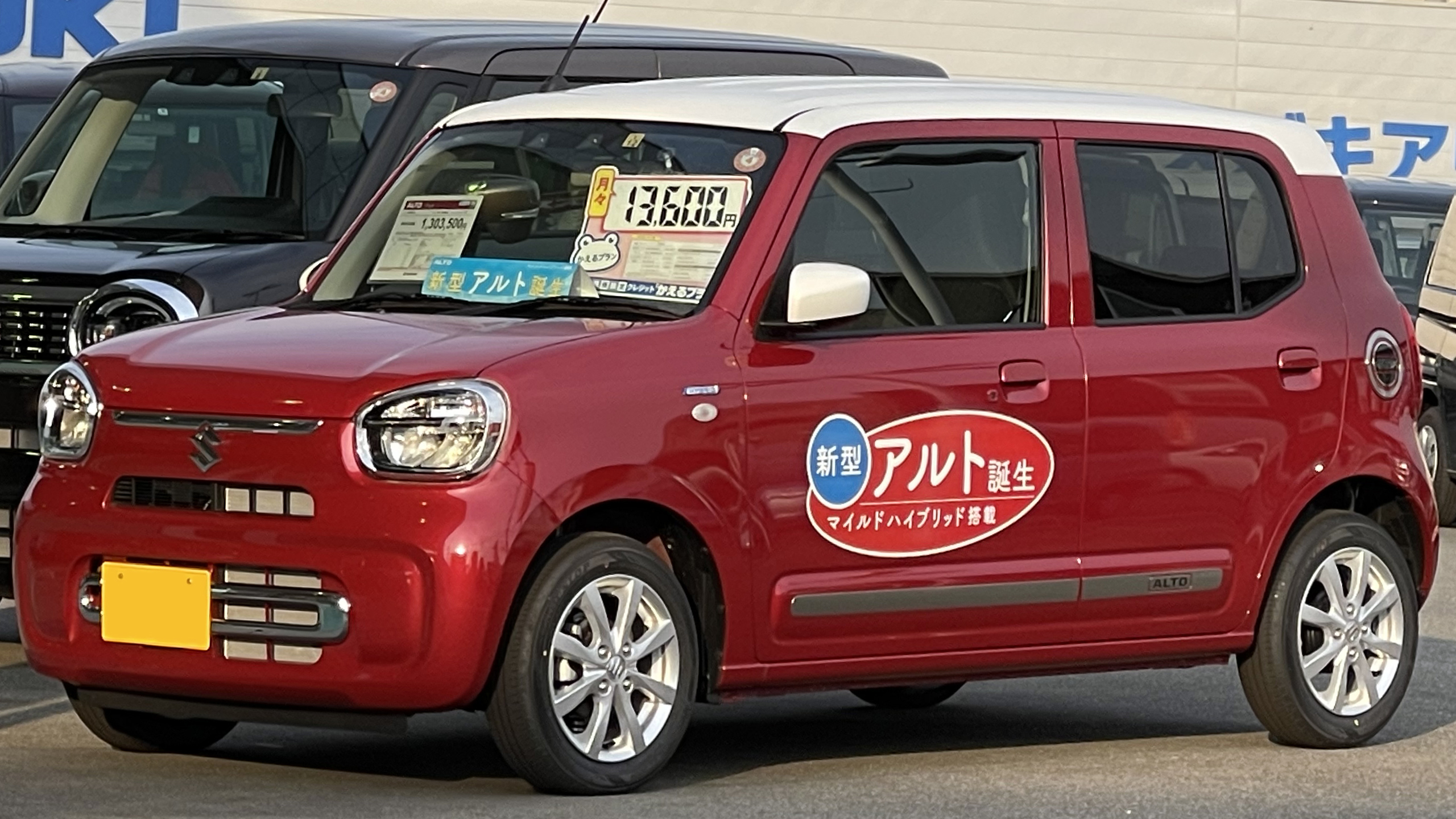
Suzuki Alto

La cooperación técnica y comercial con Suzuki Motors, que comenzó en 1983, permitió a Changan ensamblar camiones comerciales económicos (originalmente el Suzuki Carry ST90 como Chang'an SC112) under license into the 2000s. Las dos empresas formaron Chongqing Chang'an Suzuki Automobile Co en 1993, que construyó versiones con licencia de Suzuki Alto, Suzuki Cultus, y más recientemente de Swift.
Paralelamente a su empresa conjunta Suzuki, Changan también continuó fabricando camiones pequeños y furgonetas para uso comercial basándose en la licencia Suzuki Carry de 1999, pero los vehículos desarrollados de forma independiente los están reemplazando rápidamente. Estos coches pequeños llevan la marca Changan aunque en su diseño y fabricación se utiliza tecnología Suzuki.
El 4 de septiembre de 2018, Suzuki transfirió su participación del 50 por ciento en Changan Suzuki a Chang'an Automobile Group, poniendo fin a 25 años de empresa conjunta. Según el plan, Chang'an continuaría fabricando y vendiendo automóviles de la marca Suzuki en China bajo licencia.
En 2021, Changan Suzuki pasó a llamarse Chongqing Lingyao Automobile.